# Földes
Földes egy település Hajdú-Bihar vármegyében, a Püspökladányi járásban.

## Fekvése
Az Alföldön fekszik, Hajdú-Bihar vármegyében, Püspökladány és Berettyóújfalu között, Debrecentől 35 kilométerre délnyugatra. Határai között áthalad, a központtól mintegy 5 kilométerre keleti-északkeleti irányban a Keleti-főcsatorna.
A közvetlenül szomszédos települések: északkelet felől Hajdúszovát (14 kilométerre), kelet felől Derecske (20 kilométerre), délkelet felől Berettyóújfalu (16 kilométerre), dél felől Sáp (4 kilométerre), nyugat felől Báránd (10 kilométerre), északnyugat felől pedig Tetétlen (5 kilométerre).

### Megközelítése
Legfontosabb közúti megközelítési útvonala a 42-es főút, amely áthalad a belterületének déli részén. Kabával a 3407-es, Derecskével a 4803-as, Debrecennel, illetve az ellenkező irányban Nagyrábéval pedig a 4805-ös út köti össze; északi külterületeit érinti még a 4802-es út is.
Autóbuszjáratok kötik össze Debrecennel, Berettyóújfaluval, Püspökladánnyal, Kabával és Nagyrábéval.
Déli határszélét érinti a Püspökladány–Biharkeresztes-vasútvonal, melyen a legközelebbi vasúti csatlakozási lehetőséget Sáp vasútállomás kínálja, a központtól pár kilométerre délre.

## Története

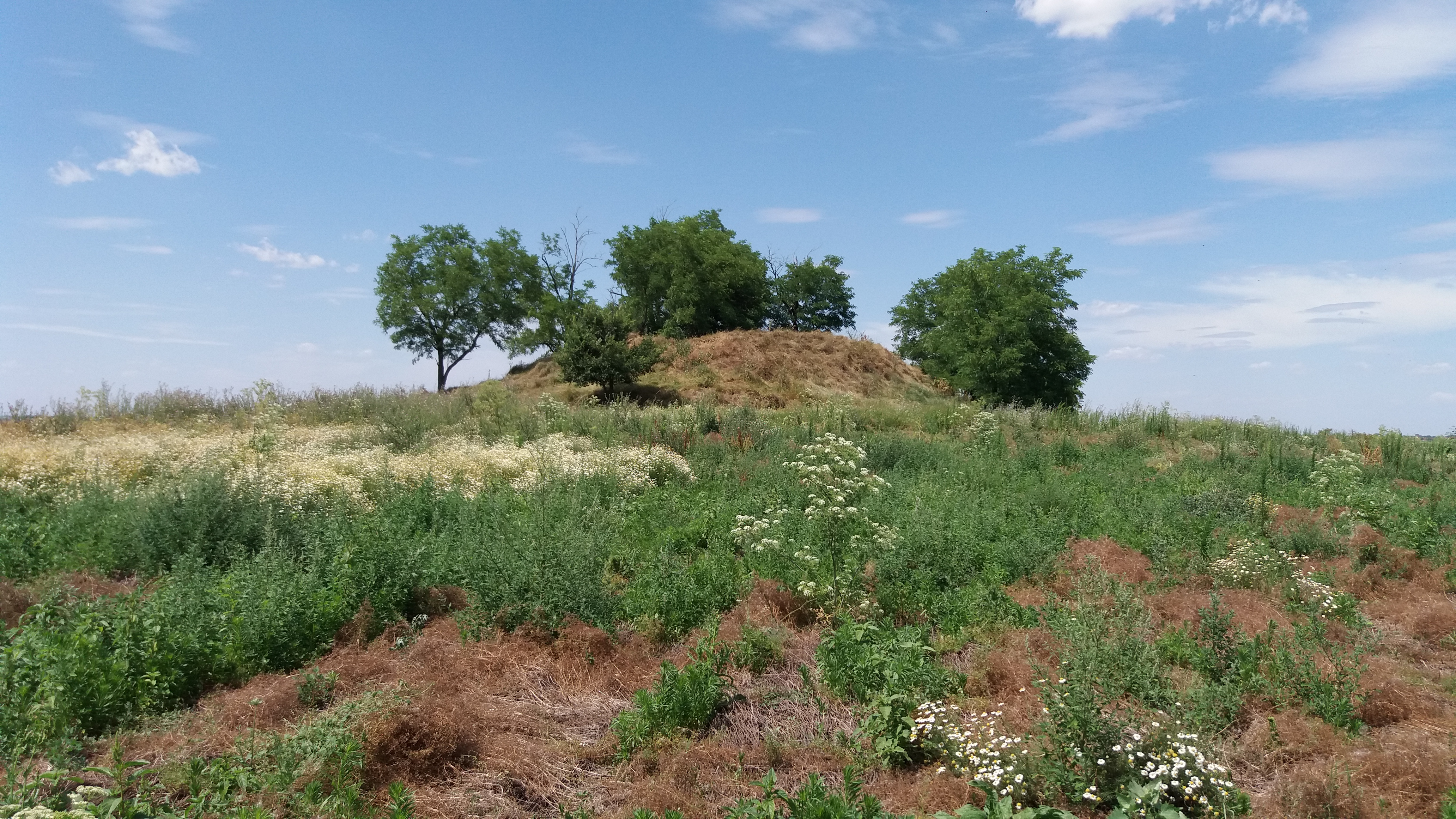
Az Inacs-halom délkeleti oldala.

A község határának nyugati szélén, a 42-es számú főút melletti Inacs halomnál, az 1938-as ásatások alkalmával agyag- és kerámiaedényeket találnak. Ezeknek a helye újkőkori lelőhelynek bizonyul, megőrizve az itteni első emberi település nyomait. Gödörlakásaik, majd paticsfalú égetett házaik maradványait éppúgy megtalálják az ásatások alkalmával, mint a rézkori ember eszközeit. A község nevének eredetéről Kiss Lajos és Kálmán Béla nyelvészek azt állítják, hogy talajáról kapta. Módy György történész szerint a falu neve személynévi eredetű és azt feltételezi, hogy földműveléssel foglalkozó szolgálónépéről kapta. Földes saját hagyományát a néveredetről Virágh László tanító adja tovább.
Földes eredettörténetének 1198-hoz kötése megalapozatlannak bizonyul. Első – hosszú ideig vitatott – írásos említése 1215-ben a Váradi regestrumban található: a Heldus (Földes) falubeli Moysa fia Gyuro poroszló (pristaldum nomine Gyuro filium Moysa de villa Heldus), bajomi és rábéi emberek peres ügyében jár el. Ezután Földes neve 1342-ig írott forrásokban nem bukkan fel, a pápai tizedjegyzékben nem található, de a faluban fennmarad egy érdekes hagyomány. Erről az időről Rogerius váradi kanonok tudósít. Földes egészen biztos említése 1342. V. 31-én történik, amikor az egri káptalan Károly Róbert királyhoz írt jelentésében a földesi Tamás fia András nemes tanúként fordul elő (Andreas filius Thomae de Feldes). Ők a falu birtokoscsaládjának első tagjai. A Földesi családnevet később a falu nevéből alakítják ki. Földesről a XV. sz. végéig csak a Földesi család különböző tagjai fordulnak elő az iratokban. Ugyanebben az évben említik a földesi Jakab főesperest és testvérét Benedeket. 1399-ben lopásért, rablásért, fej- és jószágvesztésre ítélt vádlottak közé kerül több földesi nemes. A földesi (Tarnak mondott) Péter fia Imre, valamint Mihály fiai Tamás és János, akiket csak száműzetésre ítélnek (proscribálnak) s ők bűnösségük tudatában a vármegyei közgyűlésen meg sem jelennek.
1400-ban Rábé birtokoscsaládjának egyik birtokátadásról szóló oklevelében említik először Földest a falut, (…egy birtokrész mely Földes felé esik …a parte possessionis Feldes nominate). 1405-ben Földesi magnus (Nagy) Benedek és Tamás majd András Szatmár vármegye alispánjai. Baán Kálmán szerint ez a magnus Benedek az alapítója és névadója a Földesi Nagy családnak. 1407-ben Földesi Vince (Vincentius de Felwdessy) királyi ember. Ő az első családtag akinél már kialakult családnév szerepel. 1417-ben Földesi Nagy Benedek (Benedictus magnus de Feldes) kijelölt nádori ember. Csoma József kutatásai szerint Hunyadi János 1449-ben címert adományoz a Földesi család több tagjának. Földes birtokoscsaládja váltakozva használja a Földesi és Szentmiklósi nevet birtokaik helyétől függően. 1459-ben tűnik fel egy birtokperben Földesi Adorján (Adriani litterati), aki már a magasabb iskolai végzettséget jelentő literátus – deák, diák – nevet viseli a faluban. A Földesi Nagy család egyes tagjai 1465-ben nemesi gyilkosságot követnek el. Mátyás király a gyilkosságban résztvevőket fej- és jószágvesztésre ítéli és birtokaikat a Bajoniaknak, Sztáriaknak és Parlagiaknak adományozza. 1483-ban a váradi káptalan Mátyás király parancsára, többek közül, Földesi Istvánt jelöli királyi embernek, akinek a Hosszúmacson is birtokos Szakolyi Miklóst kell háromszori kikiáltással törvénybe idézni. A Bajoniak és Sztáriak 1465-ös birtokszerzésük után nem tartózkodnak Földesen, a földesi és szentmiklósi birtokokat mint uradalmi intézők (procuratorok), a Harangiak és a Simaiak kezelik. A földesi nemesek és az intézők között nincs békesség. 1489-ben és 1510-ben még egyezséget kötnek, de 1516-ban a földesi nemesek rátörnek a Harangi és Simai család Békés vármegyei Félhalomban lévő kúriájára.
A XVI. század elején 30 földesi egytelkes nemes családról van hiteles adat. 1537. V. 7-én Szapolyai János király rendeletben erősíti meg a földesi nemeseket Szabolcs vármegye ellenében, akik kötbér (vinculum)  alapján egyik nemes társukat, Parlaghy Györgyöt, 1 forintra büntetik a hadiadó fizetésének megtagadása miatt. Ez az okirat a későbbiekben sokszor szolgál bizonyítékul számukra a nemesi kiváltságok felett álló községi joghatóság védelmében. 1549-ben két összeírásban is szerepelnek a földesi egytelkes nemesek. Az egyik összeírás szerint Szabolcs vármegye 128 egytelkes nemese közül 36 nemes él itt. A másik (pozsonyi kamara) összeírása szerint pedig a falut 26 rovásadót fizető egytelkes nemes lakja – akiknek ezért portaszámaik nem szerepelnek – 7 forintot fizetnek, 25 dénárral tartoznak. 1552–1570 között a török által indított várháborúk, hadjáratok alatt a község hódoltsági terület lesz, sorsa teljesen bizonytalan, állandóan fenyegetik a török-tatár betörések, pusztítások. 1557-ben Izabella királyné csak ígérni tudja Bajoni Istvánnak, hogy Esztári István halálával a rászállott örökség birtokába jut, ha Várad a királyné kezére kerül. 1566 körül a bajoni család férfiága is kihal. 1566-ban a november végi török-tatár pusztítást a falu megússza. Akkor erről a vidékről több ezer ember, köztük földesi is, kerül rabságba Szolnokra. 1571. év. A drinápolyi békét követő speyeri szerződés (1570) után a falu visszatér a vármegye joghatósága alá. 1572-ben Földes neve török kincstári fejadó-defterben tűnik fel. Az adókönyvbe 39 ház és adózó fő neve van felsorolva templom említése nélkül.  1571-től a vármegye jegyzőkönyveiben földesi és sápi nemesek kisebb-nagyobb pereinek sora szerepel egészen 1582-ig. 1582-ben Földes török fennhatóság alá kerül, bevezetik még a török közigazgatást is, de az csak 1582–84 közt áll fenn. Báthory Zsigmond erdélyi fejedelem 1583-ban elpusztult szentmiklósi birtokokra ad Paksy Jánosnak fejedelmi adománylevelet.

A mezőkeresztesi csata (1596) után Földesről egyetlen adat sincs, csak azokról van, akik Debrecenbe költöznek. Szabolcs vármegye déli része teljesen elhagyatott hódoltsági terület, az adószedők meg sem próbálják az adók beszedését. 1616-ban a bajomi várhoz tartozó községek közt újra ott van a neve, de a régi birtokosok közül alig marad valaki. Földes, Szabolcs vármegyével együtt, ebben az időben ütközőzóna a Királyi Magyarország az Erdélyi Fejedelemség és a Török Birodalom közt. A nikolsburgi béke (1621) után a község Erdélyhez tartozik. Bethlen Gábor 1624. VII. 3-án rendeletben azt parancsolja, hogy Földes és Sáp lakosainak nemesi kiváltságai ügyében tanúvallomási jegyzőkönyvet készítsenek, amit a váradi káptalan 1625. VI. 11-én ad ki. 1645. IX. 23-án I. Rákóczi Györgytől oltalomlevelet szereznek a kóborló, fosztogató katonaság ellen, amibe belefoglalják nemesi kiváltságaik elismerését és megerősítését. 1652-ben szerepel először egy Szabolcs vármegyének írt levélen az ostyába nyomott községi pecsét – Földesiek Pecsétje – körirattal. II. Rákóczi György lengyelországi hadjárata után, 1660 április elején, a török bosszúhadjáratot indít és Szejdi Ahmed budai pasa végigpusztítja a szabolcsi és bihari hajdúság vidékét. Ez érinti Földest, főként Várad 1660. VIII. 27-i eleste után, amikor Szabolcs és Bihar vármegye falvait, hűbér gyanánt, a harcoló törökök közt osztják szét. A súlyos adók, sarcolások elől akik csak tehetik a szomszédos vármegyékbe húzódnak, csak a vasvári béke (1664) után térnek vissza földjükre. Ezért írja Nógrádi Mátyás püspök nagybajomi lelkész 1672-ben az Idvesség kapuja című műve előszavában:…Fődeske, Sáp, Konyár és Bajom megromlott helyecske. Rápóti Mihály lelkész naplója tanúsítja, hogy 1678-ban a lakosság 79 családból áll, ami kb. 320-as lélekszámnak felel meg. 1679-ben a pestis olyan hatalmas pusztítást végez, hogy a lakosságnak több mint a fele meghal és csak 31 család marad élve a faluban. A török végső kiűzése előtt a megpróbáltatások még tovább fokozódnak. Török, tatár, kuruc és labanc csapatok támadásai késztetik újból és újból menekülésre az itt élőket, de a rögtulajdonlás mindig visszahozza őket. Ezekben az időkben válik viszont végleg elhagyatottá Mezőszentmiklós. 

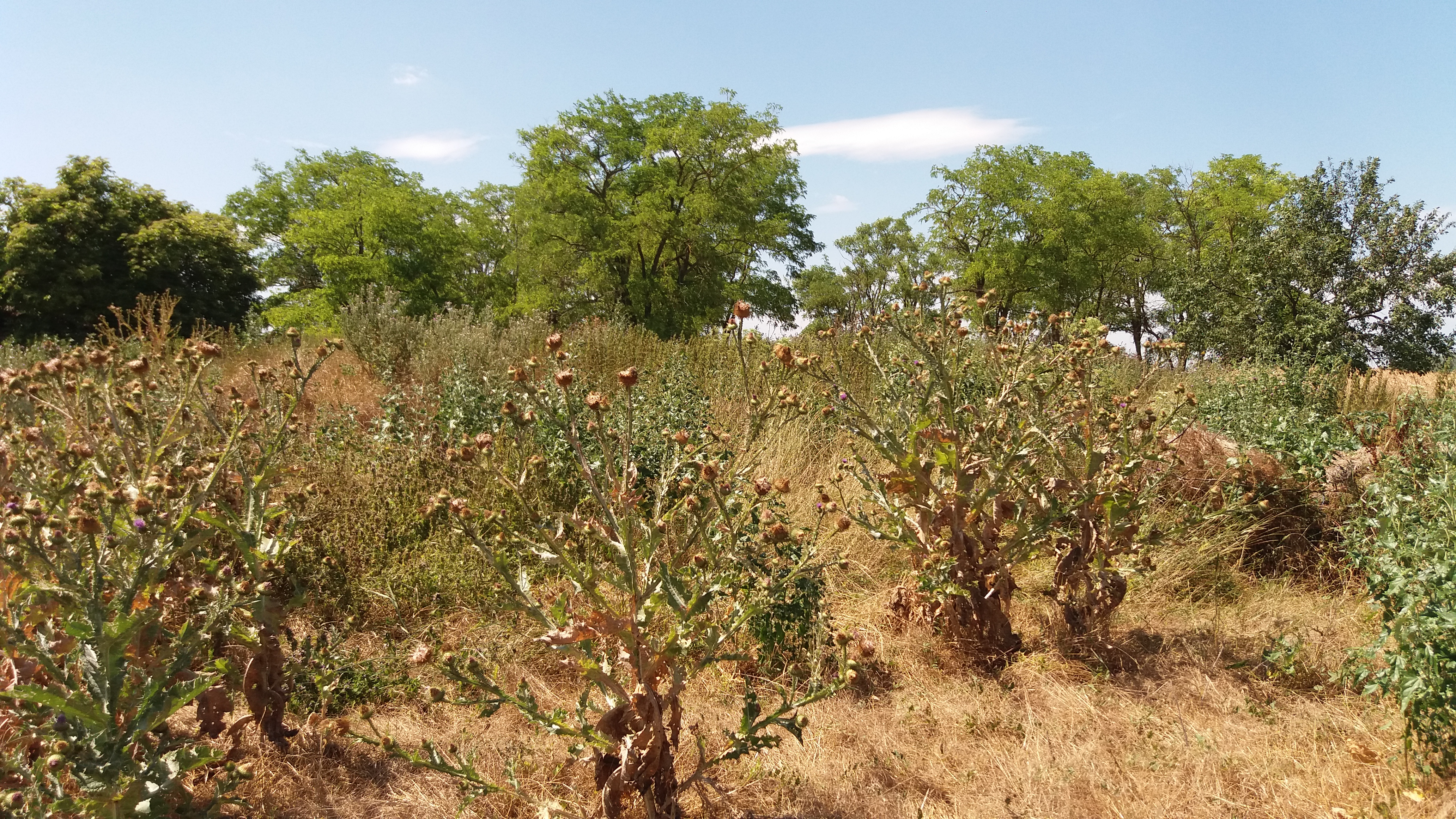
Telek-halom vagy Templomdomb. A török időkben elpusztult Mezőszentmiklós temploma állt ezen a dombon.

A török idők után újabb közösségi kiváltságleveleket szereznek be. Ezután több mint 50 évig elhúzódó perek sora következik a község és a nemesek valamint Szabolcs vármegye közt. 1758-ban a törvényhatósági jogért folytatott per az utolsó, amit a királyi Hétszemélyes Tábla ítéletével, 1776. II. 13-án nyernek meg a földesiek. 3 év múlva, 1779. április 15-én, a vármegyével közösen alkotják meg a Szabályrendeletet a községi helyhatósági jog gyakorlására, amely 1848-ig marad érvényben. Földes napja április 14. A nagyközség arra emlékszik minden évben ezen a napon, hogy a település nemesei – egykori községi szervezeteik létrehozásával – a vármegyével szemben is megállták helyüket a rendi alkotmány idején, kifelé biztosítva a nemesi kiváltságokat és befelé pedig a polgári egyenjogúságot.
Az 1848–49-es forradalom és szabadságharcban kb. 225 földesi lakos vesz részt. 1871-ben Földes rendezett tanácsú községből nagyközséggé alakul, képviselőtestülete fele rész virilis (legtöbb adót fizető), fele rész választott tagokból áll. 1876-ban az újonnan létesült Hajdú vármegyéhez csatolják, ezzel a Szabolcs vármegyéhez kötődő 800 éves kapcsolata megszűnik. Először a nádudvari majd a hajdúszoboszlói végül a püspökladányi járáshoz kerül. Az országgyűlési választások esetében végig a nádudvari választókörzethez tartozik. A község lakóinak nemesi öröksége jól látszik az 1877-es és 1879-es választási névjegyzéken, amikor országosan csak 6-7%-os a választási jogosultság, a törvényekben leírt korlátozó feltételek miatt.
|              | választásra jogosultak | lakossági arányuk |
|              | fő                     | %                 |
| Egyek        | 195                    | 8,2               |
| Földes       | 702                    | 29,7              |
| Kaba         | 236                    | 10                |
| Nádudvar     | 485                    | 20,5              |
| Püspökladány | 313                    | 13,2              |
| Tetétlen     | 149                    | 6,3               |
| Tiszacsege   | 287                    | 12.1              |

|                            | fő  | %   |
| „régi”(nemesi) jogon       | 582 | 90  |
| földbirtok alapján         | 35  | 5,4 |
| jövedelem alapján          | 18  | 2,8 |
| iskolai végzettség alapján | 11  | 1,7 |

A XIX. sz. utolsó évtizedeiben elkerülhetetlenné válik az elaprózódott földek tagosítása. Földes több mint 10 000 holdas határa az 1880-as évek elején többezer részből áll. A tagosítás 1867-ben vetődik fel először és pereskedések sora után 1897-ben fejeződik be. Másik hatalmas feladat a XX. sz. elején a belvízveszély elhárítása. 1904-ben először a földesi határ északi részén készül el – a környező térség együttes vízrendezése folyamán – egy csatorna a Hamvas-érben, majd 1914-ben a határ déli részén vezetik le a holt Kálló vizét a sárréti csatorna meghosszabbításával. 1927-ben építik fel a ma is látható emeletes Községházát.
Az első világháborúban a falu kb. 900 katonája közül 306 hal hősi halált, emléküket szobor őrzi. A megyében található emlékművek közül ez az első. A második világháború 352 hősi katonahalottjának és lakossági áldozatának egy másik emlékművet állít a község 1990-ben.
A Földesen született Zoltai Lajos Debrecen múltjának kiváló tudósa is részt vesz a környék régészeti múltjának feltárásában. Dr. Herpay Gábor: Földes község története című könyve az első átfogó összefoglalása a falu múltjának.
1944 októberében a Földes környéki harcokban 15 magyar, 6 orosz és 20 német katona esik el. Az elöljáróság elmenekül de a törvénybíró vezetésével október 22-én a lakosság megkezdi a romok eltakarítását. November 27-én újraindul a közigazgatás, decemberben héttagú rendőrséget szerveznek és 370 taggal megalakul a Szociáldemokrata Párt helyi szervezete. A Nemzeti Bizottság 1945. január 15-én kezdi meg működését, vállalva a lakosság ellátásának megszervezését, a munka megindítását minden területen, a pártközi egyeztetést. A legnagyobb pártnak a Független Kisgazdapárt bizonyul mind a két (1945. és 1947. évi) szabad választáson. A Földigénylő Bizottság 1239 holdat oszt ki 348 földnélkülinek. 1949-ben kezdik el a villanyvilágítás bevezetését, amit 20 év múlva fejeznek be teljesen. 1968-ban elkészül a törpevízmű, majd ezt követően felgyorsul az alapvető intézményi háttér pótlása, megkezdődik a község korszerűsödése, az életminőség javulása. A községben 1949-ben szerveződik az első mezőgazdasági termelőszövetkezet. Az 1950-es évek végére a megszűnések, átalakulások, egyesülések után a Rákóczi és a Lenin tsz marad meg. Az 1960-as években a nagyobb Rákóczi tsz országos hírnevet szerez.

## Református templom

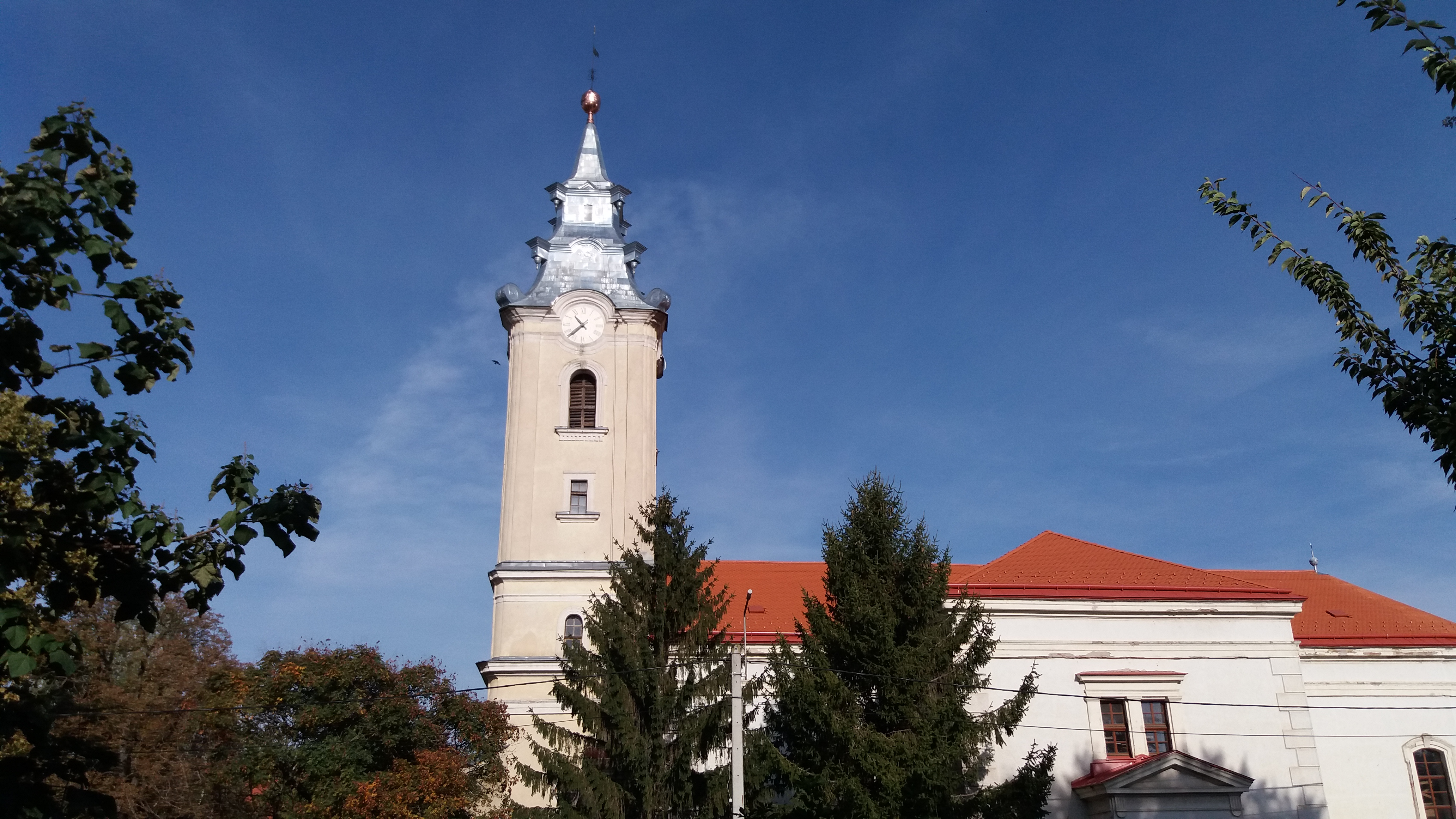
Református templom

A XVI. század második felében, 1557 után, térnek át a református hitre, amikor a református egyház Debrecenben is végérvényesen kialakul és megszilárdul. Az első biztos adat a földesi református egyház létezéséről 1597-ből ismert, amikor a debreceni tanács ítélkezik Mihály nevű papjának házassági-válási ügyében, a férjet mondva ki bűnösnek a válóperben. Földesen 1764-ben – már írások által bizonyítottan is – kőtemplom és különálló kőtorony van. A templom három építési szakaszban nyeri el mai nagyságát és formáját. Az első építési szakasz 1769–70-ben történik: az addig 10 öl hosszú 3 öl széles templomot 3 öllel kibővítik és másfél öllel meghosszabbítják; oszlopok által fenntartott boltíves mennyezetet építenek és két karzatot állítanak; a különálló 11 öl szélességű 10 öl magasságú tornyot 1 öllel megmagasítják; a templomot és a tornyot fenyőfazsindellyel fedik. A második építési szakasz első része 1822-től 1828-ig tart: a régi templom belsejéből a kőoszlopokat és a boltozatokat eltávolítják; az eddig 11 és fél öl hosszú templomot 18 és fél ölre hosszabbítják; a déli oldalához egy nagy előcsarnokot (portikuszt) építenek; az új templom vakolatos (stukatúrás) mennyezetet kap; keleti és nyugati végébe valamint az új portikuszba karzatot állítanak; a régi fenyőfazsindely tetőzetet kicserélik Karcagról szállított vörös cseréppel. Az építési szakasz második részében, 1830–34 között, a templommal egybeépítve emelik fel a ma is látható tornyot, amelynek süvege aranyozott vörösréz lett. A harmadik építési szakaszban, 1884-ben, a templom északi oldalához két lépcsőházat toldanak és a tetőzetét horganyozott vaslemezre cserélik le. A toronynak három harangja van. A templom orgonáját, 1894-ben, Angster József pécsi orgonaépítő mester készítette a hívek adományaiból. Nagyon szép a templom kazettás famennyezete. Legutóbbi 2020-as részleges felújítása során a toronysüveg horganyra, a templomtető újból vörös tetőcserépre lett változtatva.

## Templomkert
Templomkert a hagyományos elnevezése a templom előtti emlékkertnek a Karácsony Sándor tér közepén. A Templomkert eredetileg egy millenniumi emlékkert, amelyet Kiss Ferenc akkori lelkész kezdeményezése és buzgalma folytán, a község áldozatkészsége hozott létre az 1896. évi millennium emlékére.

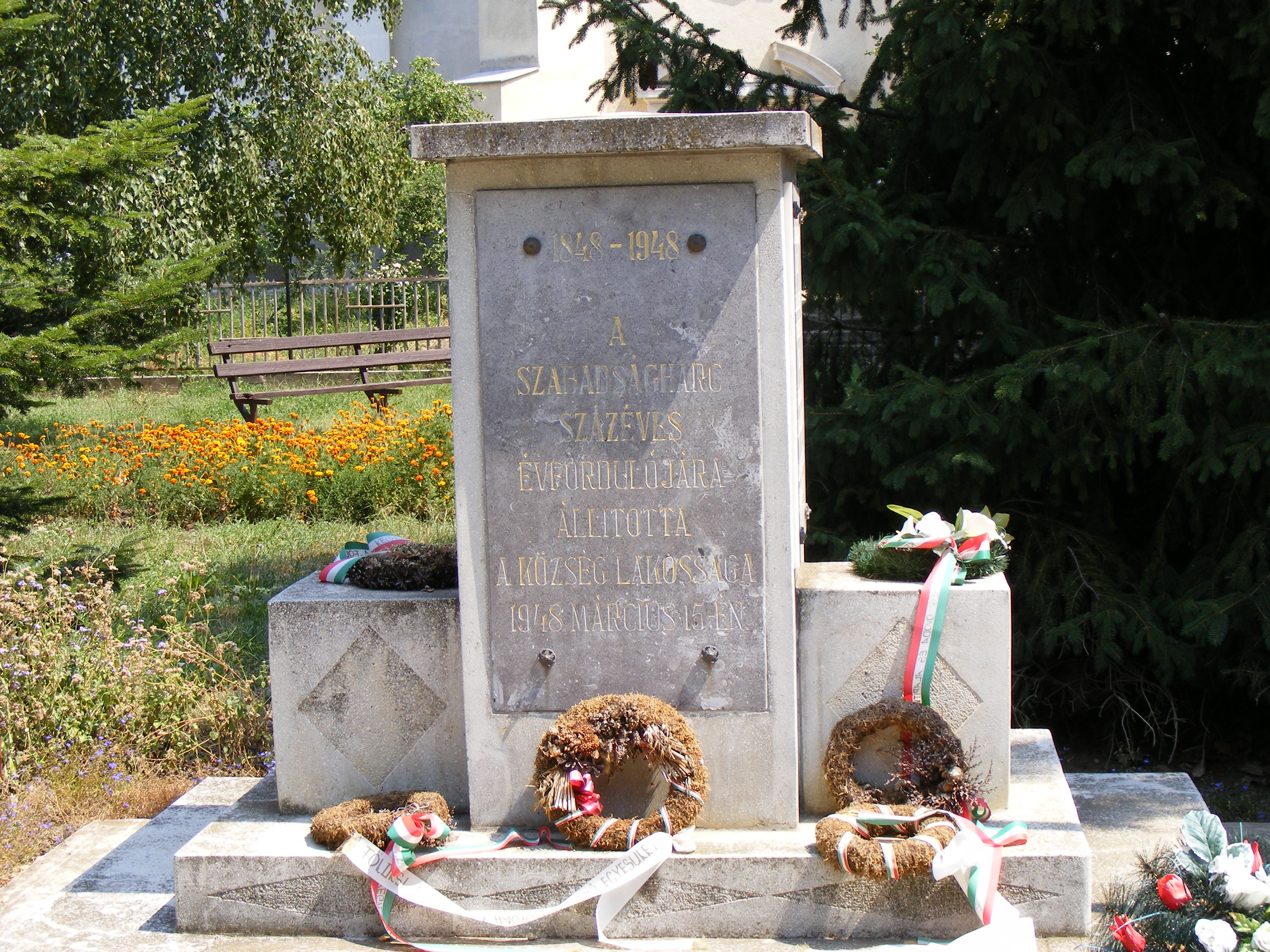
1848-as emlékmű
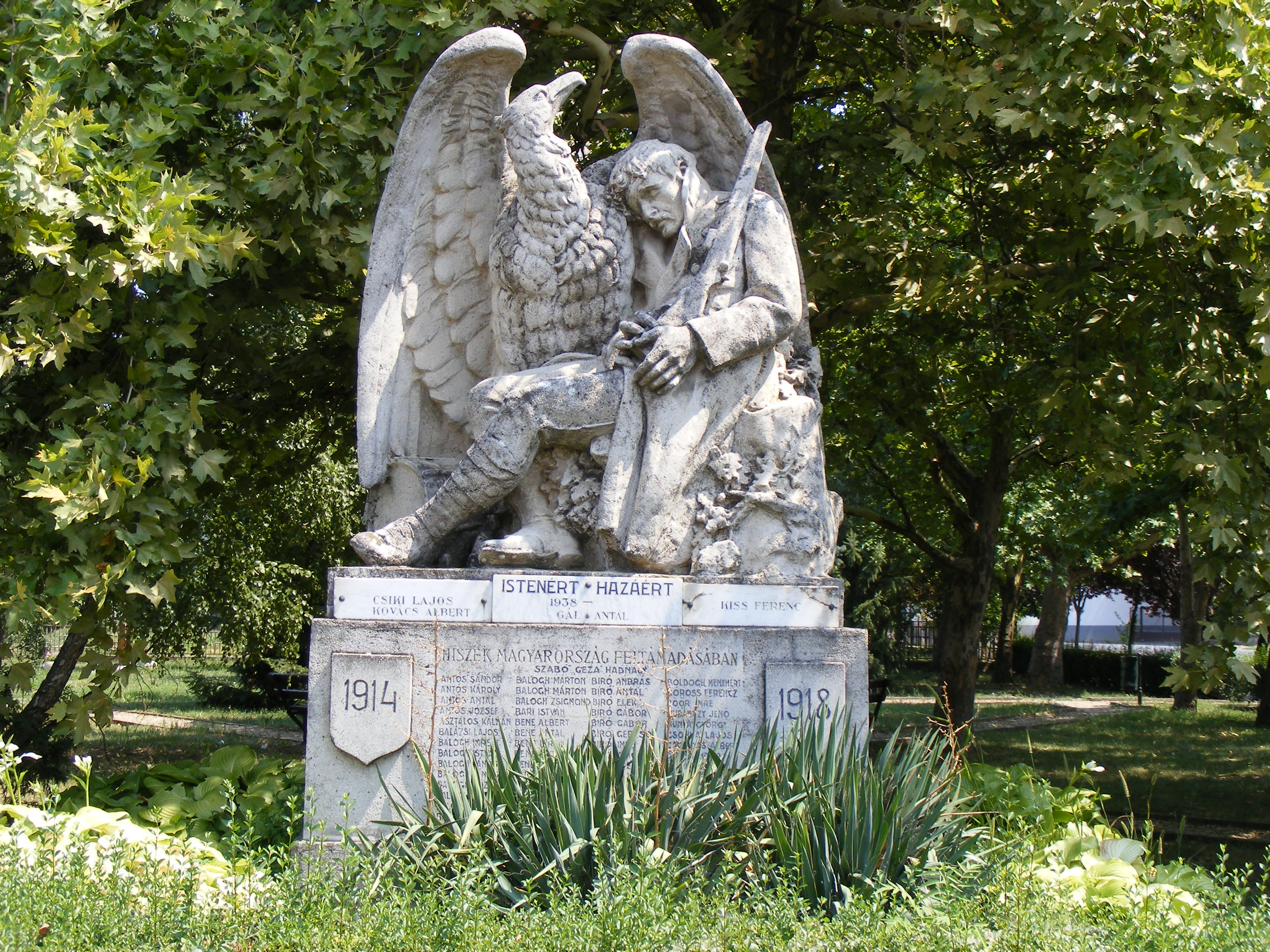
Hősi emlékmű 1914–18
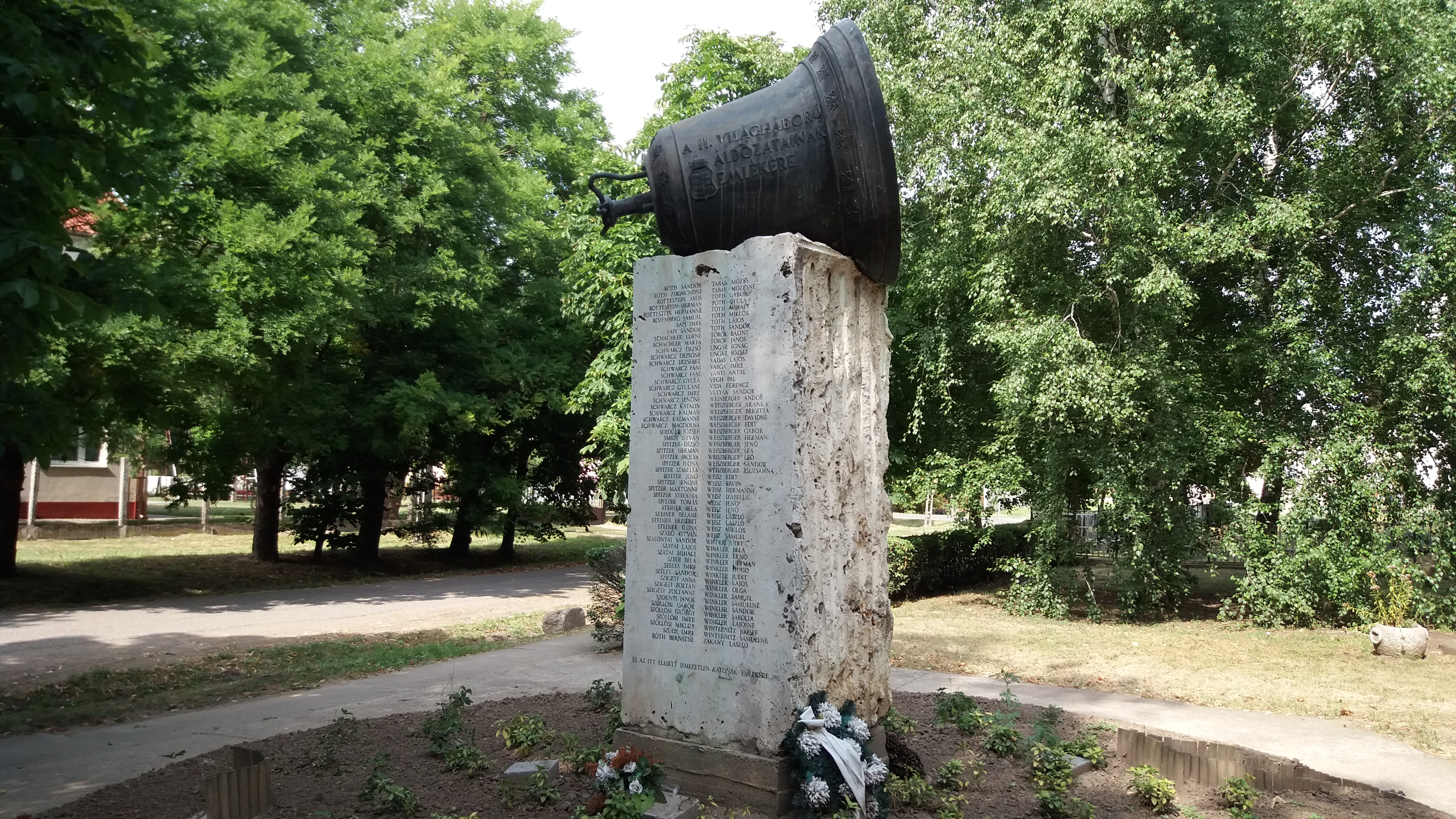
II. világháborús emlékmű 1939–45
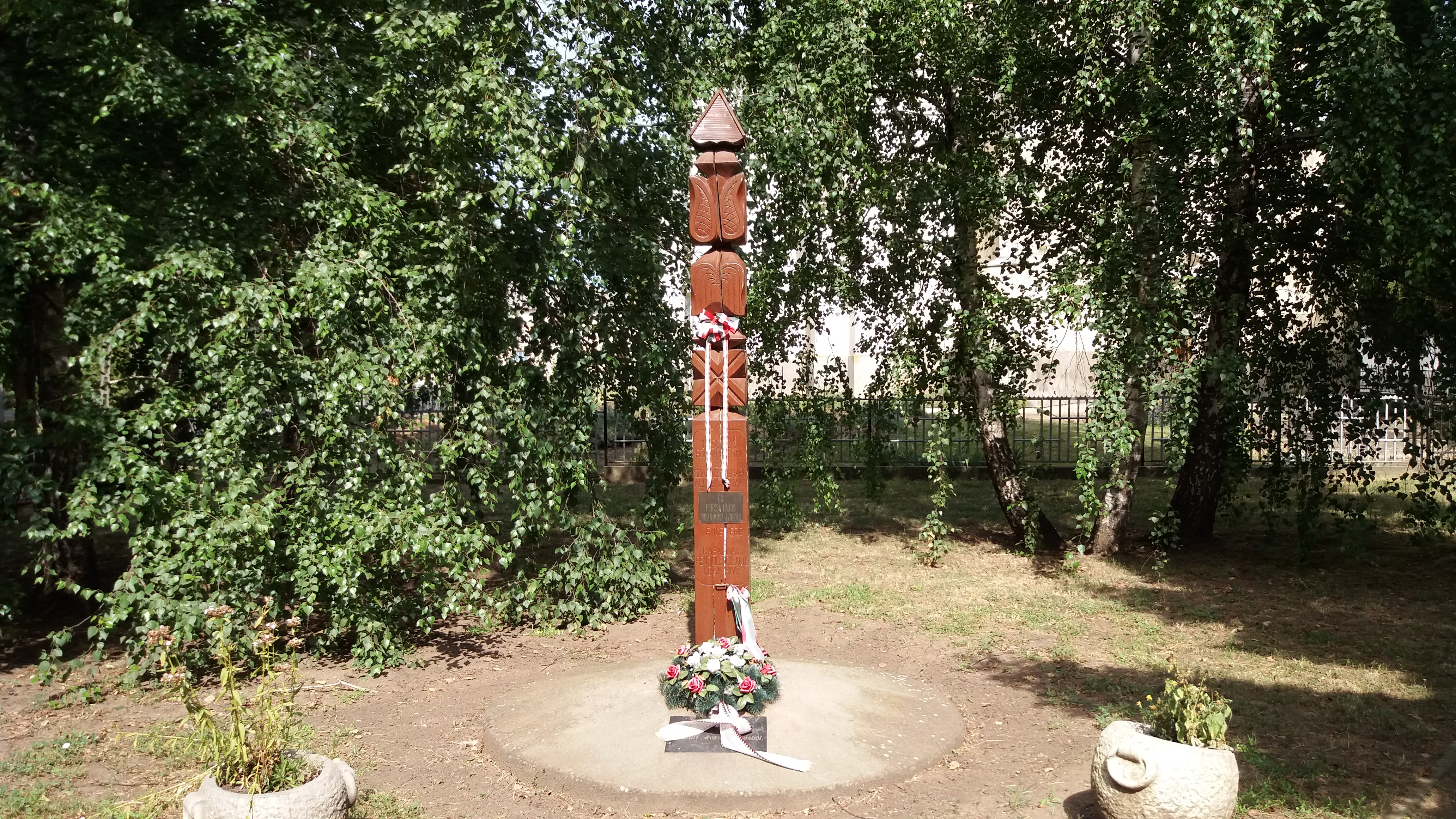
Kopjafa 1956
Templomkert-1
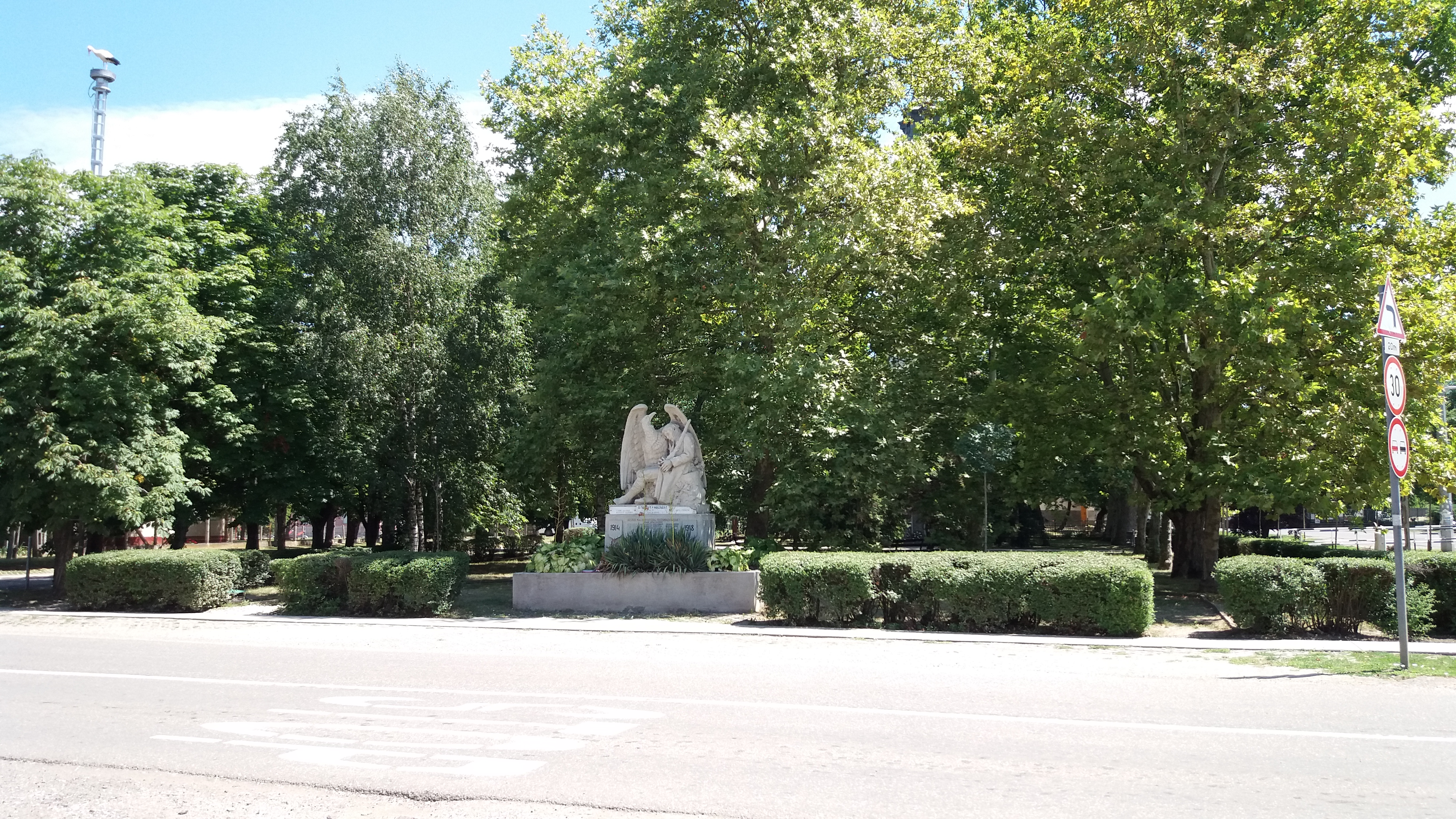
Templomkert-2
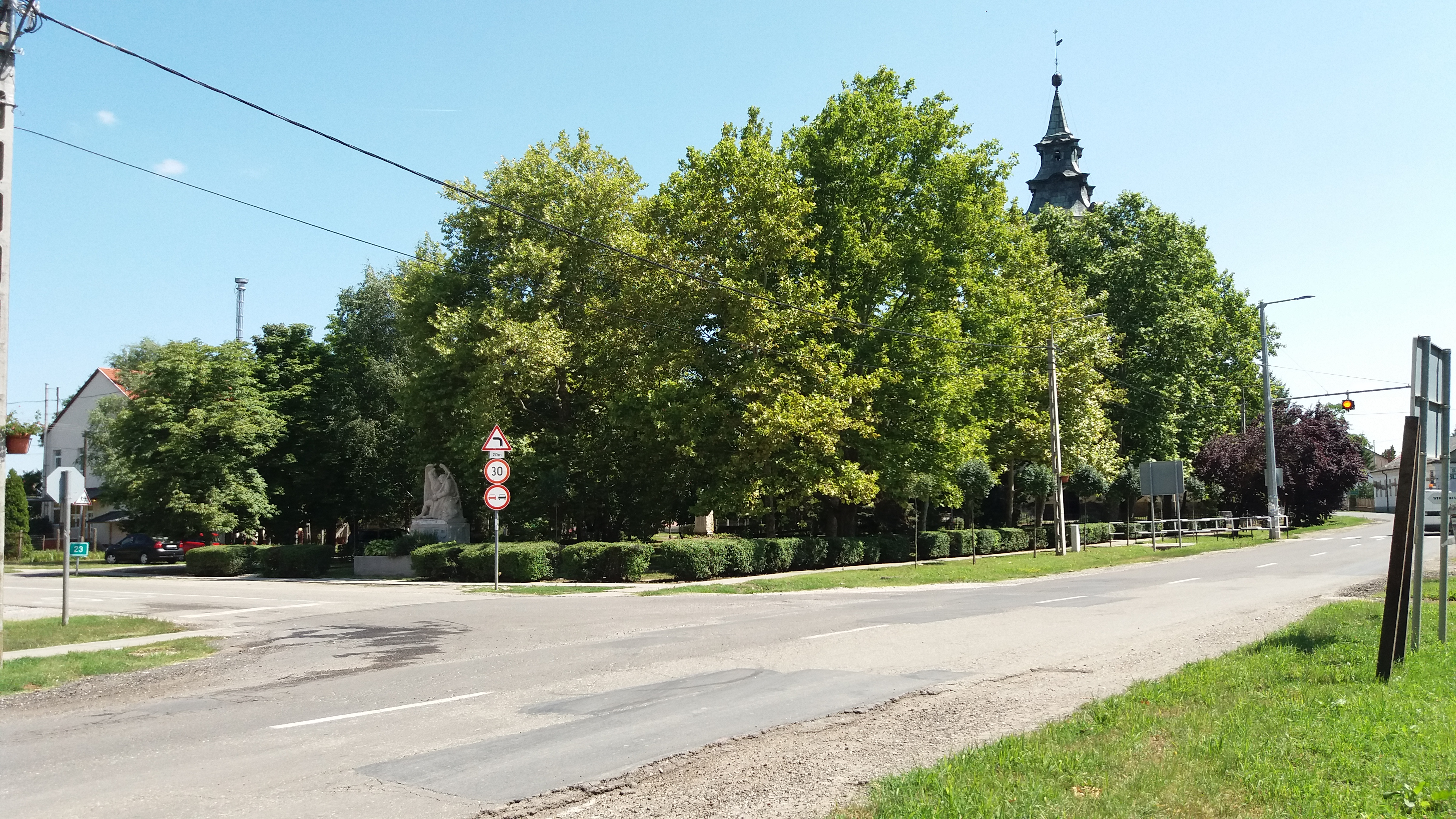
Templomkert-3

## Zsidóság

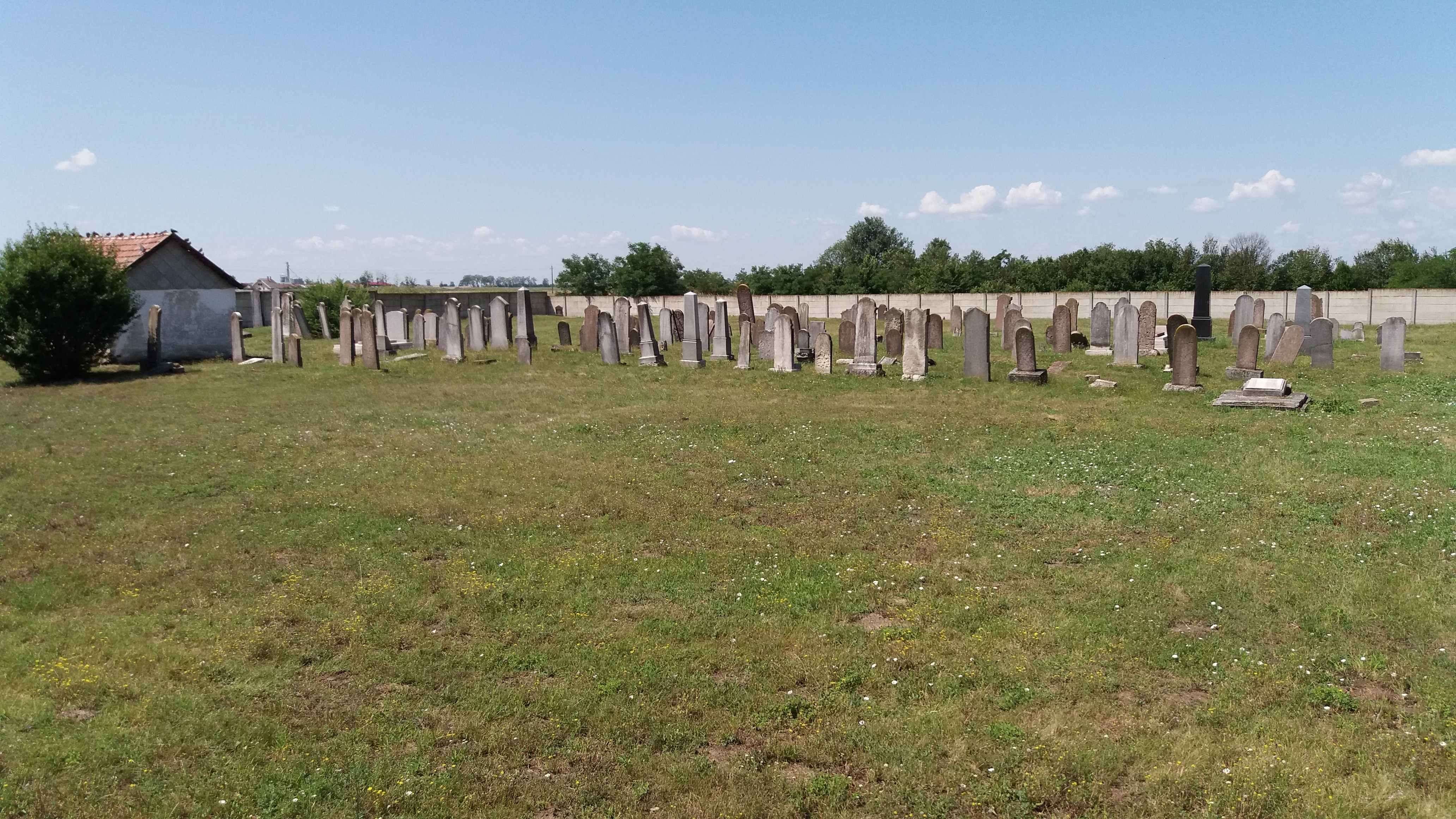
Zsidó temető északkelet

Herskowicz Jakab az első zsidó aki átmenetileg Földesen él a XVIII. sz. első harmadában. 1734-ben Nagykállóban a neve úgy szerepel a bérlők között, mint földesi lakos. 1741-ben már Nagykállóban él családjával együtt. A II. József uralkodása idején tartott népszámláláskor nem találnak zsidókat a faluban. A Helytartótanácshoz 1798-ban felterjesztett, türelmi adóval kapcsolatos iratokban, a nádudvari járásban Földesről nem mutatnak ki zsidó lakost. A XIX. sz. első harmadában szórványos és pontatlan adatok vannak a földesi zsidók számáról. A Szabolcs vármegyei népösszeírásokban található néhány adat. A XIX. században a földesi zsidóságra vonatkozó legtöbb adat, az Egri Római Katolikus Egyházmegyének, a Szabolcs vármegyei lakosság vallási összetételét kimutató jelentéseiből maradt fenn.

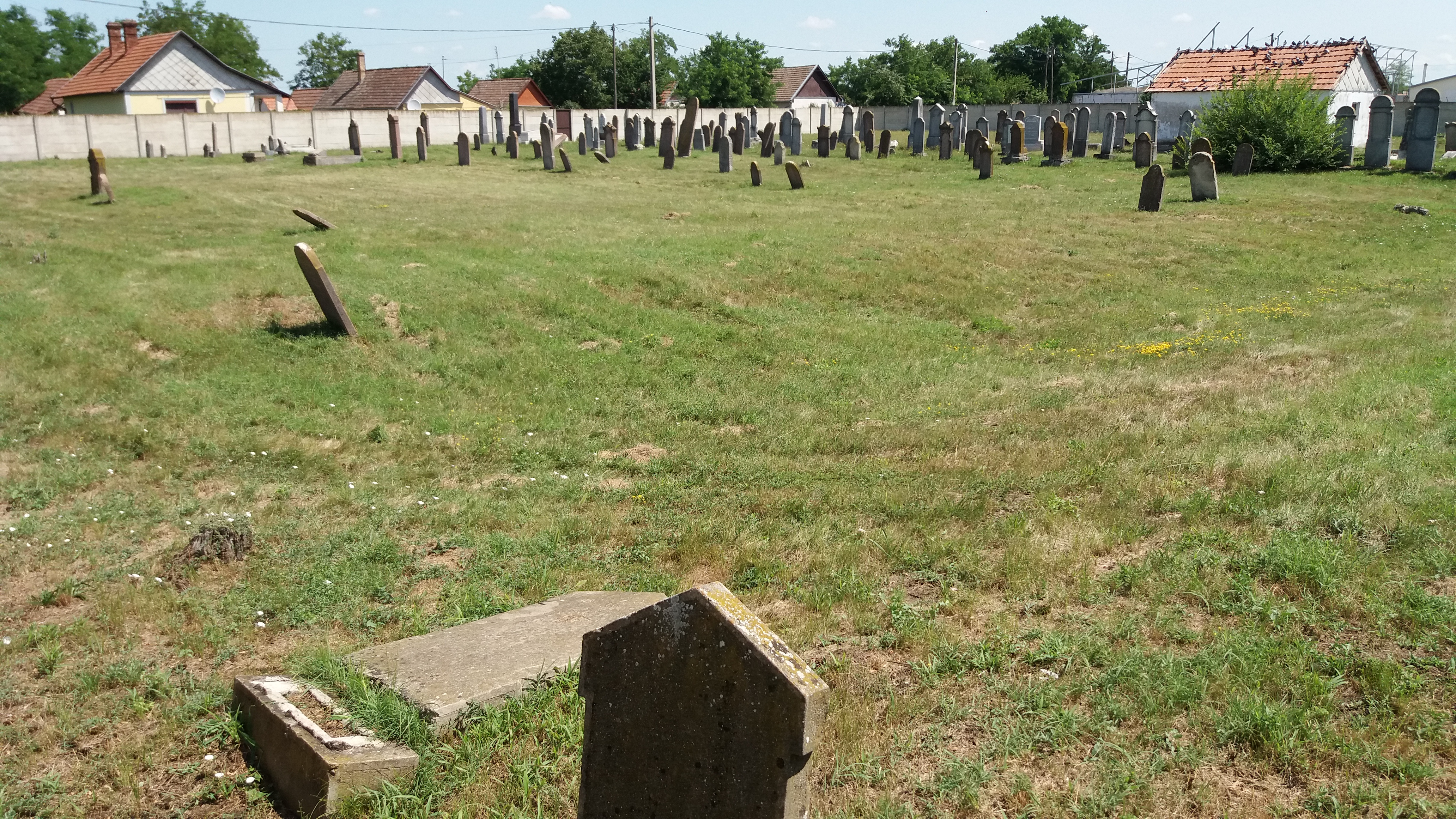
Zsidó temető délnyugat

| év          | fő    | adatok eredete           | év          | fő  | adatok eredete         |
| ----------- | ----- | ------------------------ | ----------- | --- | ---------------------- |
| 1798        | nincs | adóhatóság               | 1849        | 156 | Egri Egyházmegye       |
| 1816        | 5     | Szabolcs vármegye        | 1851        | 160 | Egri Egyházmegye       |
| 1816        | 5     | Egri egyházmegye         | 1853        | 78  | Egri Egyházmegye       |
| 1820        | 37    | adóhatóság               | 1857        | 111 | Egri Egyházmegye       |
| 1822        | 9     | Szabolcs vármegye        | 1861        | 156 | Egri Egyházmegye       |
| 1830        | 21    | Szabolcs vármegye        | 1865        | 163 | Egri Egyházmegye       |
| 1835        | 156   | Egri Egyházmegye         | 1900        | 345 | országos népszámlálás  |
| 1838        | 161   | Egri Egyházmegye         | 1930        | 269 | országos népszámlálás  |
| 1845        | 172   | Egri Egyházmegye         | 1941        | 237 | országos népszámlálás  |
| 1846        | 182   | Egri Egyházmegye         | 1944        | 214 | összeírás              |
| 1848 július | 163   | országos zsidó összeírás | háború után | 50  | Zsidó Világkongresszus |
| 1848 vége   | 179   | Egri Egyházmegye         | 1957        | 10  |                        |

Régi iratok szerint, a földesi ortodox zsidó hitközség az 1800-as évek elején alakult. 1820-ban már egy imaháza és rituális fürdője van. A hitközség mindjárt a kezdetben Talmud Tóra iskolát és jesiva iskolát alapít. 1820-ban 160 rénes forint toleranciás (türelmi) adót fizetnek. 1821-ben Schwarcz Áron a tanító. 1825-ben a földesi tanács Vidszik Ábrahám szabó panaszára megbünteti a zsidó tanítót (preceptort). 1835. július 12-én vasárnapon, nemes Gáll György bement a zsidó templomba, ahonnan kizavarta a híveket, a tanítót és a tanuló gyermekeket. Weinberger József panaszára a tanács nemes Gáll Györgyöt vasra verette a zsidó eklézsia háborgatásáért és vasárnapi botrányokozásért. 1844-ben nemes Ványi Sándor egy zsidóval közösen bérel 1400 hold földet. 1845-ben új templomot építenek a hitközség tagjainak adományaiból amelyet később megnagyobbítanak. 1848-ban Szemere Bertalan az első felelős magyar kormány belügyminisztere országos zsidó összeírást rendel el. Ebben az időben Epstein Mózes a tanító. Az 1848–49-es szabadságharcban a zsidóknak számarányosan 3 főt kell kiállítani katonának. 1849-ben a második fegyverbegyűjtéskor 191 fegyverből 7-et adnak be zsidók. A szabadságharc bukása után 1853-ban a számuk 78 fő, ami 1861-re 156-ra emelkedik. 1851-ben Csillag Mihály rabbi (1811–1891) azon a helyen él, amelyen az 1857-es kataszteri jegyzőkönyv szerint a földesi zsidóság zsinagógája van. Akkor már a hitközség 750 négyszögöles temetője a Sziget nevű határrészen van, ott ahol ma is található. 1867-ben az országgyűlés elfogadja a zsidók egyenjogúsításáról szóló törvényt. 1871-ben az ortodox zsidók különválása után, Földes ortodox hitközség marad. 1873-ban Fischer Mór tanítónak engedélyezett magániskolája van, ugyanakkor Goldstein Józsefnek és Glück Jákóbnak nem engedélyezik zsidó magániskolájukat. 1876-ban a hitközség önerőből elemi iskolát állít fel 1 tanítóval és 80 növendékkel. A tanítónak nem volt képesítése az Országos Izraelita Tanítóképző Intézettől, ezért az iskolát bezárják. 1883-ban az iskolát újra megnyitják az okleveles Fischer Ferenc tanítóval aki 1901-ig marad Földesen. A hitoktatás (cheder) külön teremben történt ezt a hitoktató (melamed ) végezte. 1903-ban 60 zsidó kereskedő és iparos van a Debreceni Kereskedelmi és Iparkamara tagnyilvántartásába. 1913-ban az elemi iskola modern és higiénikus új épületbe költözik. 1914-ben 60 tanuló jár iskolába. Az első világháborúban a hitközség 50 tagja vett részt és hatan vesztették el életüket. Az 1920-as években a zsidó fiatalok tevékeny, kiemelkedő szerepet játszanak a helyi sportéletben. A labdarúgás elsősorban rájuk épül. A Nyúl testvérek az MTK-ban (Magyar Testgyakorlók Köre) is játszanak és egészen a magyar válogatottságig jutnak el. 1929-ben a hitközség létszáma 253 a családok száma 60, adót 55-en fizetnek. Foglalkozás szerint 1 tanító, 34 kereskedő, 15 iparos, 1 vállalkozó. A Talmud Tóra és jesiva vallásos iskolák működnek, az elemi iskolának 35 növendéke van. A Chevra Kadisának az alapszabályait 1898-ban a belügyminisztérium hagyta jóvá. Földes anyakönyvi területéhez Tetétlen és Sáp is hozzátartozik. A II. világháború kitörése után 65 főt hívnak be munkaszolgálatra amit 33-an élnek túl. 1944-ben egy hónappal a német megszállás után 214 főt írnak össze és kerülnek listára. A földesi zsidókat 1944. május 19-én a püspökladányi gettóba viszik, ahonnan június végére mindenkit Debrecenbe szállítanak. A debreceni téglagyárból 1944. június 25-én indítják a szerelvényeket Auschwitzba. 1990-ben 193 zsidó lakos neve kerül a II. világháborús emlékműre, akik életüket vesztették a háborúban. 

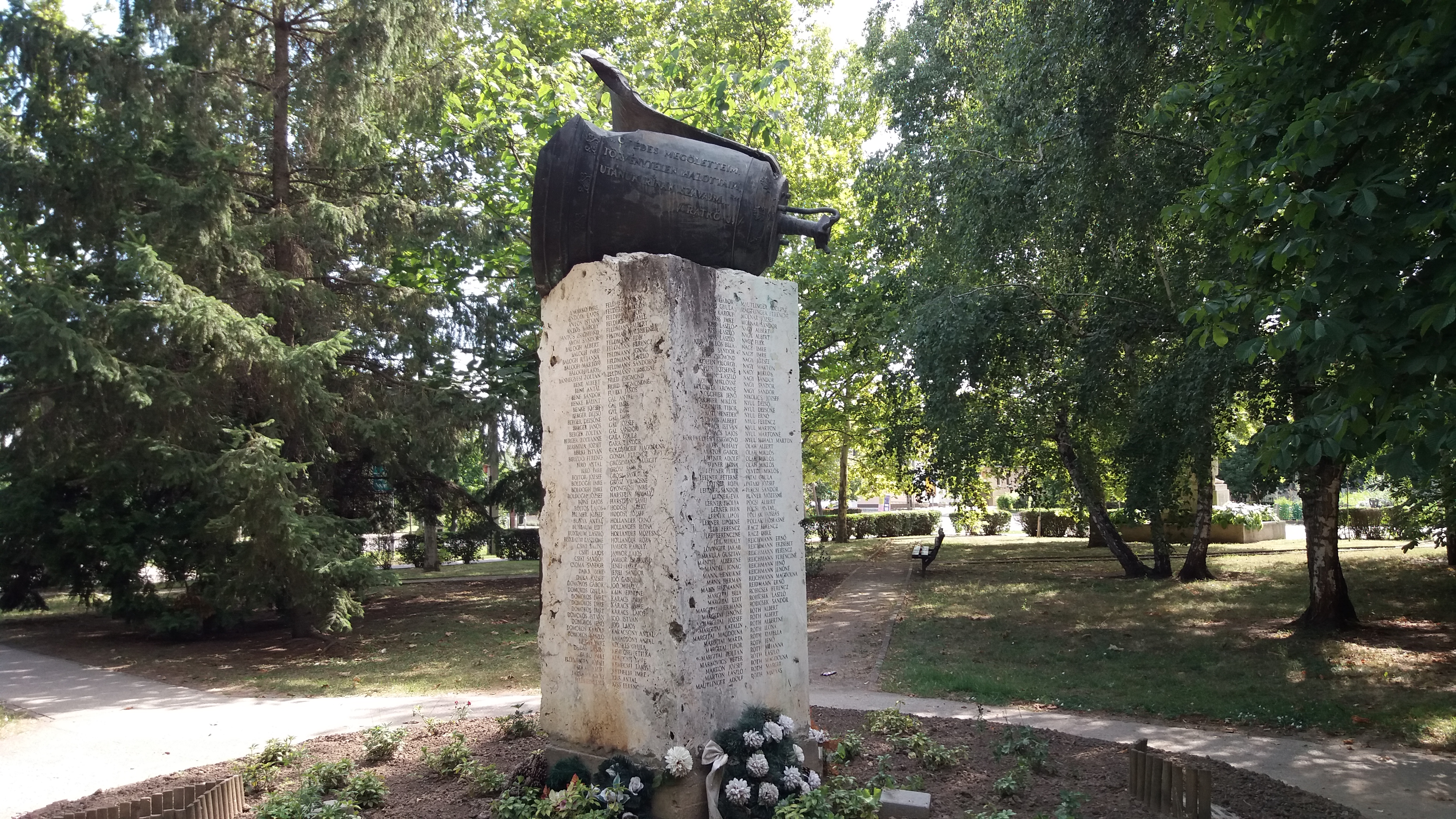
II. világháborús emlékmű

 A háború után a túlélők több kevesebb időre visszatérnek a faluba. A Zsidó Világkongresszus szerint ekkor 50 fő az ortodox zsidó hitközség tagjainak száma és az elnök Lefkovits Ernő. A hitközség templomában rendszeresen tartanak istentiszteletet, van állandó metsző, rituális fürdő és Talmud Tóra tanítás. A folyamatos kivándorlások következtében 1957-ben 10 zsidó lakosa van a falunak. 1958-ban a zsinagógát lebontják, a bontási anyagból befolyt vételárat a MIOK rendelkezése szerint, a megszűnt hitközség számlájára írják. Ma a temető, néhány régi kép és visszaemlékező írás helytörténeti könyvekben, valamint az emlékműveken található nevek sora emlékeztet Földes egykori zsidó lakosságára.

## Közélete

### Elöljárók régen
- 1551–1660: Bírók.[54]
- 1679–1728: Főbírók I.[54]
- 1729–1848: Hadnagyok[54]
- 1848–1950: Főbírók II.[54]
- 1950–1990: Tanácselnökök[54]

### Polgármesterei
| Időszak   | Név                       | Jelölő szervezet(ek) | Megjegyzés |
| --------- | ------------------------- | -------------------- | ---------- |
| 1990–1994 | Péter Imre                | független            |            |
| 1994–1998 | Péter Imre                | független            |            |
| 1998–2002 | Péter Imre                | független            |            |
| 2002–2006 | Dávid Zoltán              | MSZP                 |            |
| 2006–2010 | Jeneiné dr. Egri Izabella | független            |            |
| 2010–2014 | Jeneiné dr. Egri Izabella | független            |            |
| 2014–2019 | Jeneiné dr. Egri Izabella | független            |            |
| 2019–2024 | Jeneiné dr. Egri Izabella | független            |            |
| 2024–     | Jeneiné dr. Egri Izabella | független            |            |

## Népesség
A 2015-ös népszámlálás adatai szerint a település lakossága 3980 fő volt, és a lakosság száma fokozatos csökkenést mutat az eltelt 6 évtizedben.
| év   | fő   | év   | fő   | év   | fő   |
| ---- | ---- | ---- | ---- | ---- | ---- |
| 1870 | 4560 | 1941 | 5776 | 2005 | 4241 |
| 1880 | 4547 | 1949 | 5889 | 2009 | 4092 |
| 1890 | 4814 | 1960 | 5415 | 2011 | 4062 |
| 1900 | 5137 | 1970 | 5159 | 2013 | 4069 |
| 1910 | 5539 | 1980 | 4950 | 2014 | 3996 |
| 1920 | 5439 | 1990 | 4598 | 2015 | 3980 |
| 1930 | 5669 | 2001 | 4350 | 2016 | 3960 |

| a nemzetiség, az anyanyelv, a családi, baráti közösségben használt nyelv válaszok legalább egyike szerint | fő   |
| --- | ---- |
| magyar | 3623 |
| cigány (romani, beás)                                                                                     | 45   |
| német | 12   |
| bolgár | 9    |
| román | 5    |
| hazai nemzetiségek együtt                                                                                 | 71   |
| egyéb | 23   |
| válaszok összesen                                                                                         | 3717 |
| népesség összesen                                                                                         | 4062 |

2011-ben „A nemzetiség, az anyanyelv, a családi, baráti közösségben használt nyelv válaszok legalább egyike szerint”: a település lakosságából 3623 fő magyar, a hazai nemzetiségek közül jelen van a cigány, német, bolgár, román kisebbség, vannak még egyéb, nem a hazai nemzetiségekhez tartozó lakosok is.
2022-ben a lakosság 94,5%-a vallotta magát magyarnak, 1,2% cigánynak, 0,3% németnek, 0,1% bolgárnak, 0,1% románnak, 1,6% egyéb, nem hazai nemzetiségűnek (5,5% nem nyilatkozott; a kettős identitások miatt a végösszeg nagyobb lehet 100%-nál). Vallásuk szerint 33,7% volt református, 1,5% római katolikus, 0,4% görög katolikus, 1,3% egyéb keresztény, 0,1% egyéb katolikus, 28,1% felekezeten kívüli (34,7% nem válaszolt).

## Gazdasága
Földes mezőgazdasági adottságai kedvezőek. A szövetkezetek, részvénytársaságok, korlátolt felelősségű társaságok mellett erősödő vállalkozások jelentik a stabil foglalkoztatási lehetőségeket. A településen 5 rt., 24 kft., 10 bt. és 225 egyéni vállalkozó tevékenykedik, jelentős a mezőgazdasági őstermelők száma.

## Látnivalók
- Szabadidőközpont és strandfürdő
  - Sportpályák
  - Fürdő
  - Camping

- Községháza

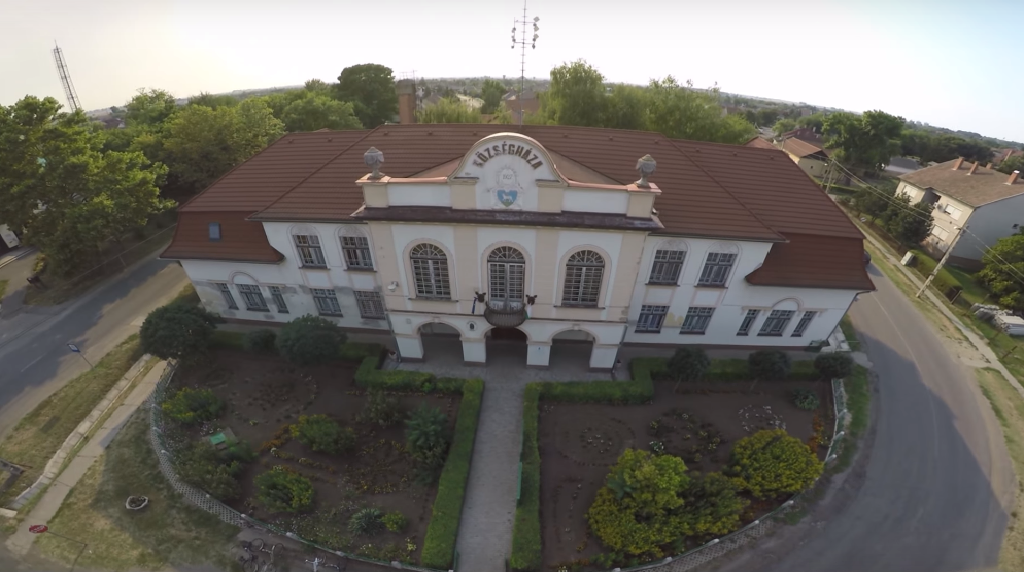
Községháza

- A községi könyvtár Karácsony Sándor emlékkiállítása
- Kállay tájház és közösségi színtér
- Református templom
- 56-os kopjafa
- Kárpátmedencei Vőfélyek Találkozójának kopjafája
- I. és II. világháborús emlékművek
- 1848-as emlékmű
- Bihari-sík Tájvédelmi Körzet
- A községben évente visszatérő rendezvények: „Földes napja” április 14-én, „Majális” május 1-én, „Nyárbúcsúztató falunap” augusztusban valamint „Szüreti felvonulás és bál” szeptember utolsó szombatján.

## Termálfürdő és Szabadidőközpont
A családias atmoszférájú fürdő kiváló pihenési lehetőséget biztosít a látogatóknak. A századelő hangulatát visszahozva azonnal belopja magát a vendégek szívébe. A közelben található gyógyvizes kútra épül, amit az 1960-as évek második felében fúrtak. Kincset érő vize gyógyászati szempontból kiváló tulajdonságú. 1344 méter mélyről jön fel és a kifolyási hőmérséklete 67 °C. Nagyon magas sótartalmú, emellett alkáli-kloridos jellegű, de tartalmaz még jódot és brómot is. Jól alkalmazható a reumatikus illetve a nőgyógyászati betegségek kezelésére.
Medencék
- 29 méteres úszómedence
- Gyermekmedence
- Termálmedence

A termálvíz egyéb hasznosítása

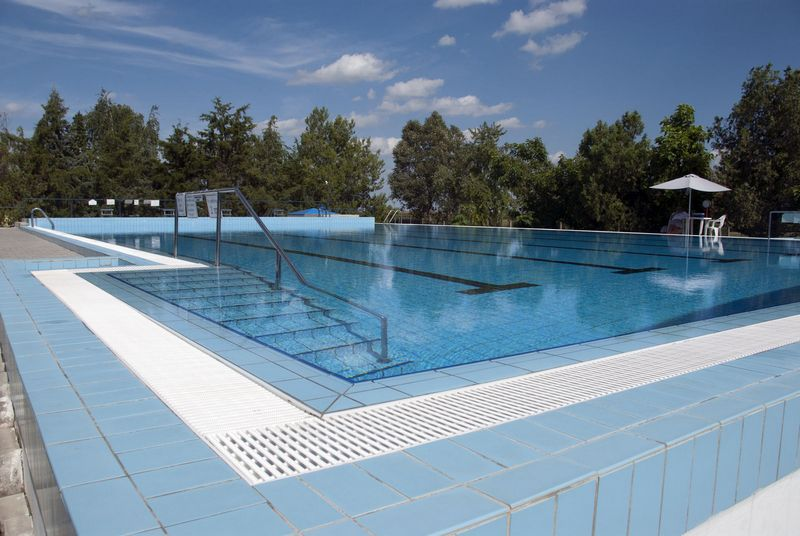
Úszómedence

A feltörő, metángázban gazdag hévíz, lehetőséget ad a településnek arra, hogy a tulajdonában lévő energiaforrást gazdaságfejlesztésre hasznosítsa. Próbaüzemnél tartott 2015-ben a termálvíz sótartalmának kinyerésére telepített sóleválasztó; ipari sóként hasznosítják a nélkülözhetetlen anyagot. Megkezdődött a termálvíz kísérő gázának, a metánnak, egy gázmotor által hajtott kis-erőműben való hasznosításának előkészítése és az ott keletkező füstgáz hasznosítására egy alga-bioreaktor tervezésére. A tervezett algatermeléssel algaolaj és -fehérje előállítása válik valóra, amelyet tápanyag-kiegészítőnek, ipari alapanyagnak, illetve haltenyésztés céljaira hasznosíthatnak. Az önkormányzat az innovációs beruházásokkal, és azokban közreműködő műszaki és tudományos partnereivel, jelentősen csökkenti a levegőbe kerülő metángáz mennyiségét és környezetet kímélő sókoncentráció-csökkentést hajt végre.

## Kunhalmok
Kunhalom a neve a Kárpát-medencében található ember által létrehozott földhalmoknak. Ezek a halmok különböző időszakokban keletkeztek. Lehetnek sírhalmok, lakódombok, megfigyelő- vagy őrhelyek, határdombok. Horvát István történész használta először a kunhalom elnevezést a XIX. sz. elején, mert a halmokat a kunoknak tulajdonította.  A földesi határban 1890-ben a következő kunhalmok voltak: Csoma-, Csőre-, Dinnyás-, Kis Gyilkos-, Gyilkos-, Kis Gyepáros-, Gyepáros-, Inacs-, Kettős-, Mogyorósi-, Kis Nyáros-, Nagy Nyáros-, Páka-, Veres-, Szil-, Szél-, Ritók-, és Telek-halom. Mára négy halom (Inacs, Gyepáros, Telek, Gyilkos) maradt meg, három halom (Mogyorósi, Csoma, Kettős) mezőgazdasági művelés alatt van, a többi eltűnt. A Telek-halom (Templomdomb) volt a helye a török időkben elpusztult Mezőszentmiklós templomának.

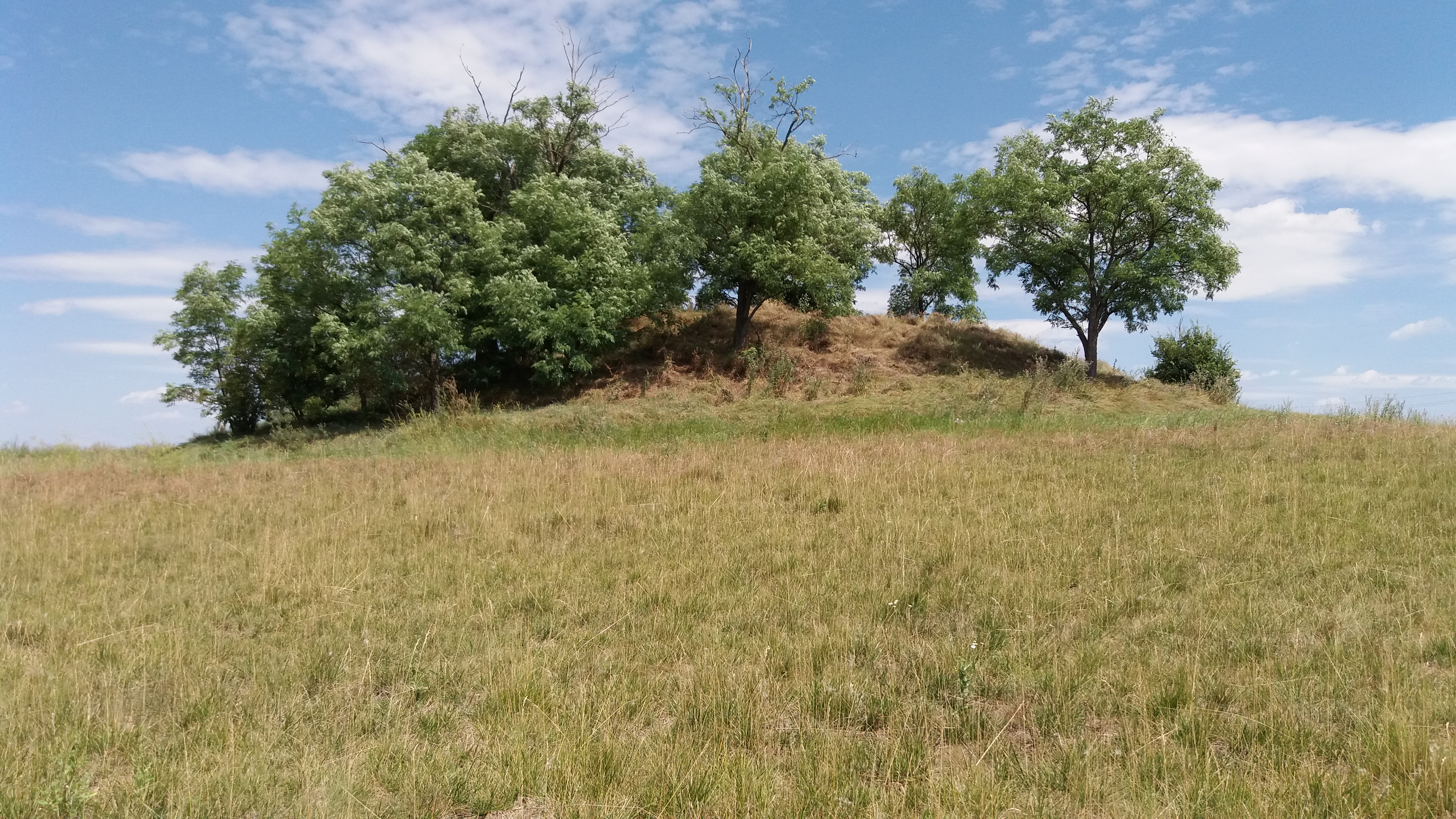
Inacs-halom délnyugat
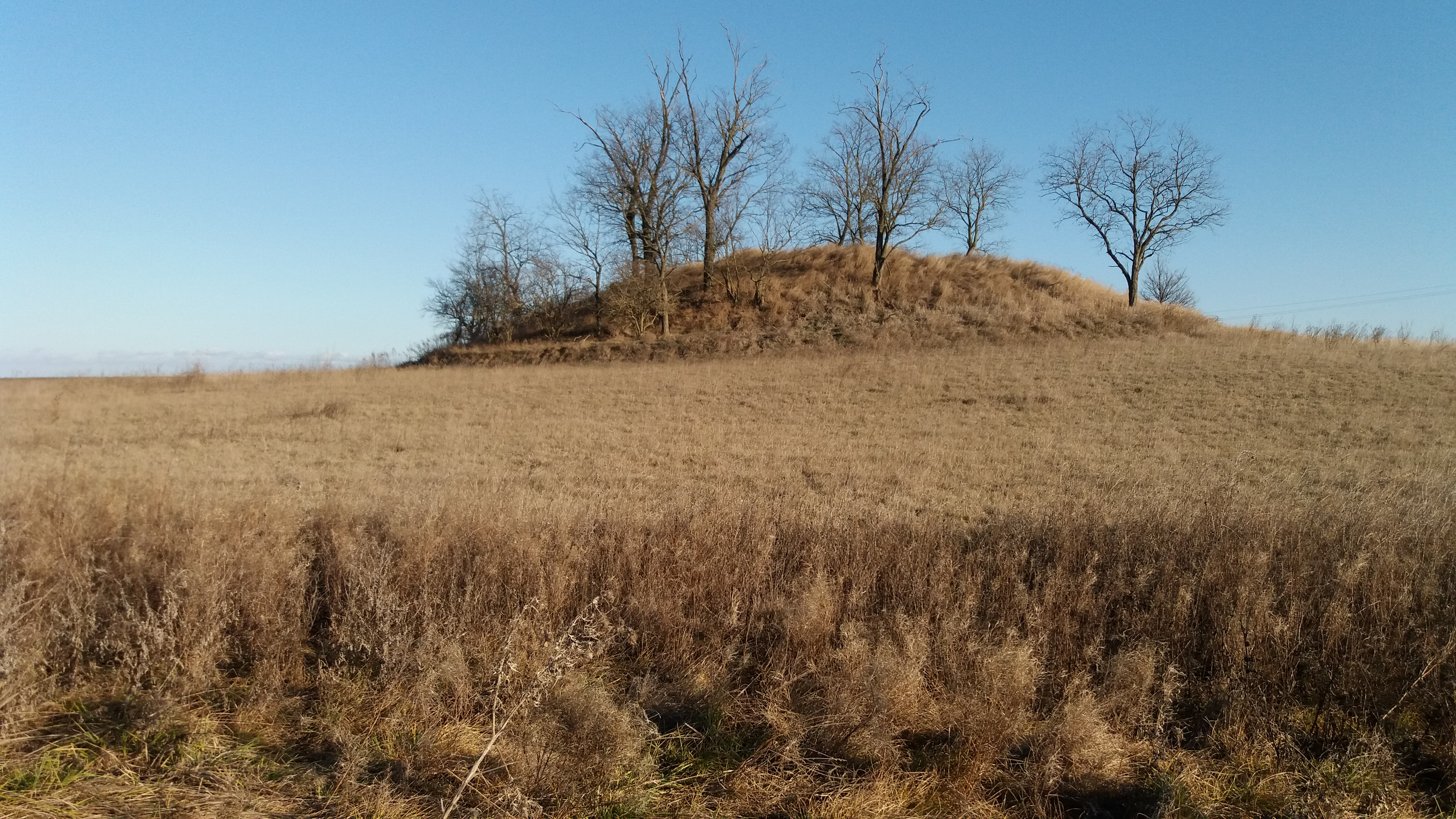
Inacs-halom délnyugat
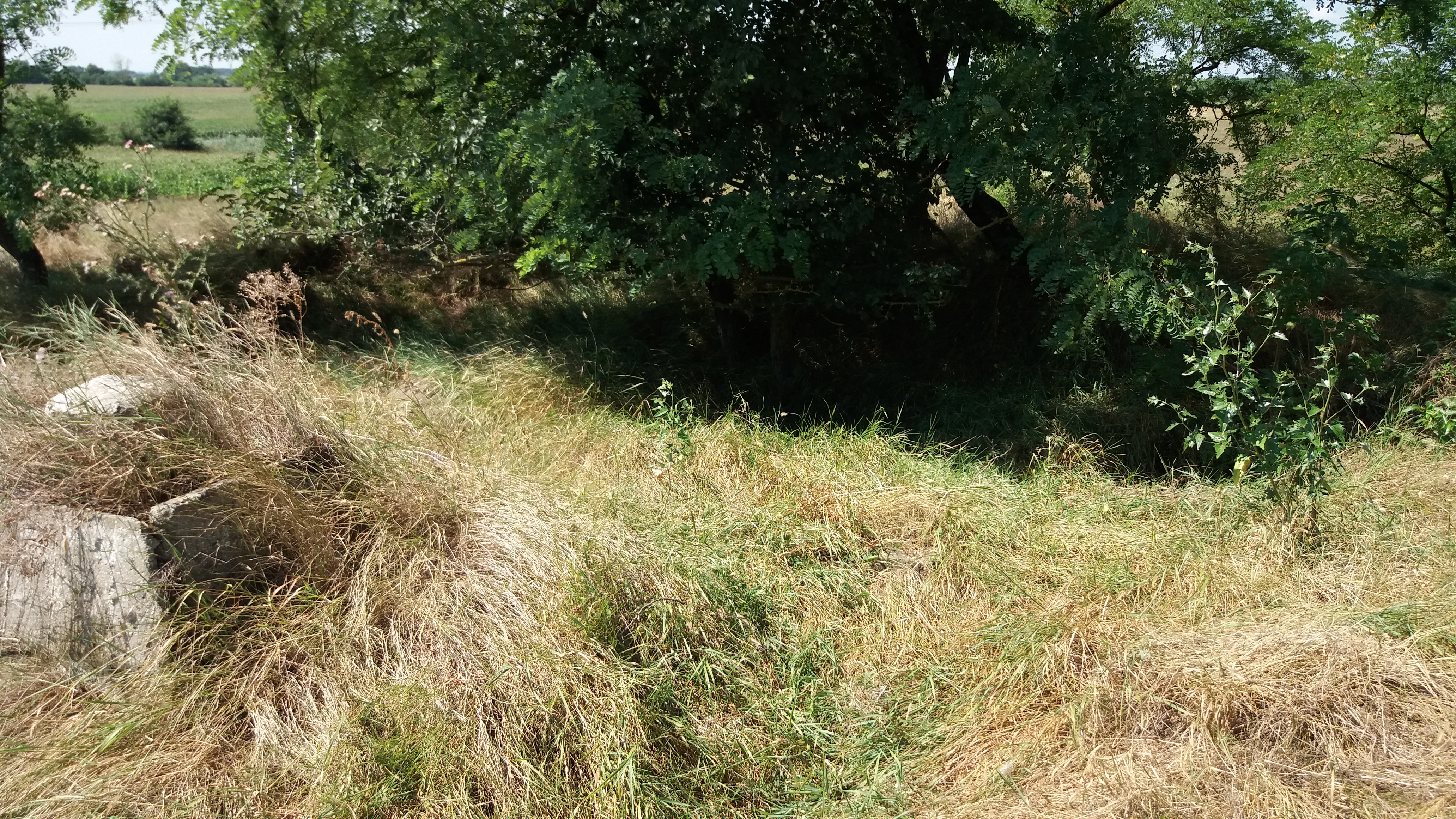
Az 1938-as régészeti ásatások helye az Inacs-halom tetején
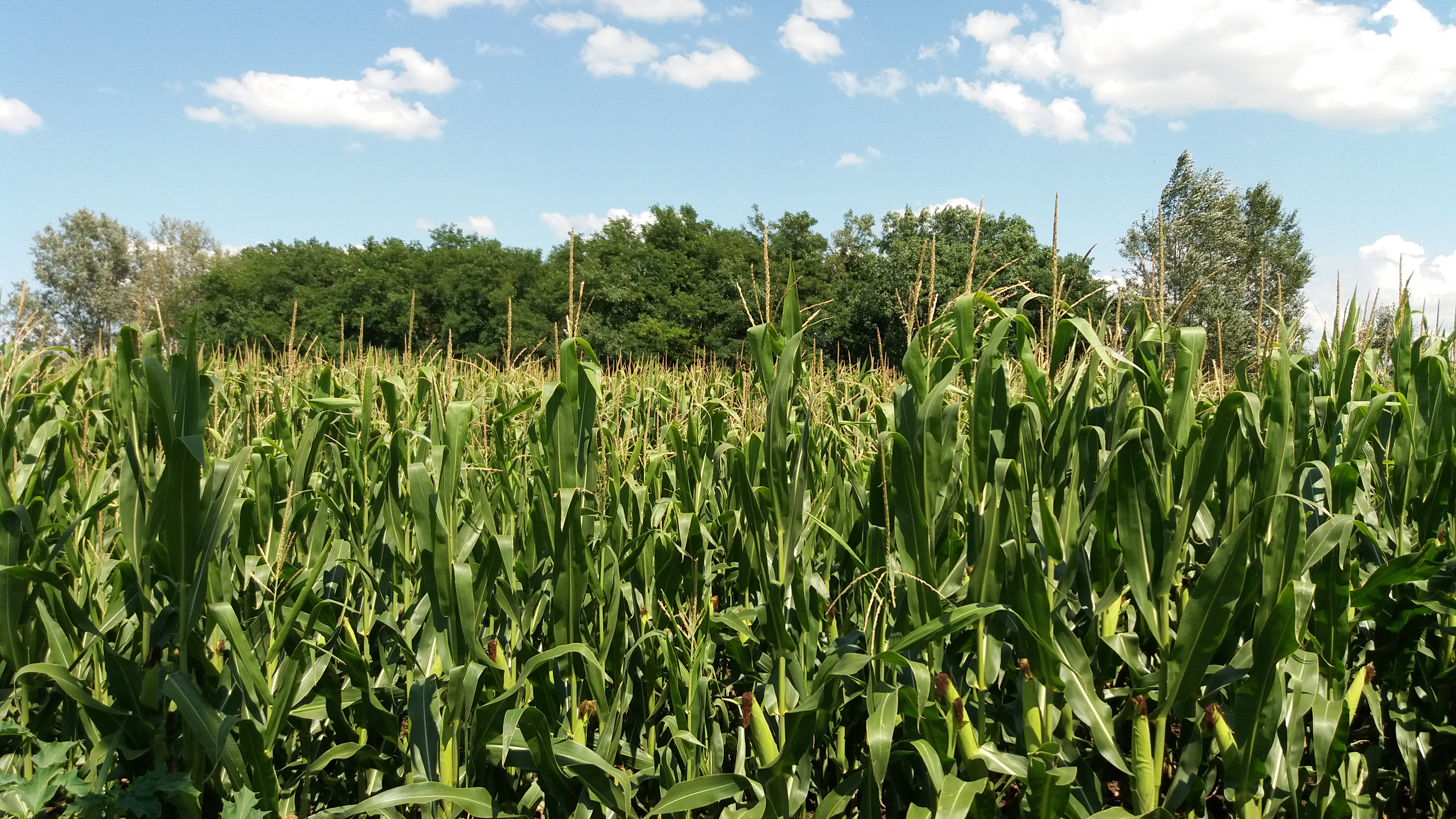
Gyepáros-halom nyugat
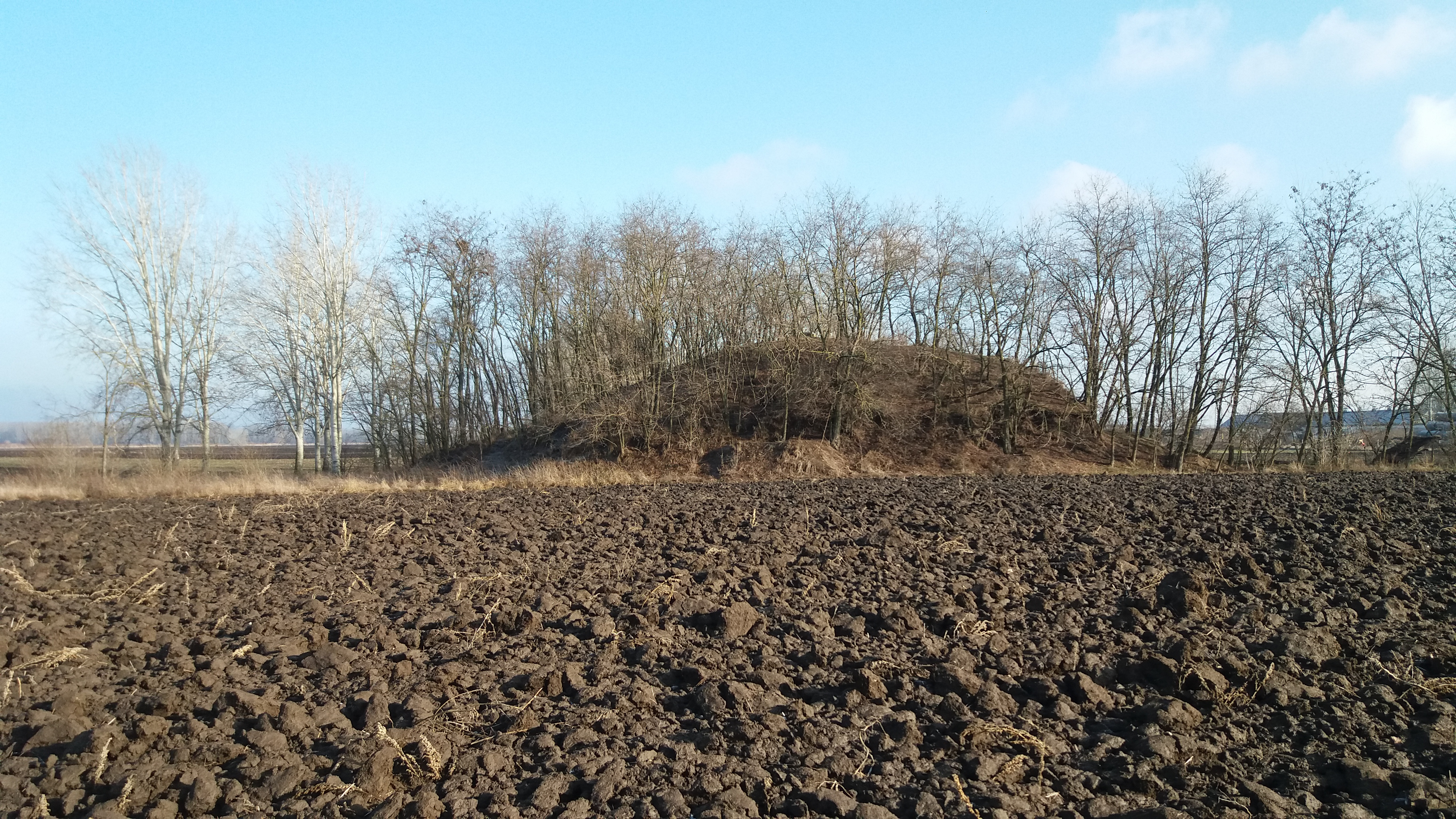
Gyepáros-halom nyugat
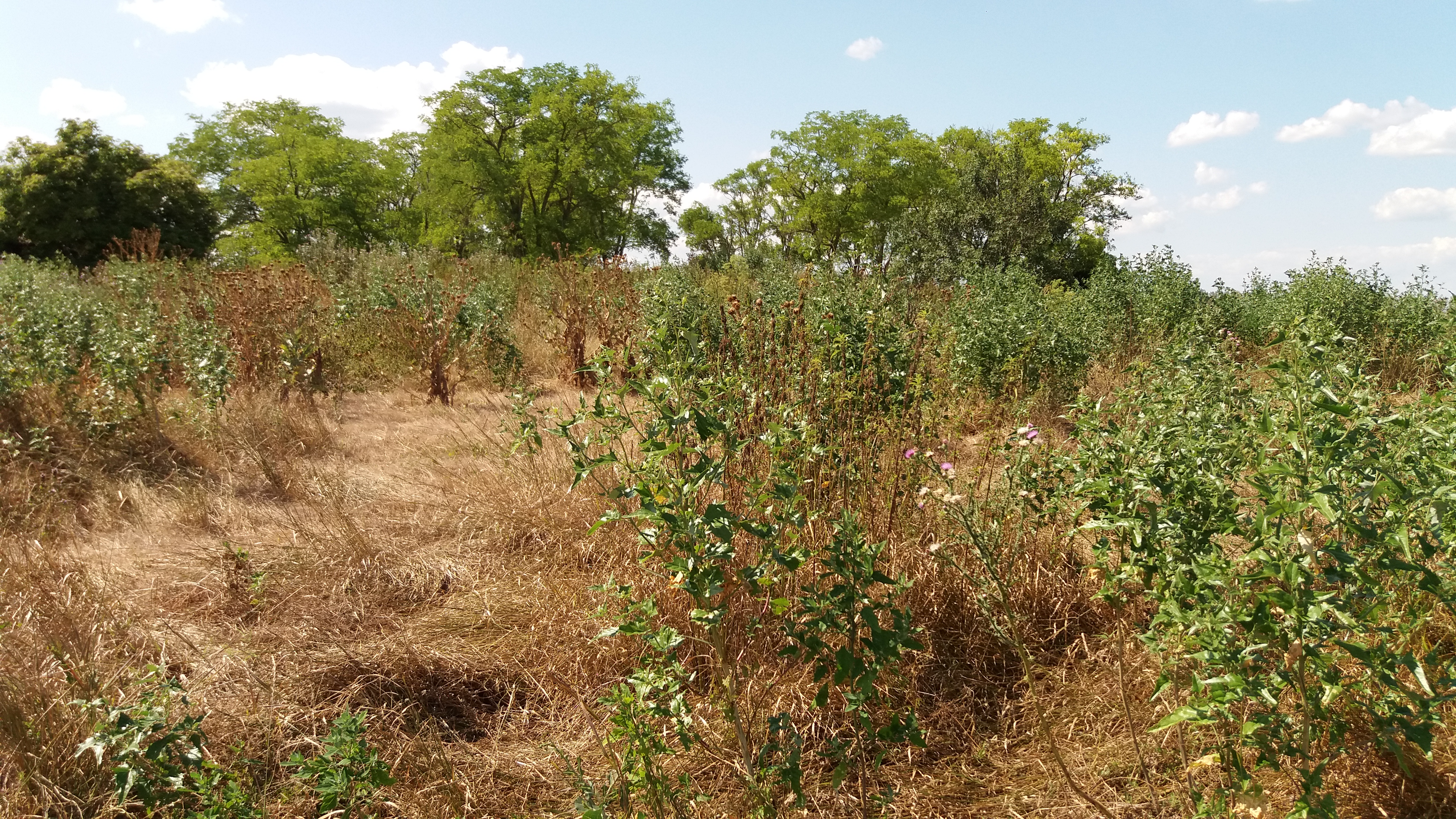
Templomdomb (Telek-halom) délkelet
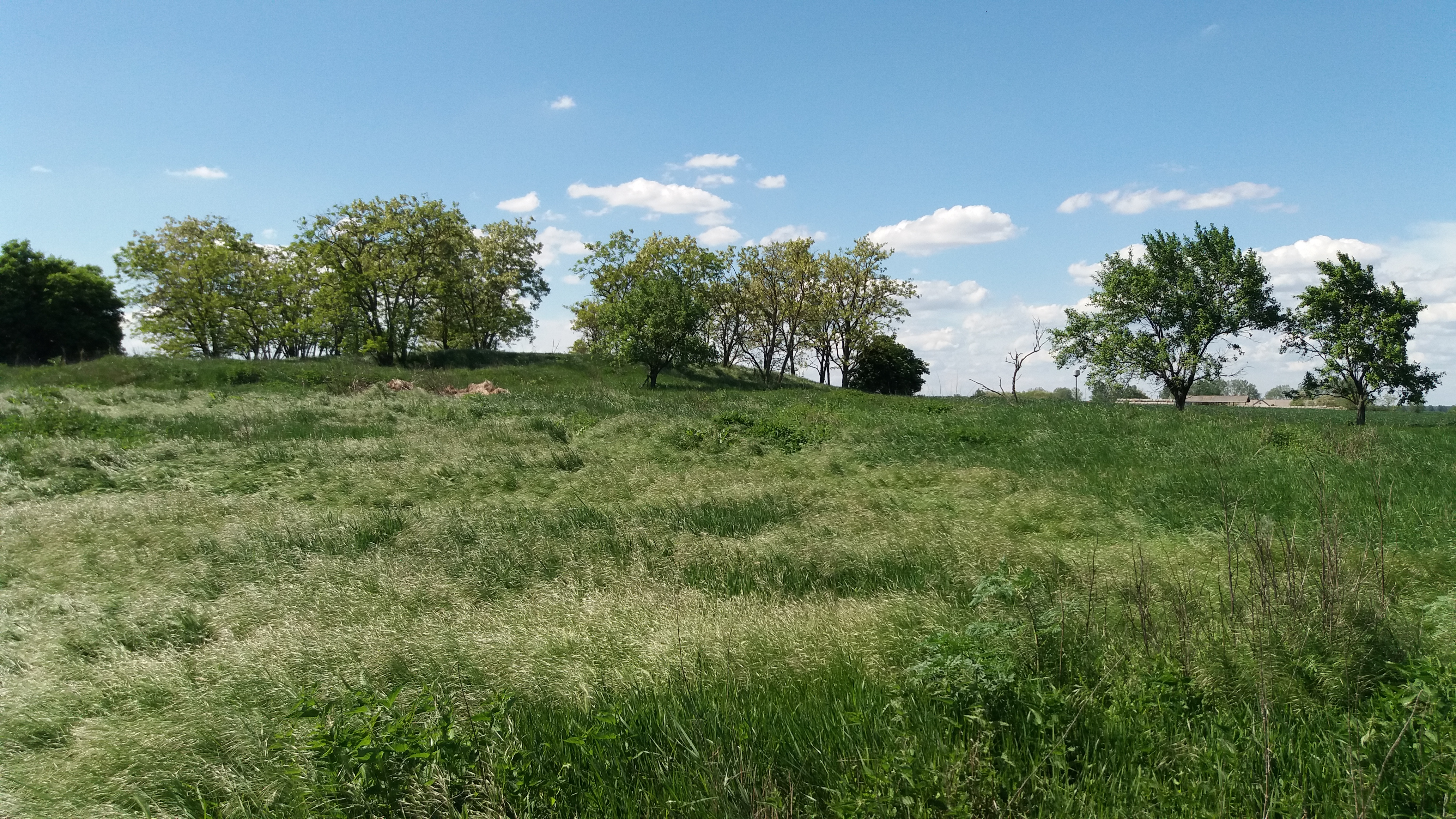
Templomdomb (Telek-halom) délkelet
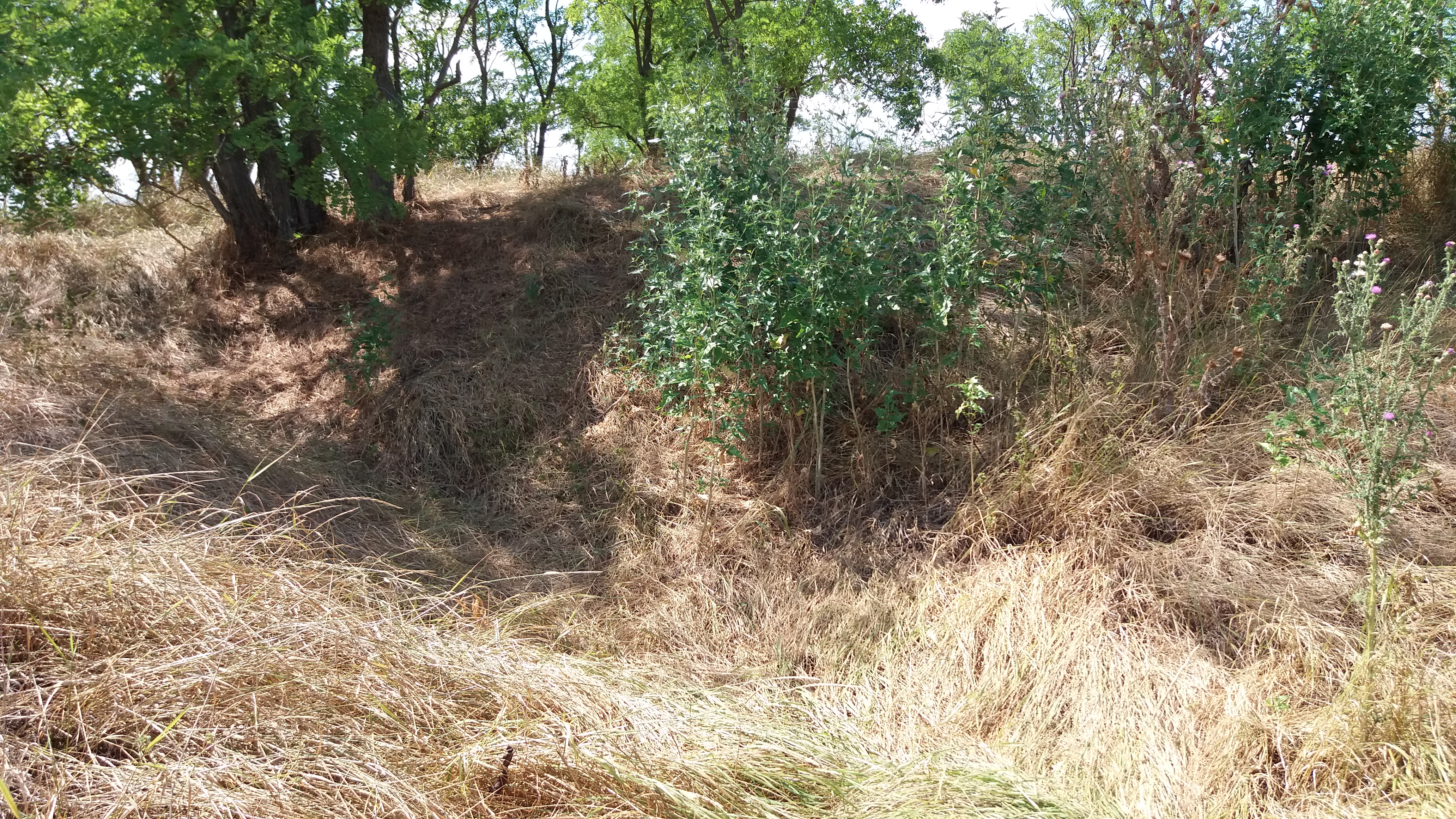
Templomdomb (Telek-halom) a templom helye
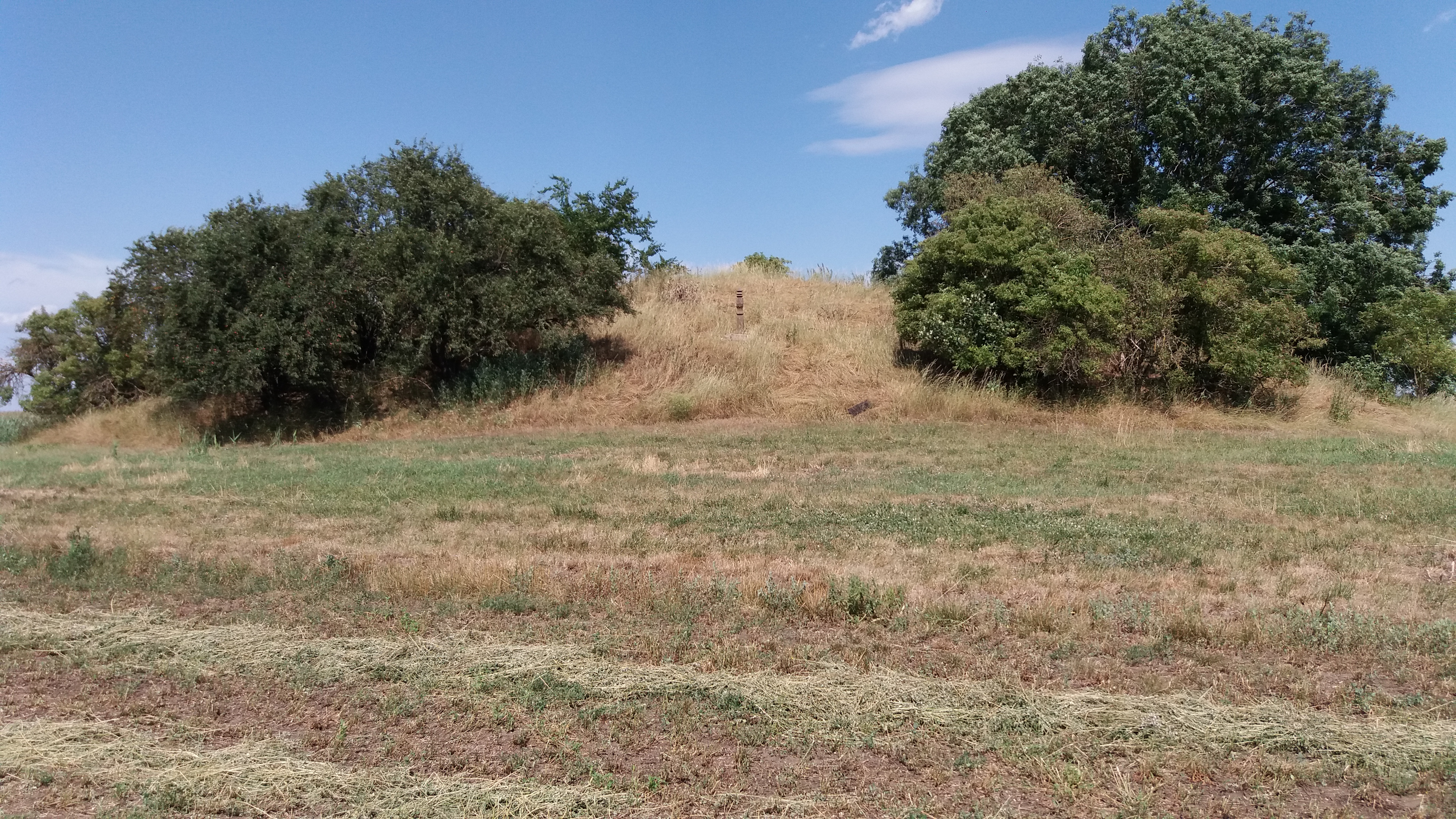
Gyilkos-halom délnyugat
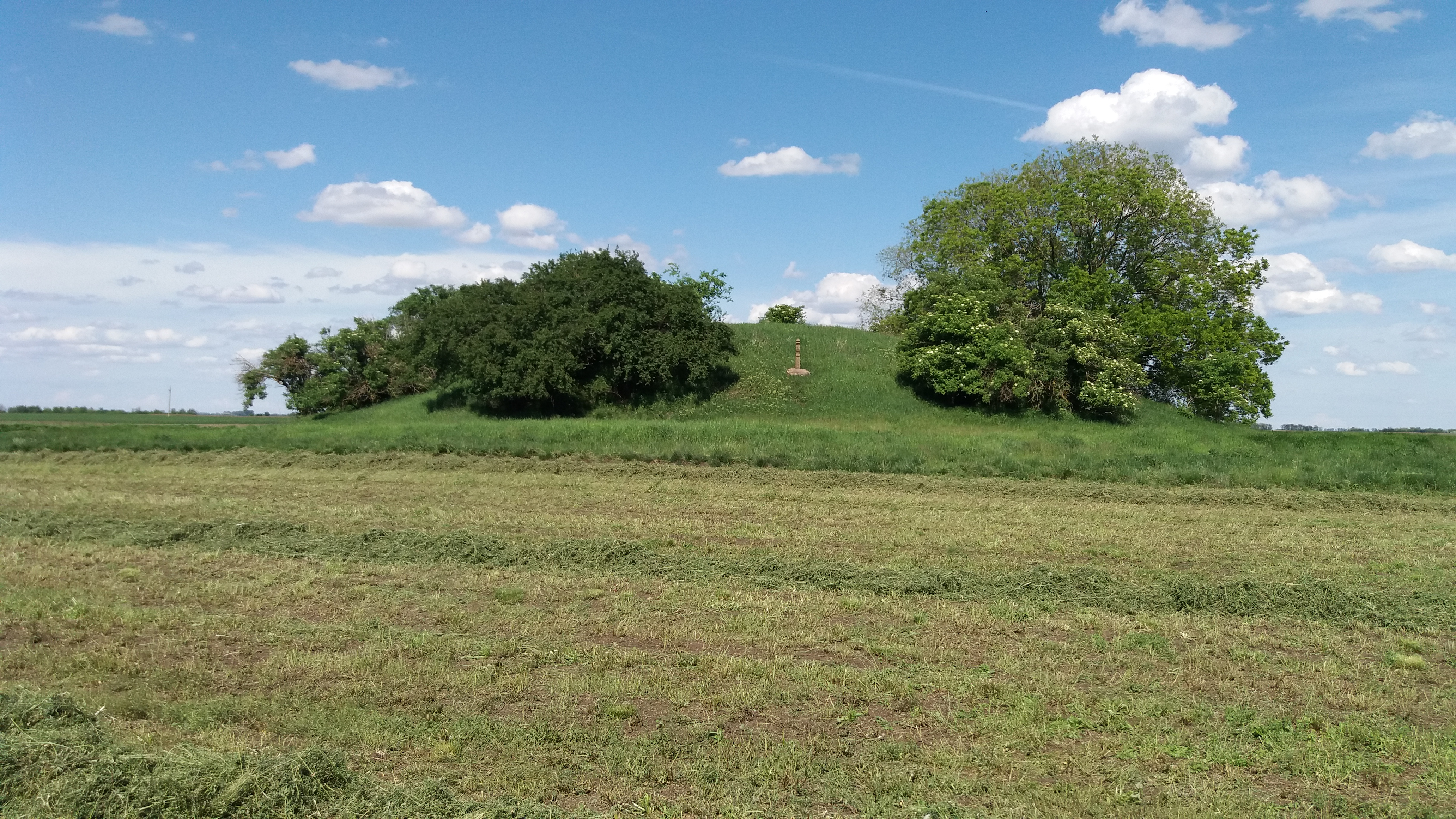
Gyilkos-halom délnyugat
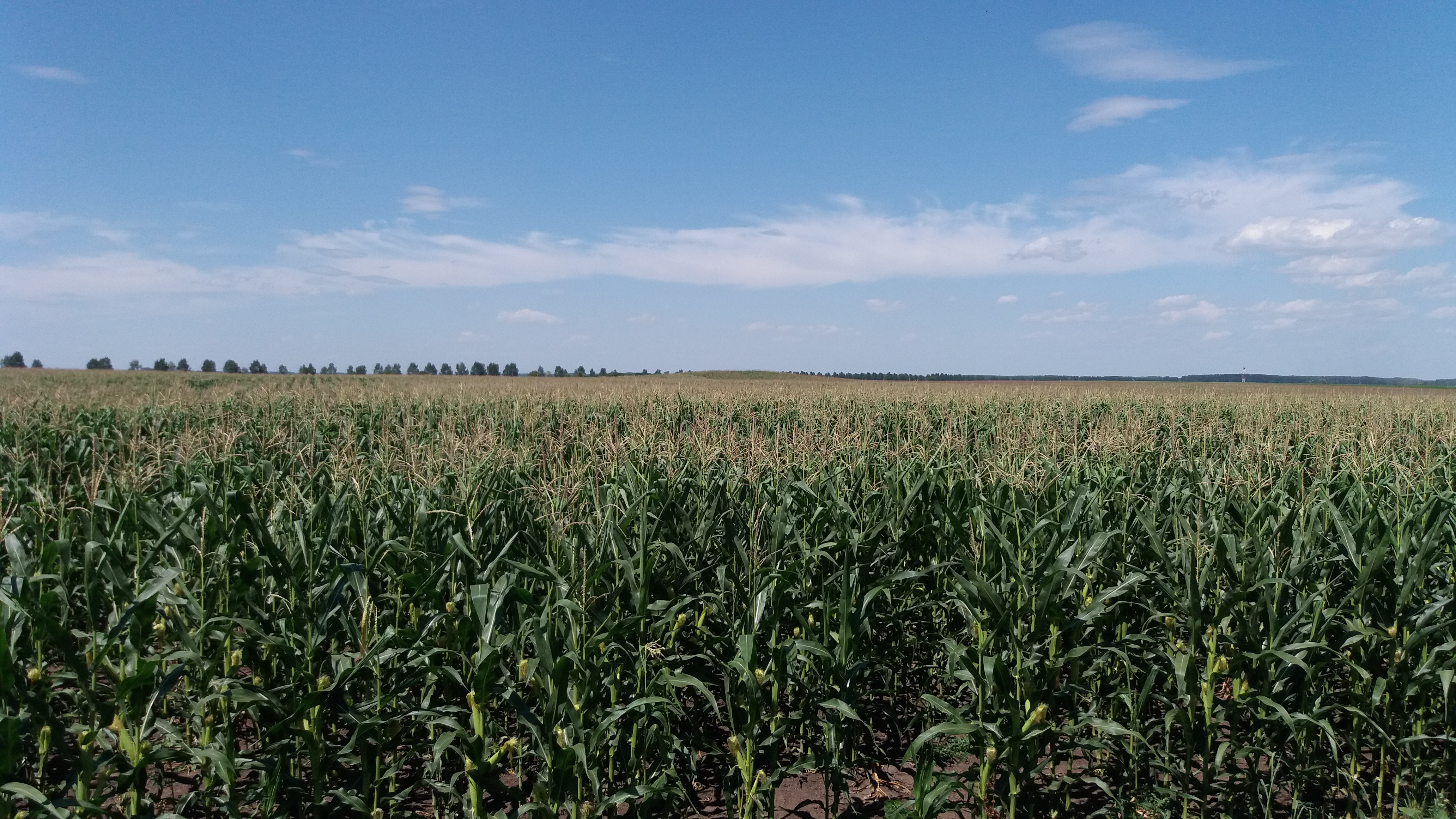
Mogyorósi-halom dél
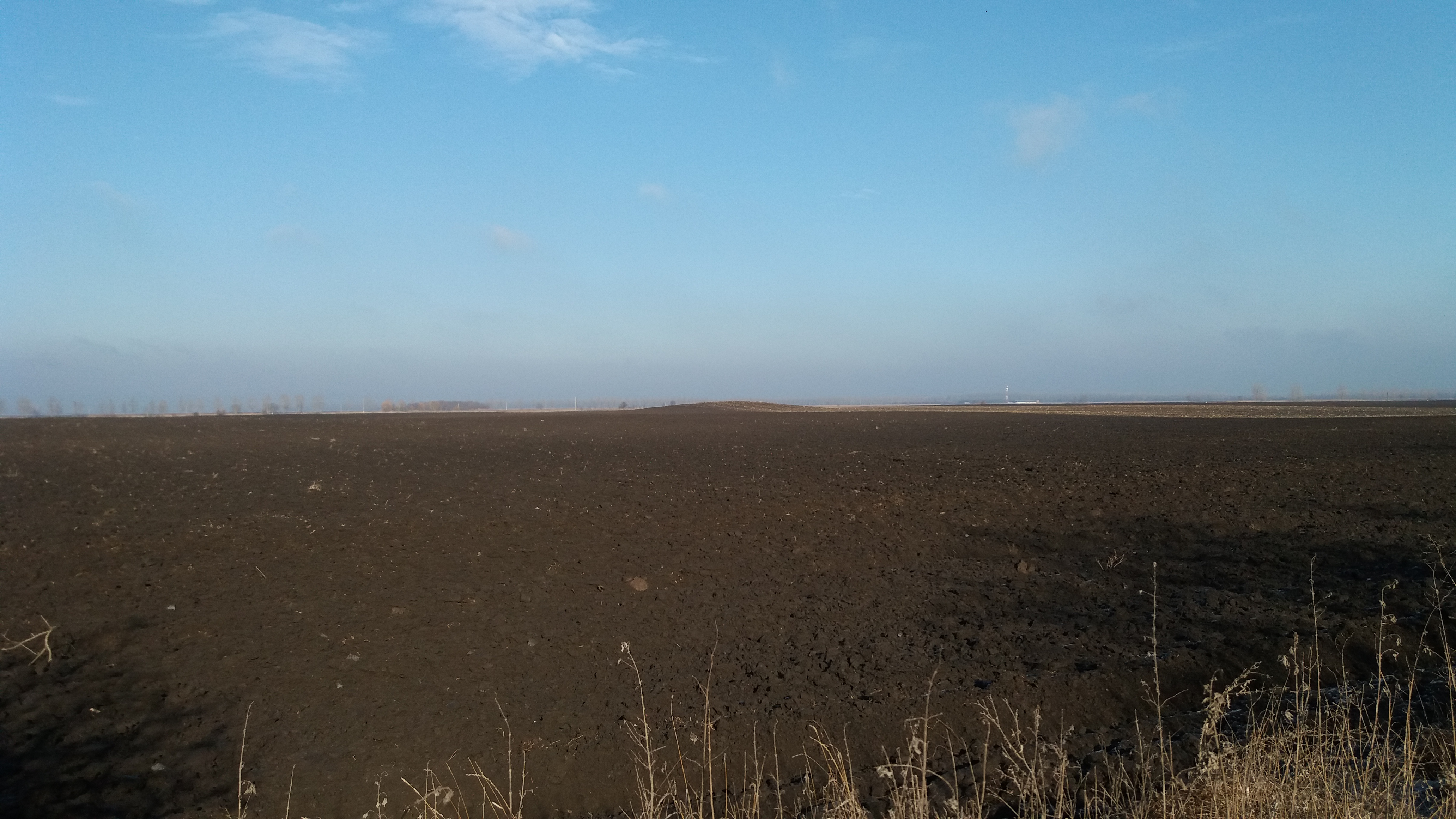
Mogyorósi-halom dél
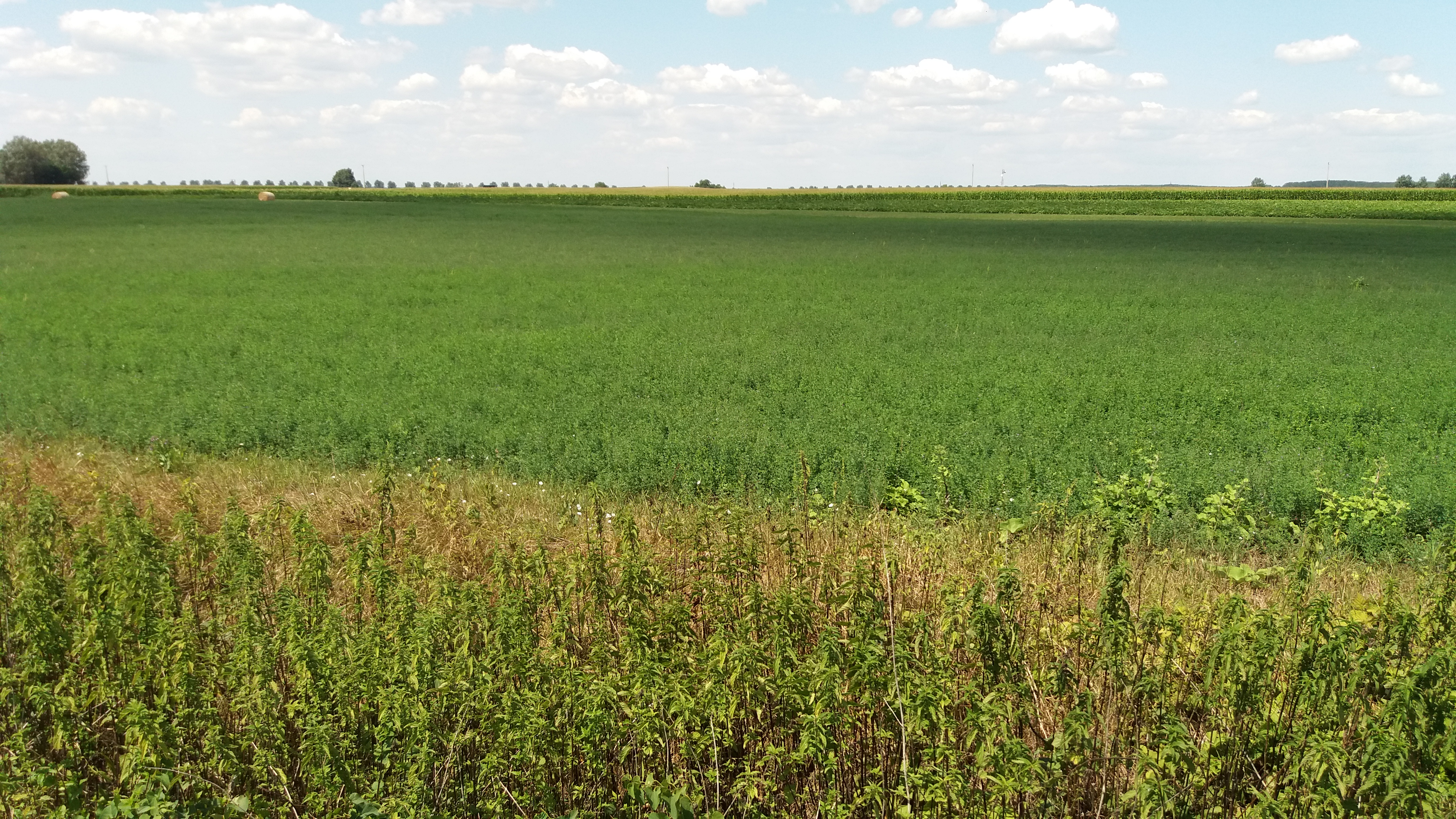
Csoma-halom délkelet
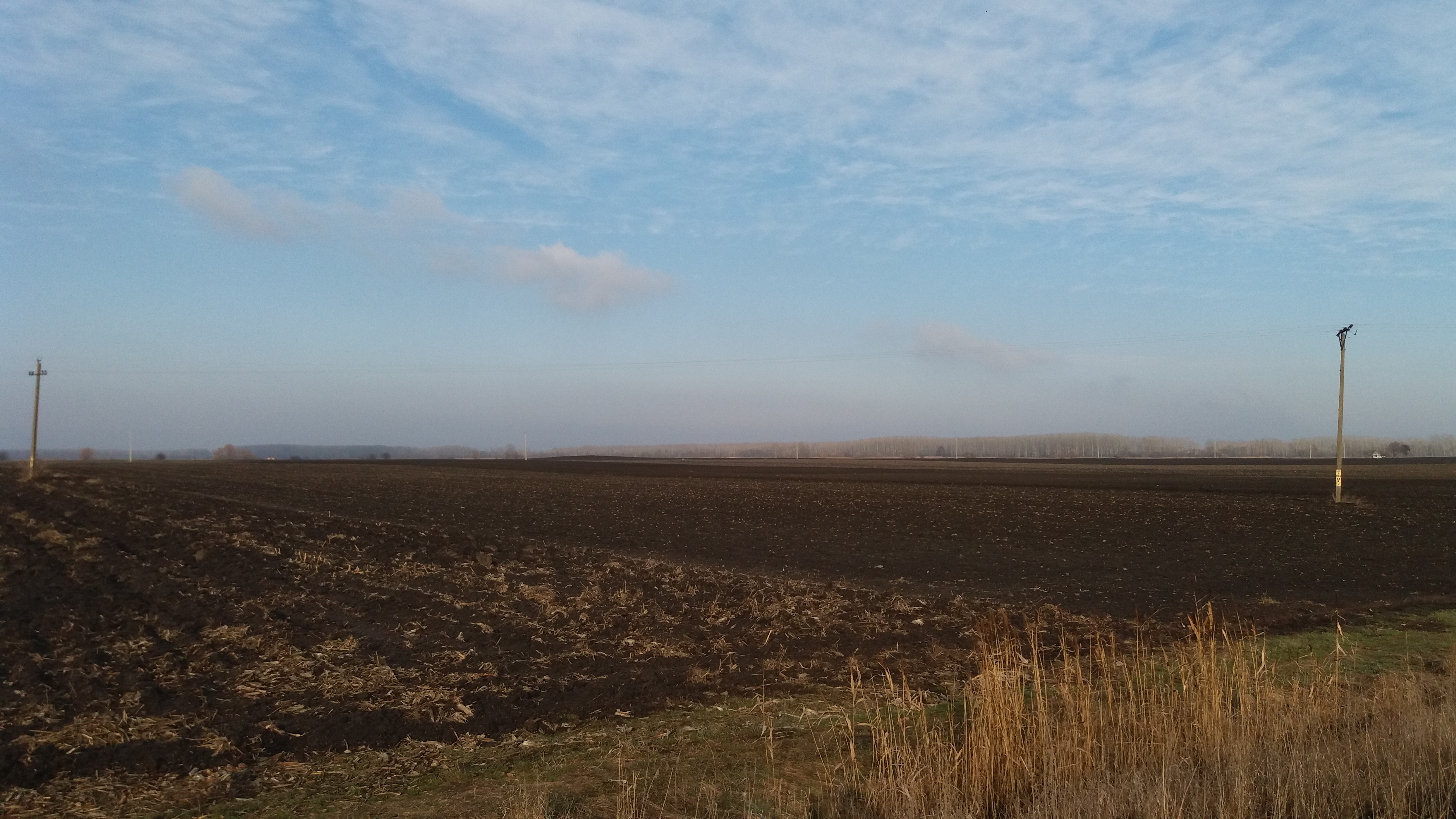
Csoma-halom dél
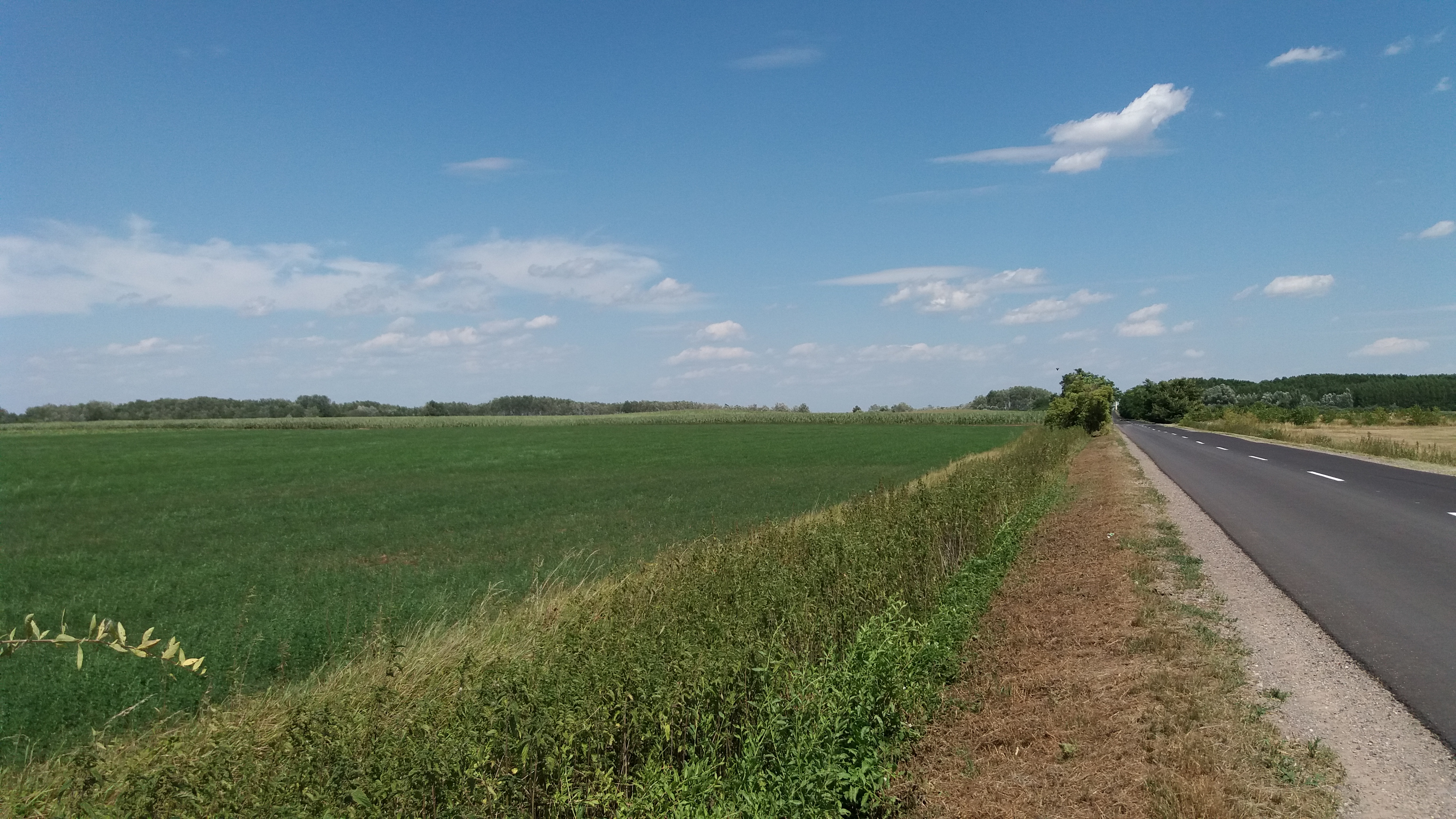
Kettős-halom nyugat
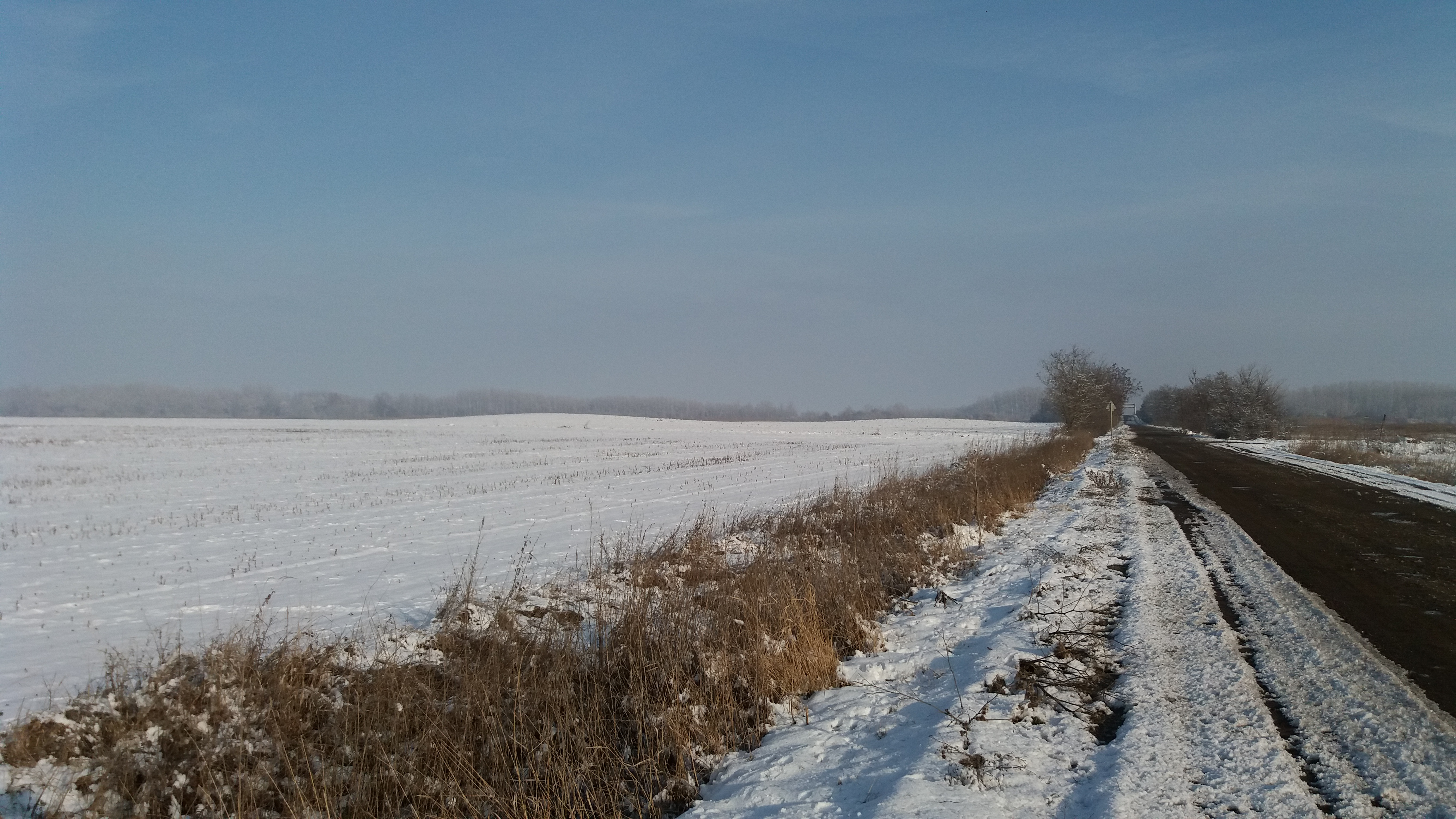
Kettős-halom nyugat

## Horgásztó

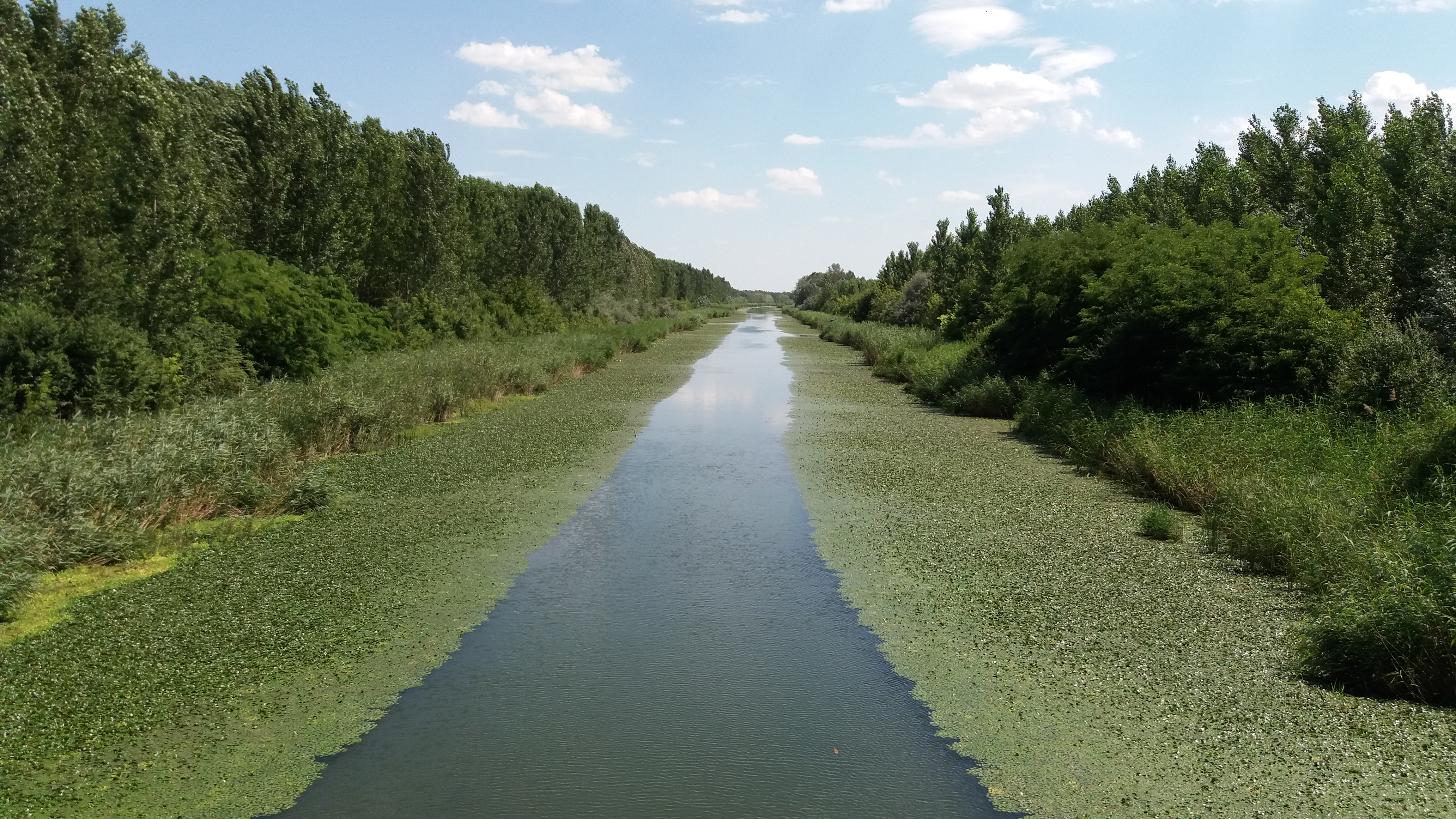
Keleti-főcsatorna nyáron

A Földesi Horgásztavat 1991-ben hozták létre, amiben nagy segítséget nyújtott a Rákóczi Mezőgazdasági Szövetkezet. A szövetkezet adta ugyanis a 10 hektáros földterületet, amely mezőgazdasági növények termesztésére alkalmatlan volt gyenge minőségű talaja miatt. A tsz a Horgászegyesület létrejöttében aktívan részt vett, majd a tó medrének kialakításában is segített mezőgazdasági gépeivel. A horgásztó helyén egy ősnádas volt. A horgásztavon található 6 sziget ‒ 5 nagyobb és a befolyóval 1 kis szigetecske ‒ kialakulásáért elsősorban az időjárás a felelős, hiszen annak idején a mostoha idő miatt nem sikerült kihordani a mederből a földet. Mára azonban ezek a szigetek esztétikailag is jól mutatnak a tavon.
1992-ben töltötték fel a medret vízzel a Keleti-főcsatornából és ekkor történt meg az első betelepítés is: ponty, amur és kárász került a tóba, illetve néhány tag hozott bele folyami harcsát, aminek a mérete már 50 kg fölötti lehet, ivadékai pedig mostanára rekord méretű példányok. A már említett ősnádasban voltak már halak és halivadékok is, sőt a halastó feltöltésekor a Keleti-főcsatornából is érkeztek halak: süllő, törpeharcsa, csuka, dévérkeszeg, naphal.
A süllőállomány ebből az időből származik. A törpeharcsa egy időben nagyon elszaporodott, ennek érdekében a vezetőség fekete sügért telepített a tóba, ami a törpe természetes ellensége. Mára a törpeharcsa-állomány szerencsére visszaszorult egy normális, kezelhető szintre. 

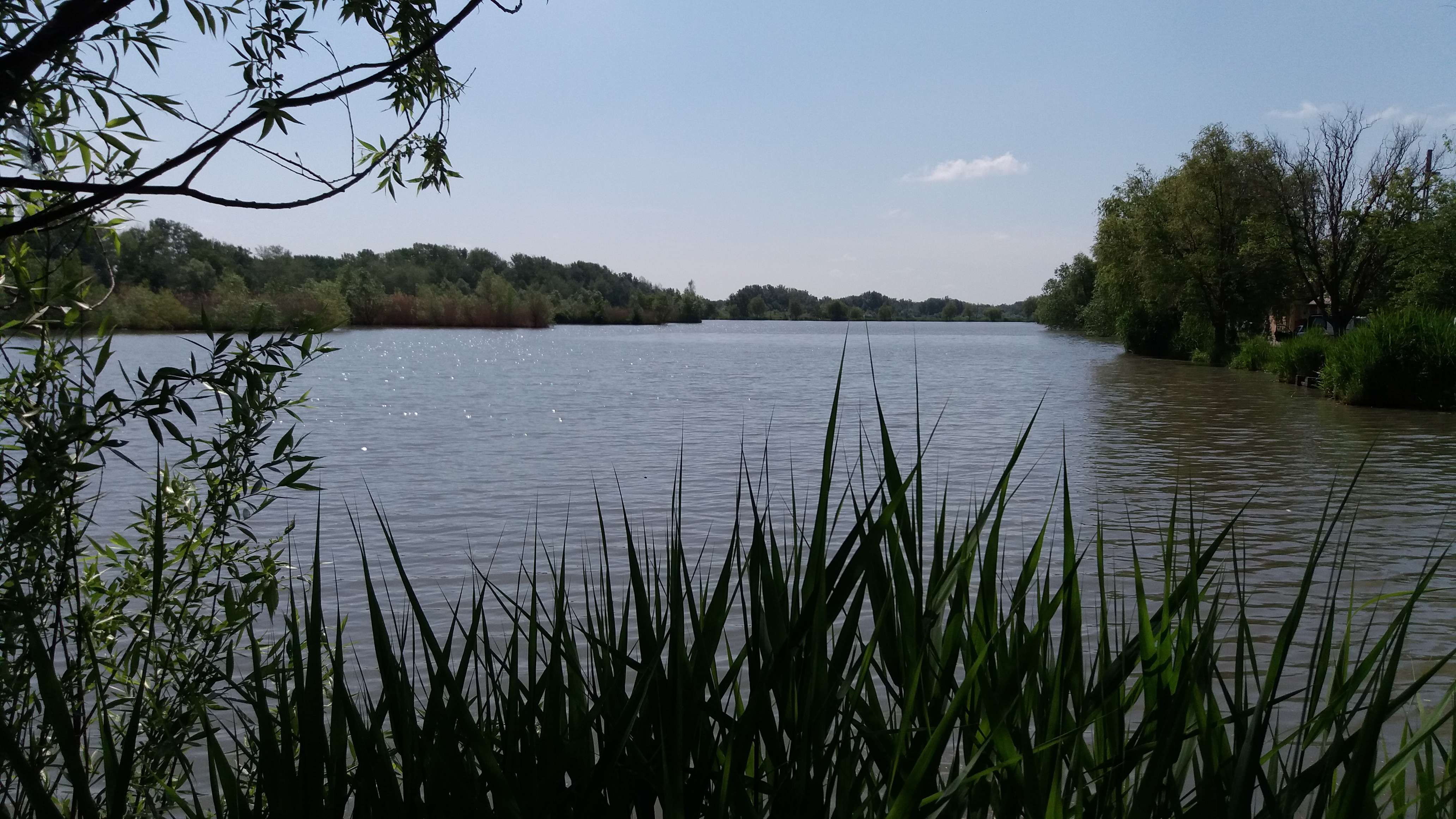
Horgásztó tavasszal

A feltöltés után néhány évvel a déli részen volt néhány vízátfolyás, ami jelezte, hogy a tavat ezen a ponton erősíteni kell. Ezt úgyszintén a tsz segítségével sikerült megvalósítani. Az 1990-es évek közepétől, dunántúli mintára, bevezetésre került a beírókönyv. A mai napig fennáll a doboza a kifolyó mellett. Később megjelentek az orvhorgászok, akik főleg éjszaka járták a tavat, hálóztak, gereblyéztek. Ennek megakadályozása érdekében vezette be az akkori vezetőség a 24 órás őrszolgálatot.
1996-tól a hajdúszoboszlói Bocskaiból halivadékot sikerült szerezni és egy alkalommal nagy mennyiségű compót is.
Halak: ponty, amur, csuka, süllő, harcsa, keszeg, kárász, balin, busa, fekete sügér, naphal.
Megközelítés:
Akik a halastavat Földes felől akarják megközelíteni, azoknak Debrecen irányába kell haladniuk és a nagyközségen kívüli első kereszteződésnél jobbra kell fordulniuk. Aztán egy romos épület után, de még a Keleti-főcsatorna derecskei hídja előtt, jobbra kell fordulni. Egy mesterséges patak után, a sorompónál balra, az út végén található az őrház, ahol be kell jelentkezni.
Akik a halastavat Debrecen felől közelítik meg, azoknak annyi változás van, hogy amikor átjönnek a Keleti-főcsatorna debreceni hídján, az első nagy kereszteződésnél balra kell fordulni.

## Testvértelepülések
- Marossárpatak (Erdély)
- Gościeradów (Lengyelország)

## Híres emberek
- Karácsony Sándor (1891–1952) Földesen született. Pedagógiai, filozófiai író, egyetemi tanár. A magyar filozófiai gondolkodás egyik legeredetibb alakja. Jelentős neveléstudományi örökséget hagyott maga után. Szülőházának helyén ma a földesi általános iskola egyik épülete van. Az iskola és a művelődési központ Karácsony Sándor nevét vette fel.
- Balásházy János (1797–1857) Földesen halt meg. A Magyar Tudományos Akadémia (Magyar Tudós Társaság) rendes tagja, táblabíró, birtokos gazdálkodó, mezőgazdasággal kapcsolatos könyvek írója. Eladta debreceni birtokát és 1854-ben Földesre költözött, ahol az unokája melletti telket bérelte. Utolsó írói munkáiban benne vannak a Földesen szerzett gazdasági tapasztalatok is.
- Csáth Géza (1887–1919) író, orvos, pszichiáter és zenekritikus. Írásaival odatartozik a Nyugat nemzedékéhez, az új magyar irodalmat teremtő nagyok közé. Művei később sok íróra nagy hatást gyakoroltak. 1915 októberétől 1916 augusztusáig helyettes körorvosként dolgozott Földesen.
- Zoltai Lajos (1861–1939) Földesen született. Muzeológus, levéltáros, régész, néprajzkutató, újságíró, lapszerkesztő. Debrecen városi múzeumának kitartó szorgalmazója, 1916-ban tiszteletbeli igazgatójának nevezték ki. 1926-ban a Tisza István Tudományegyetem díszdoktorrá fogadta. Debrecen történetének egyik legjobb ismerője volt.
- Erőss Lajos (1857–1911) a Tiszántúli Református Egyházkerület püspöke, a Debreceni Református Teológiai Akadémia tanára, a Genfi Egyetem díszdoktora. Földesen először 1883 szeptembere és 1884 áprilisa közt volt Bakoss Gábor mellett segédlelkész, majd 1886–1893 között lelkész. Ittléte alatt sokat foglalkozott a község és az egyház történetével.
- Kiss Ferenc (1862–1948) a Debreceni Tisza István Tudományegyetem első rektora, a Debreceni Református Teológiai Akadémia tanára, az Országos Református Szeretetszövetség megalapítója. 1893–1899 között volt lelkész Földesen. Lelkészsége idején 1894-ben, közadakozásból készíttették el Angster Józseffel a templom orgonáját. Kezdeményezésére hozott létre a falu a templom előtt egy emlékkertet az 1896-os millennium emlékére, aminek a hagyományos neve Templomkert lett.[43]
- Karacs Imre (1860–1914) Földesen született. Bécsben tanult énekelni, mint növendék énekelt a Musikverein és Ehrbár hangversenytermeiben. 1886–1891 között Debrecenben színész. Ezután Szabadka és Miskolc következett, majd Pozsony, Buda, Temesvár után 1897-ben újból Debrecen. Ady ekkor a vidék egyik legjobb színészeként emlegeti. 1907 tavaszán hagyta itt az óhazát és New Yorkba ment. Itt hamarosan őt kérték fel az Amerikai Magyar Színház igazgatására. A New York-i magyar színjátszás gyorsan változó körülményei között Heltai Árpád, Karacs Imre és Serly Lajos állt legtöbbször a társulat élén. Karacs Imre 1914. november 29-én halt meg egy autóbaleset következtében.[71]
- Karacs Zsigmond (1940-2023) Földesen született. Elődei 1692-ben már itt éltek. Pár hónapos korában szüleivel Nyíregyházára majd Nagyváradra került. 1944-ben visszatértek Földesre, 1951-ben pedig Budapestre mentek. 1969-ben már saját családjával jött ismét Földesre, 1972-ben Hajdúböszörménybe távoztak, végül 1976 decemberétől haláláig családjával újból Budapesten élt. Családtörténeti érdeklődése vezette oda, hogy szülőföldje történésze legyen. Napilapok, folyóiratok, egyetemi és egyéb kiadványok őrzik történelmi, irodalmi, néprajzi, egyházi, családi, művelődéstörténeti, nyelvészeti és egyéb jellegű dolgozatait, közel kétszáz írását, amelyek többsége Földeshez kötődik. Erről önmaga így vallott: „...legyek bárhol: mindennapi imádságom Földes. És gyötör a kétség megtettem-e mindent amit tehettem.”[72]
- Pércsi Lajos (1911–1958) Földesen született. Az elemi iskola elvégzése után kitanulta a kovácsmesterséget. 1933-ban behívták katonának. Továbbszolgálóként majd hivatásosként bent maradt a honvédségnél és 1939-ben mint őrmestert helyezték Kiskunhalasra. Rövid ideig a délvidéken is szolgált, a háborúban a hadifogságot sikerült elkerülnie. 1945 után visszahívták Kiskunhalasra, s rövidesen Pestre küldték  ahol elvégezte a Kossuth Akadémiát. 1946 őszén Pécsre helyezték ahol egy éves gyalogtiszti iskolát végzett. 1951-ben Budapestre került a Honvédelmi Minisztérium Kiképzési Csoportfőnökségére ahol őrnagyi rangot ért el. 1955–56-ban elvégezte a Zrínyi Akadémiát. 1956 novemberében az óbudai Schmidt-kastély fegyveres ellenállóival vett részt a forradalomban. A forradalom utáni megtorlás áldozata lett.[73]
- Kállay László (1818–1901) földesi földbirtokos. 1896-ban megfogalmazott és 1901-ben életbe lépett végrendeletében Földesre hagyományozta földjeinek és gazdasági épületeinek csaknem teljes körét, több mint 150 ezer aranykorona értékben, azzal a feltétellel, hogy a község az örökrészből egy Kállay nevet viselő kisdedóvót, egy aggmenházat és egy alapítványt köteles működtetni. A végakaratot Földes egykori képviselő-testületei 1945-ig lelkiismeretesen teljesítették.
- Gál Henrik (1947–) Földesen született. 1960–1980 között birkózott. Európa-bajnokságokon Leningrádban (1976) arany-, Berlinben (1970) ezüst- és Lausanne-ban bronzérmet szerzett. Negyedik helyezést ért el a müncheni, a montreali olimpián és négy világbajnokságon. Tíz országos bajnokságot nyert meg. Versenyzése után 16 évig volt sikeres edző klubjánál, az Ferencvárosi TC-nél.[74]
- Pércsi József (1942–) hatszoros kötöttfogású országos egyéni bajnok, az 1976-os montreali olimpián negyedik helyezett versenyző, a sportágban Betyár néven ismert birkózó Földesen született. Egyéni aranyérmei mellett csapatban tizenegyszer nyert magyar bajnokságot a Budapesti Honvéd birkózójaként. 1971-ben a szófiai világbajnokságon az ötödik helyet szerezte meg a 90 kilós súlycsoportban.
- Dresch Mihály (1955–) Liszt Ferenc-díjas magyar zenész, érdemes és kiváló művész. A mai magyar dzsessz kiemelkedő alakja, kiváló szaxofonos, aki a magyar népzene és a jazz ötvözésén alapuló saját zenei világot alakított ki. Gyermekkorában Földesen nevelkedett.

## Képek

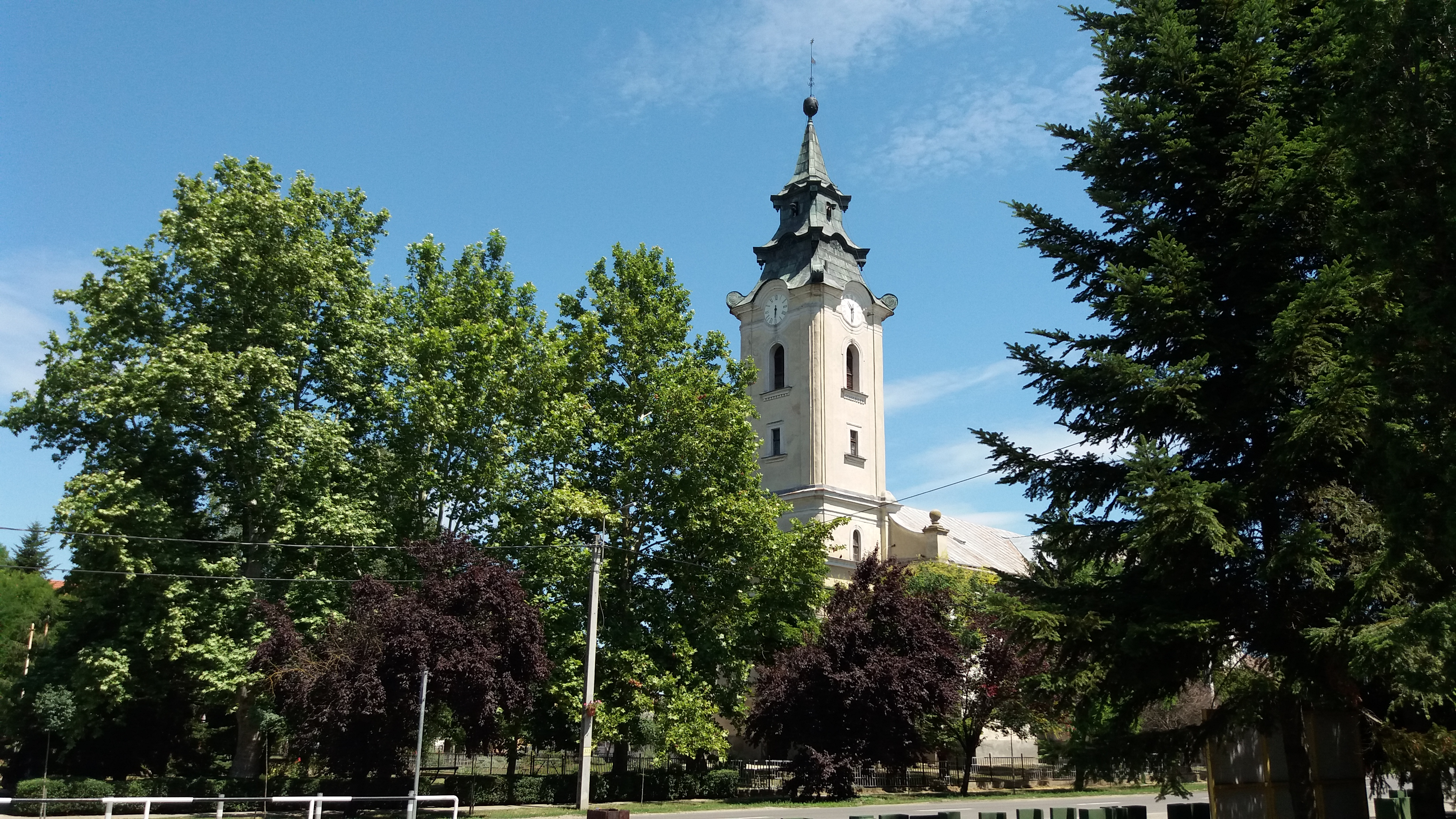
Református templom-1
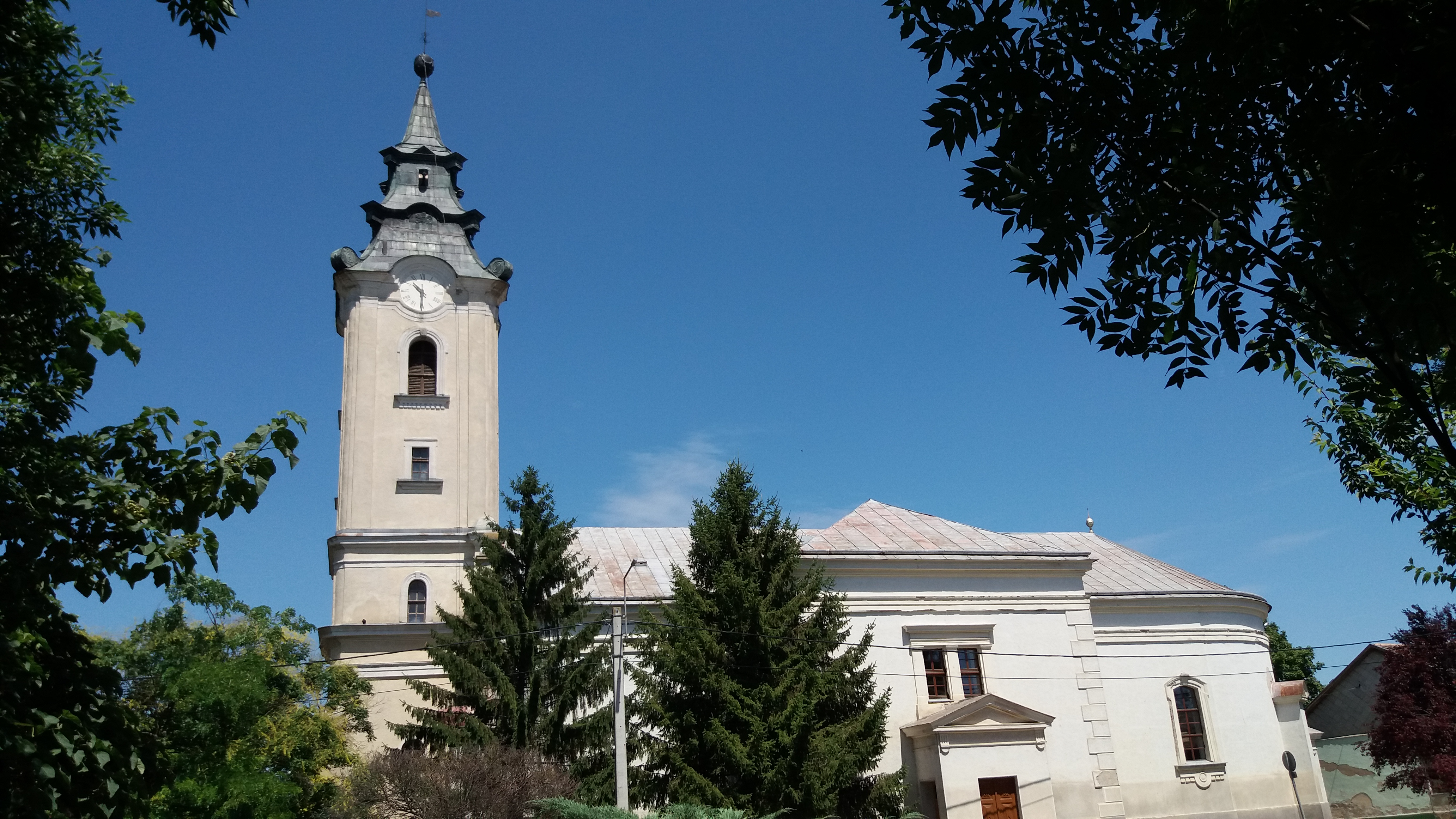
Református templom-2
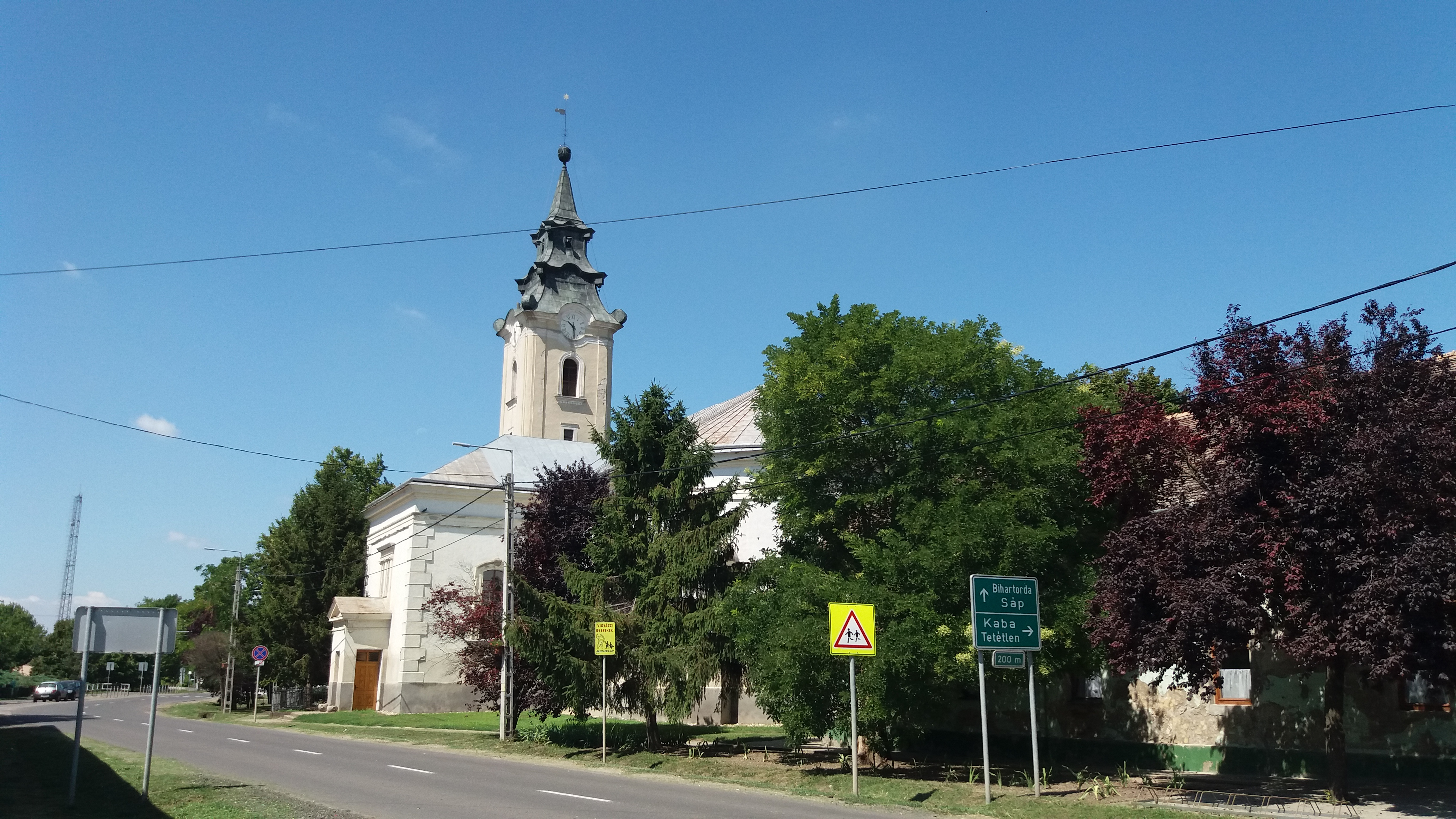
Református templom-3
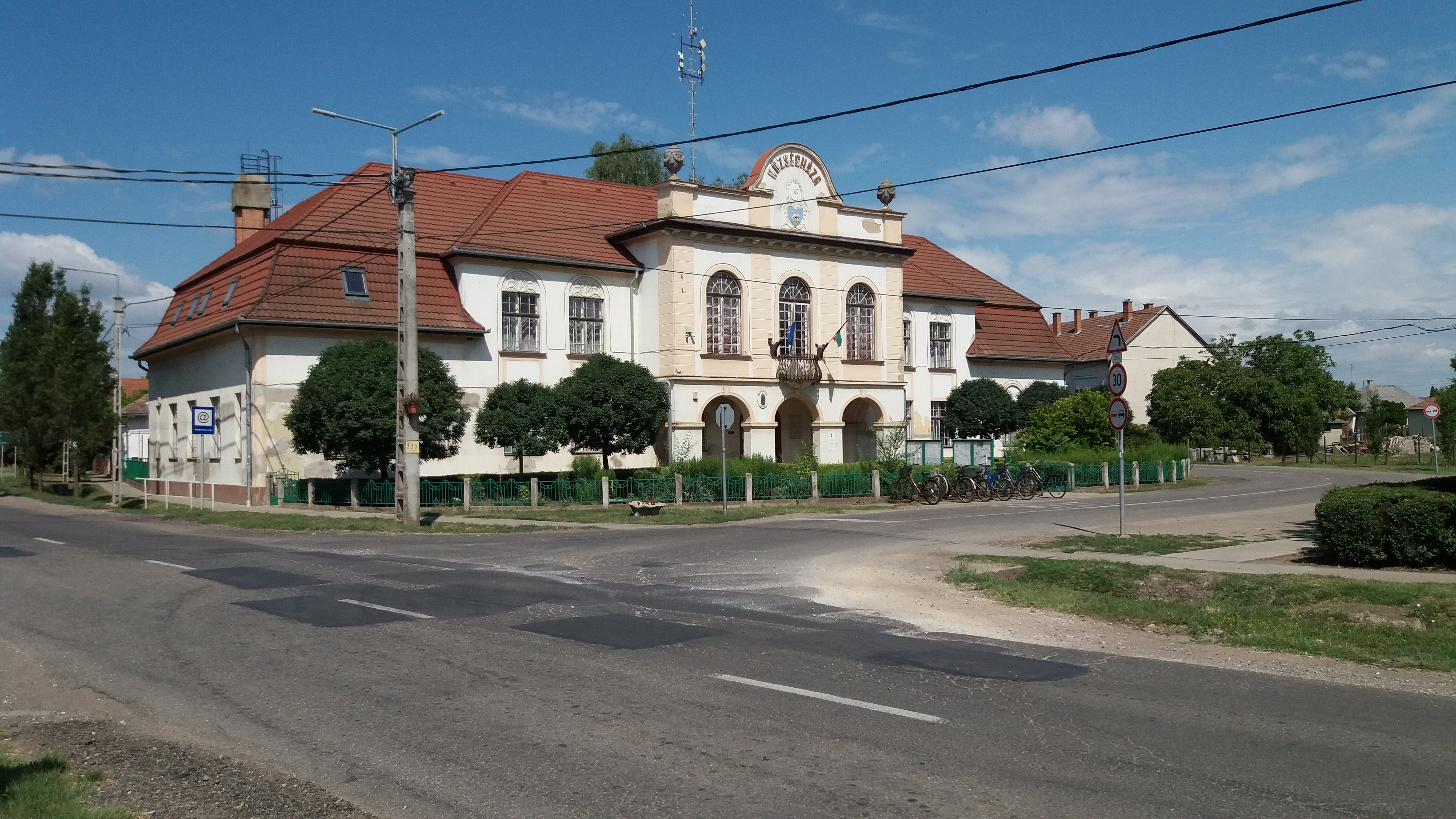
Községháza-1
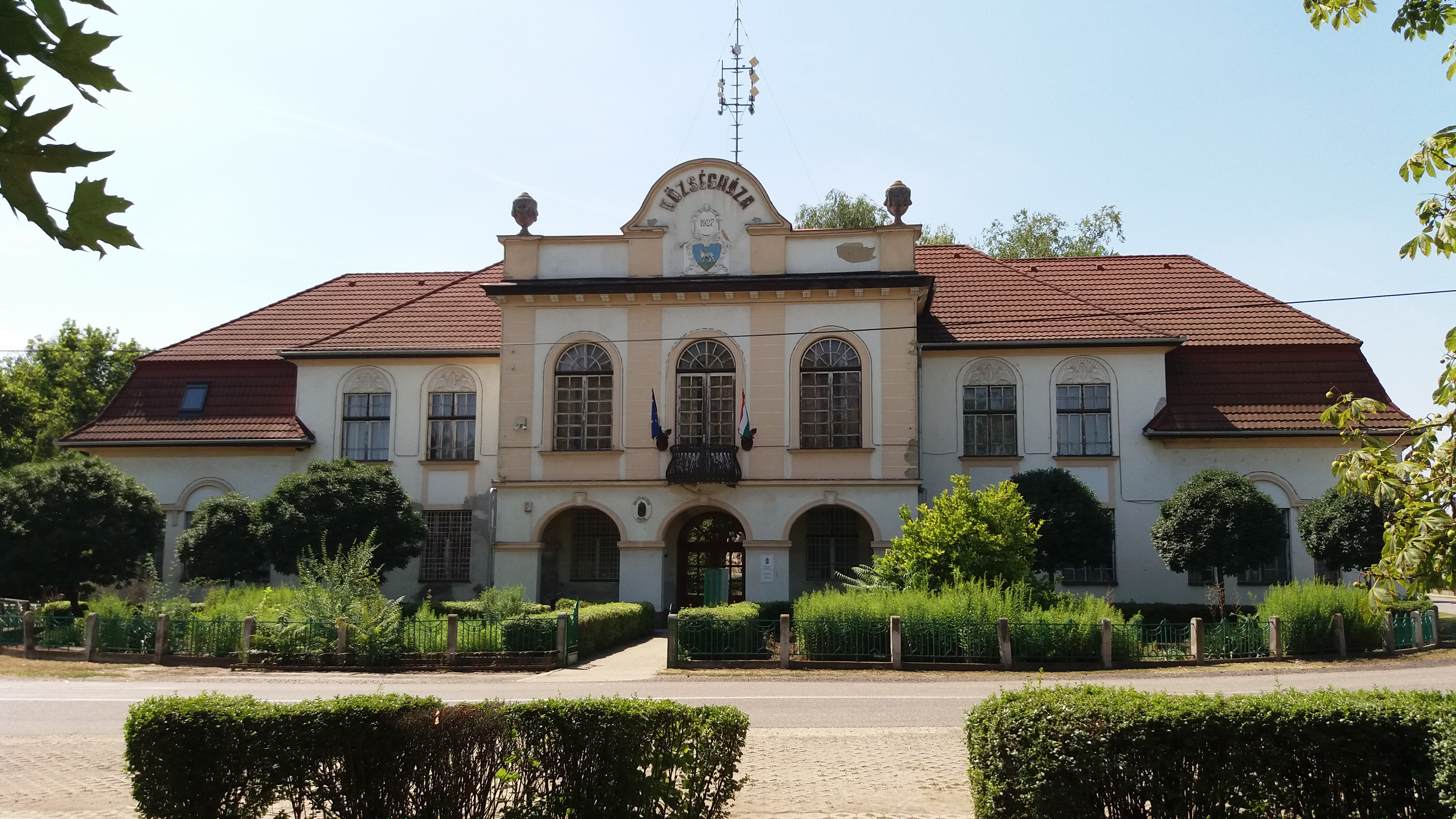
Községháza-2
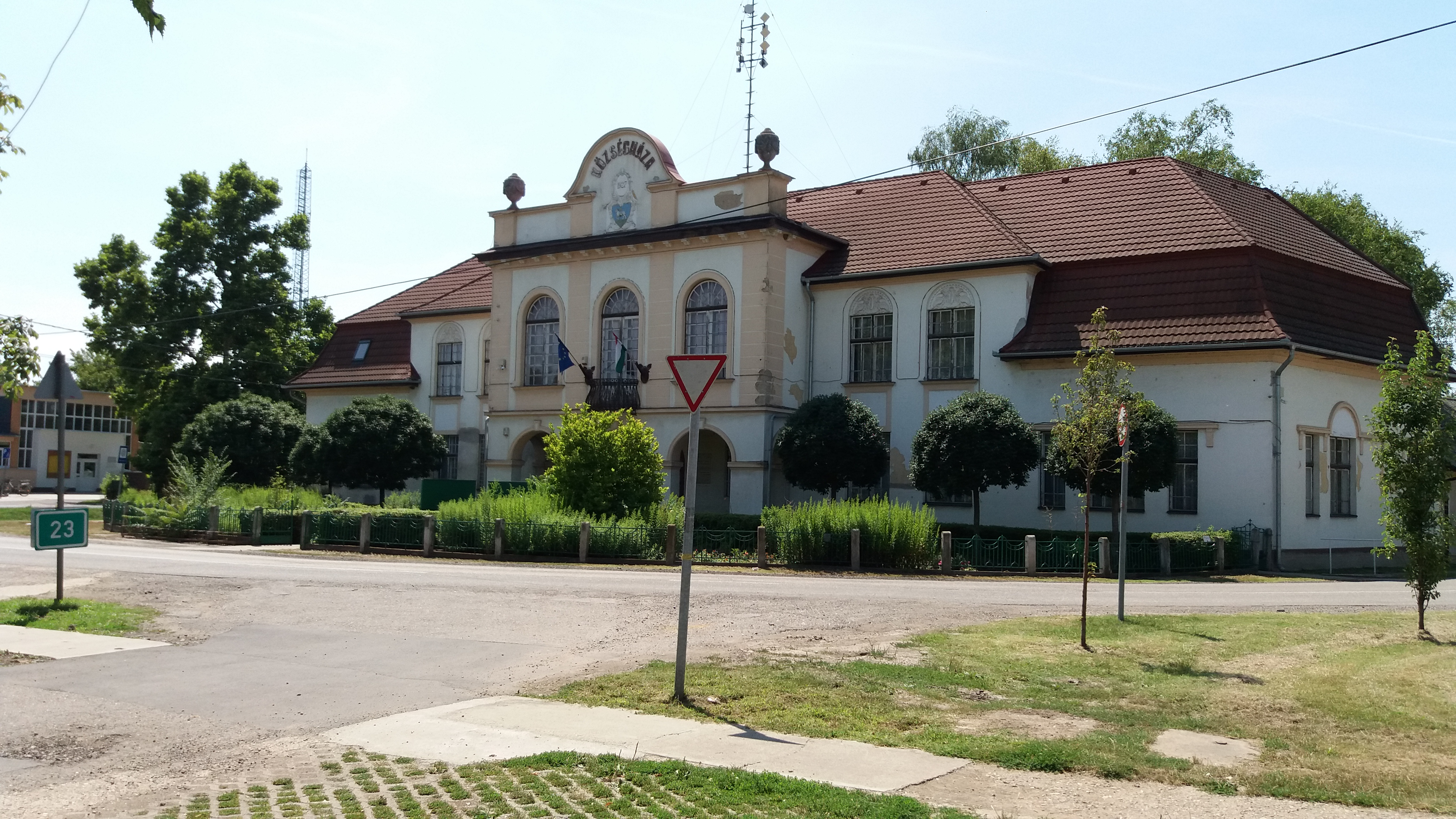
Községháza-3
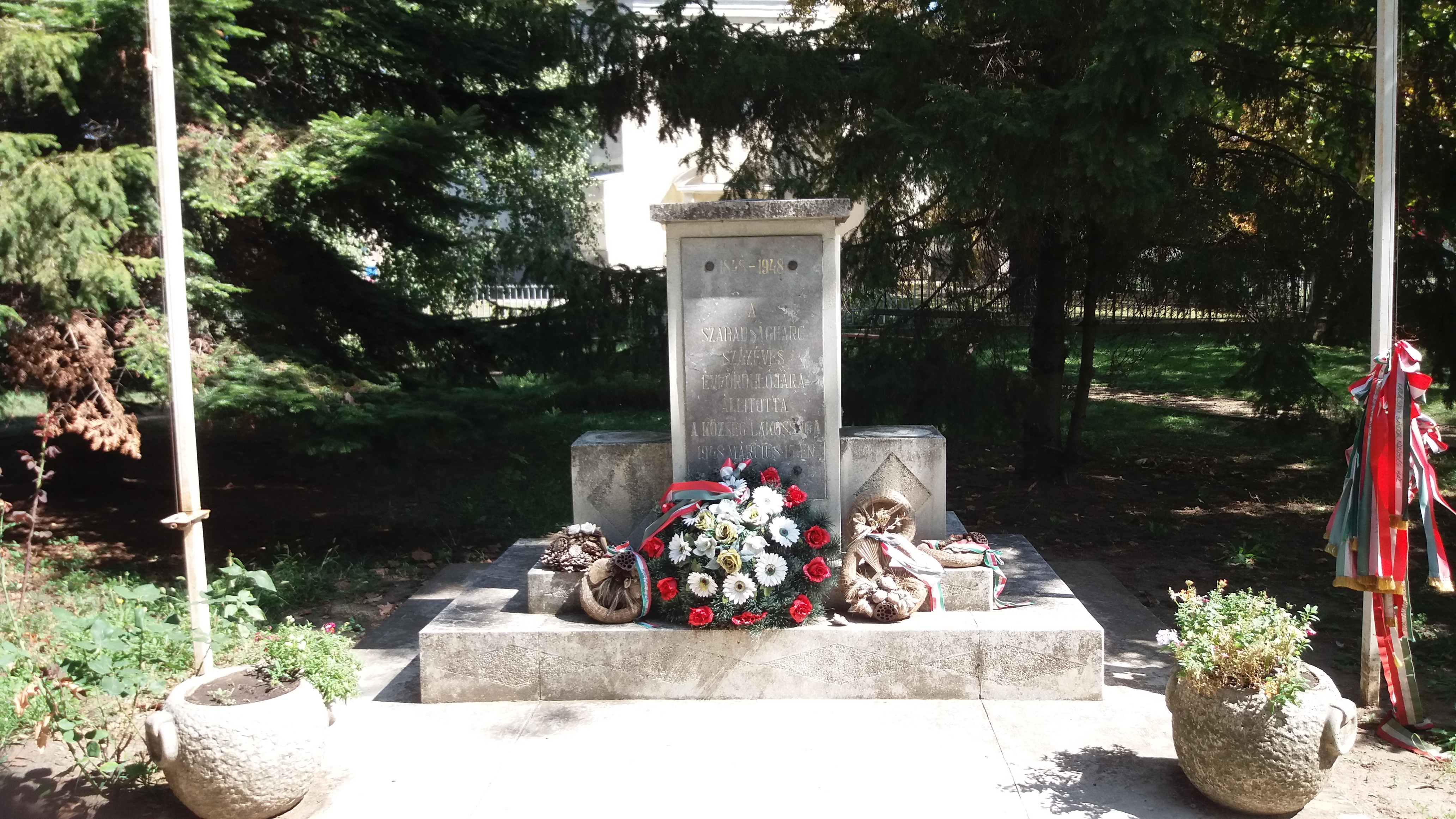
1848-as emlékmű
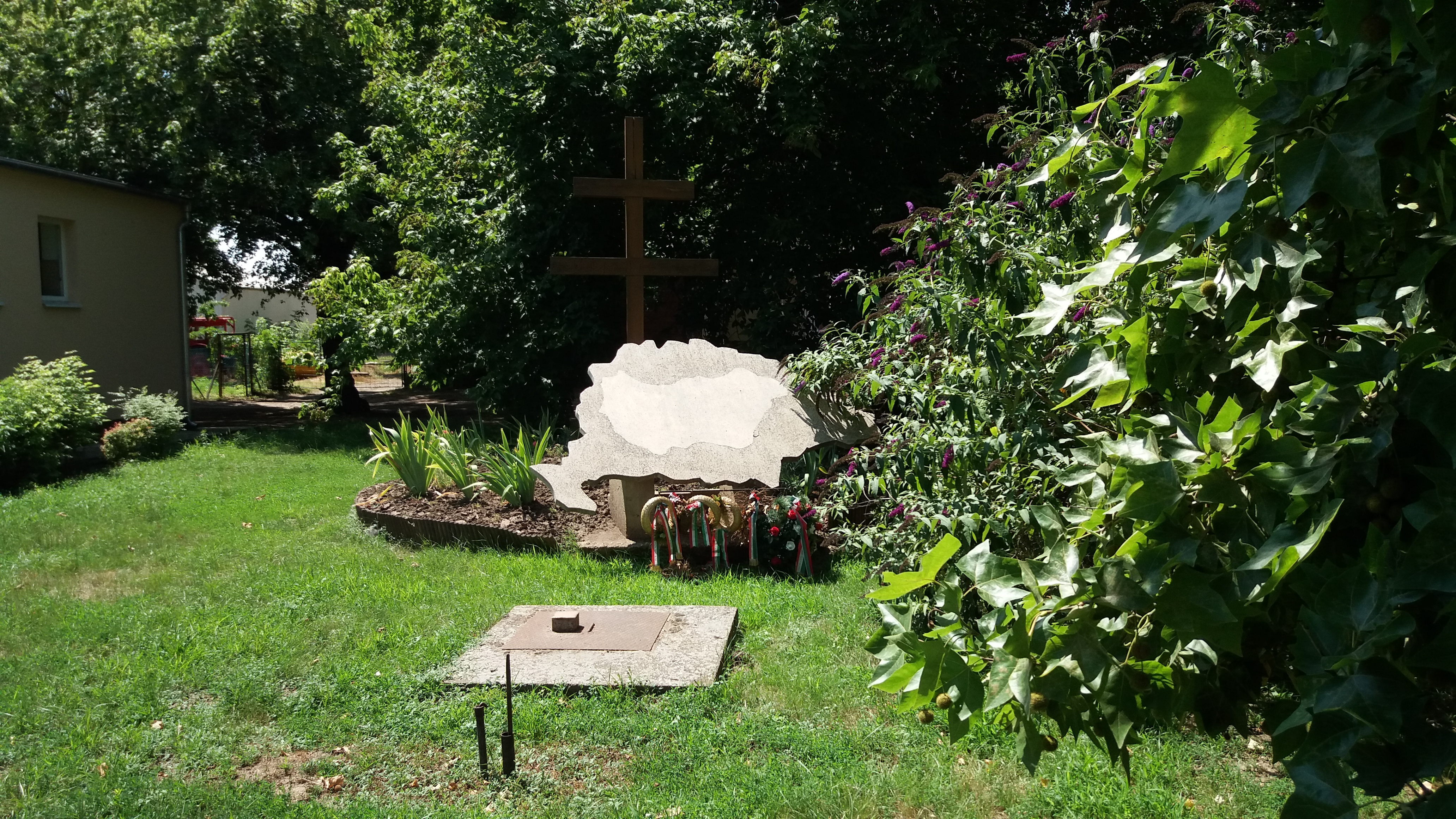
Trianon emlékmű
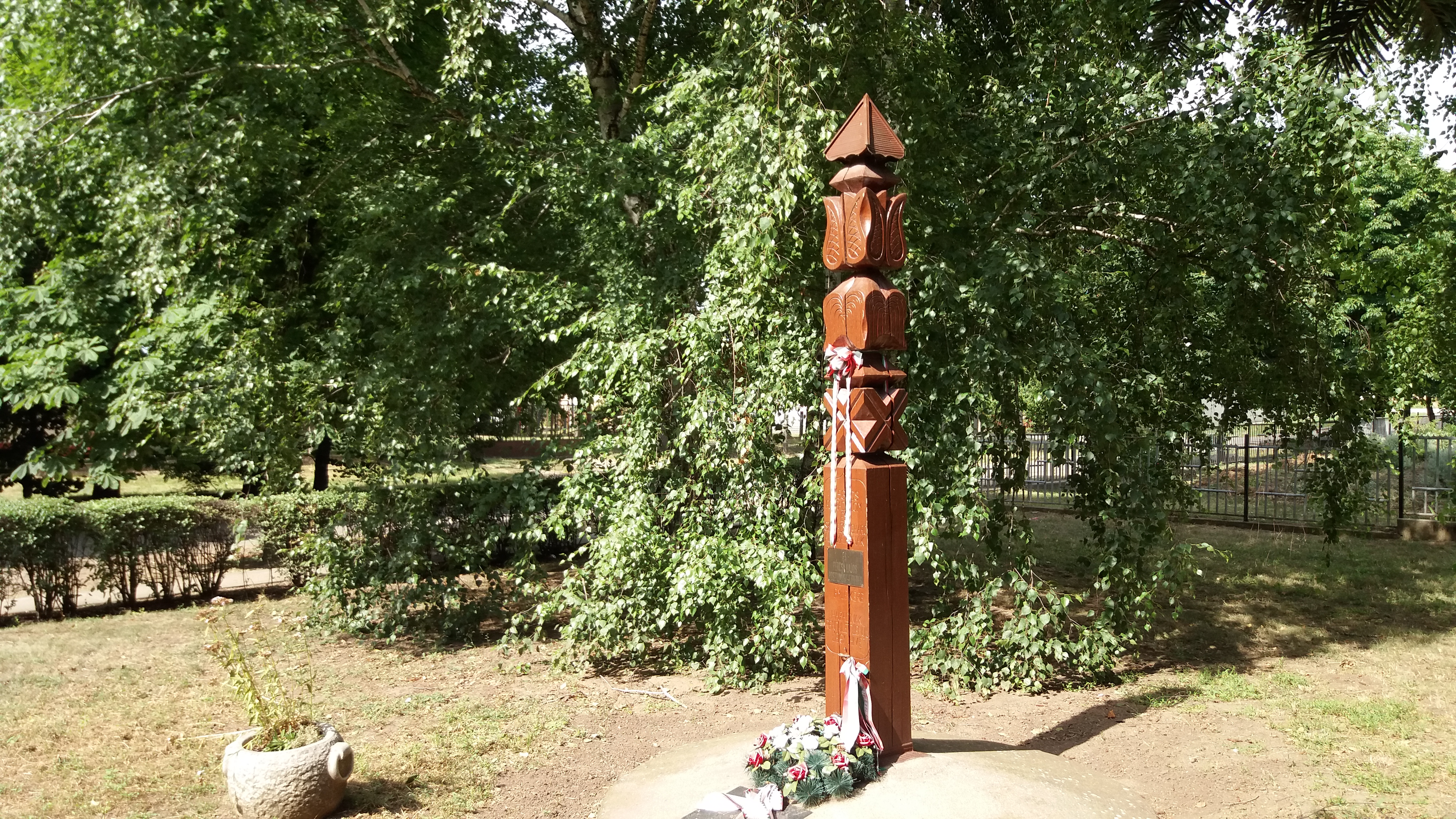
Kopjafa 1956
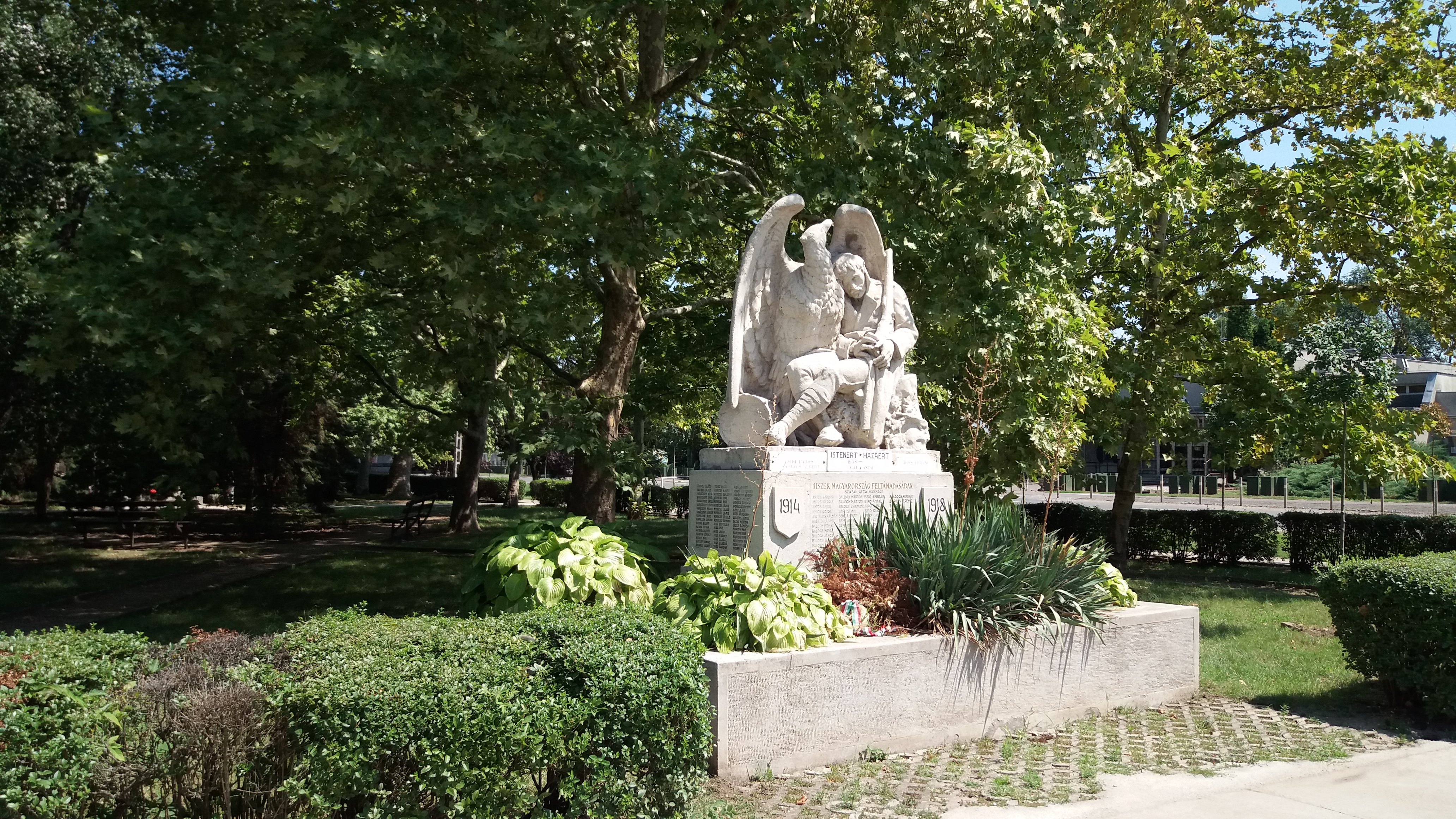
Hősi emlékmű-1 1914–18
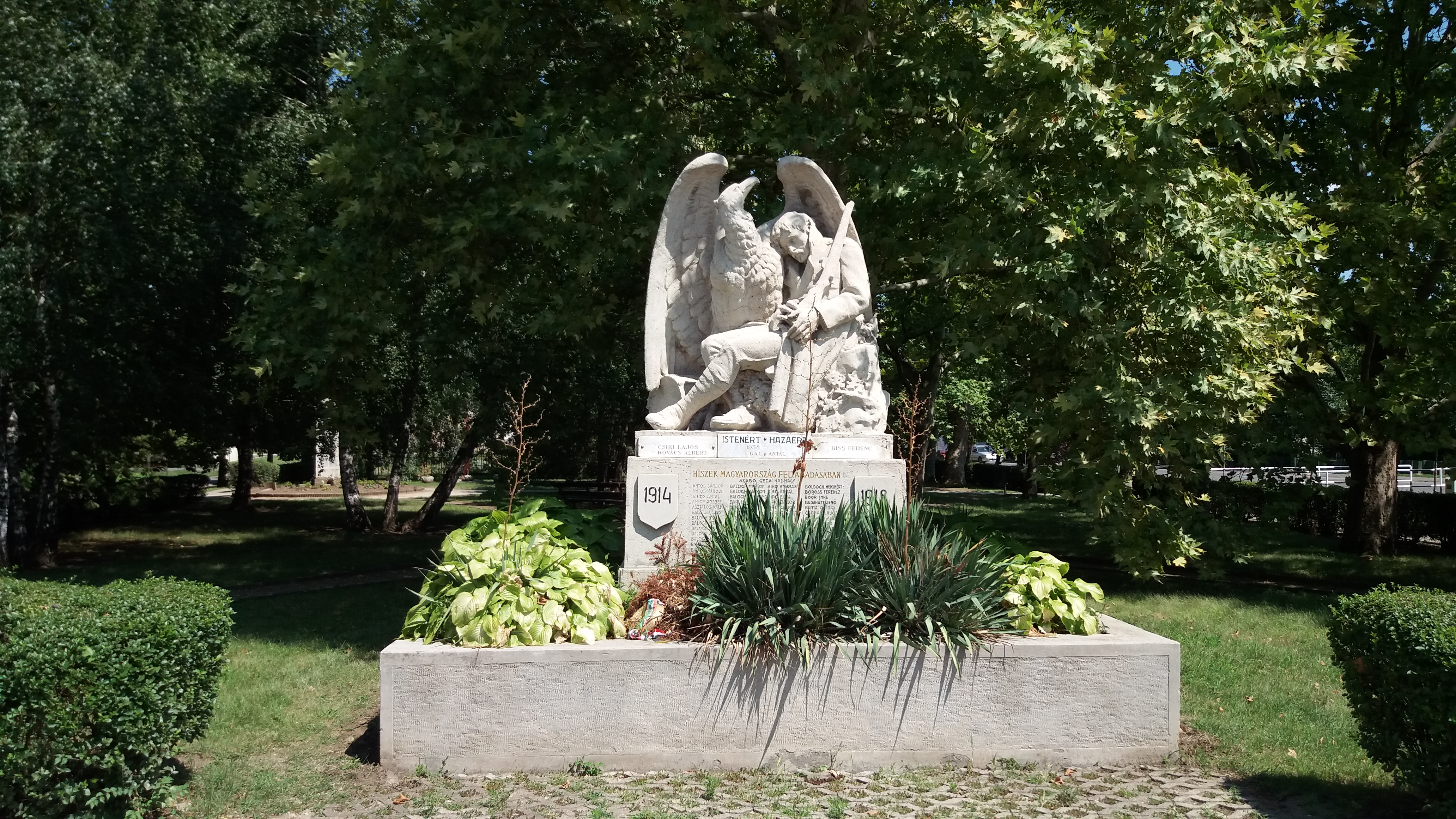
Hősi emlékmű-2 1914–18
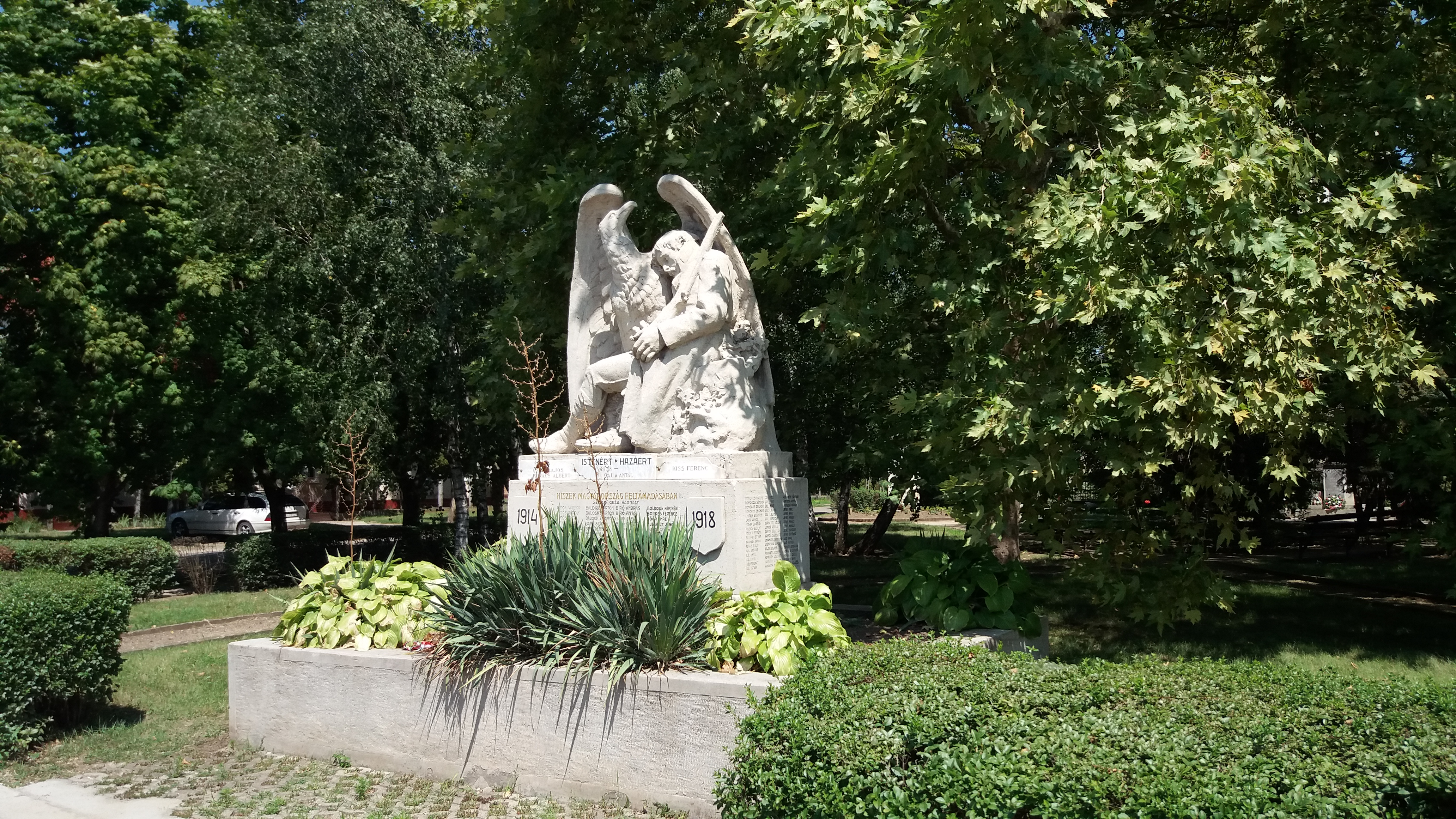
Hősi emlékmű-3 1914–18
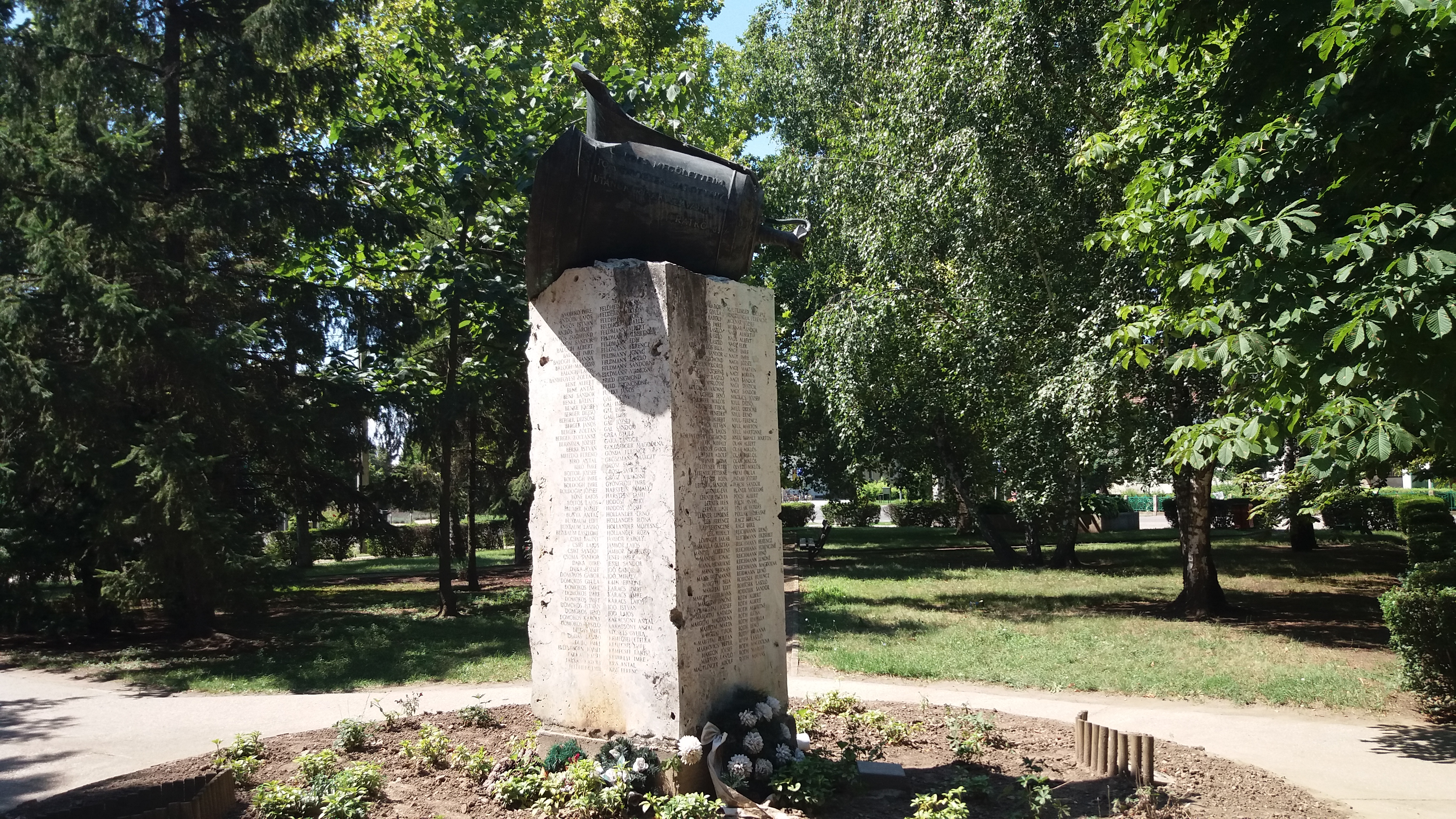
II. világháborús emlékmű-1
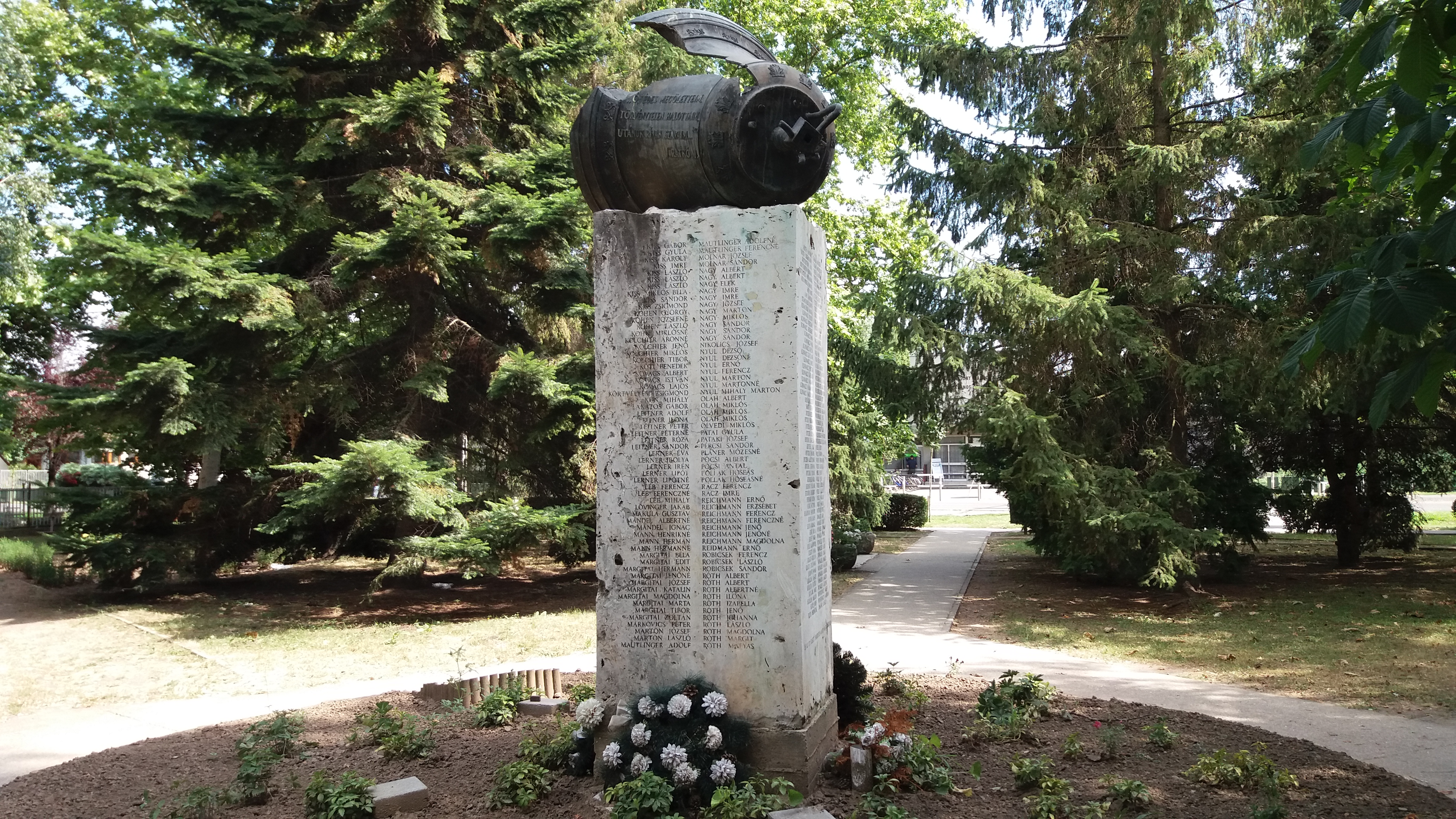
II. világháborús emlékmű-2
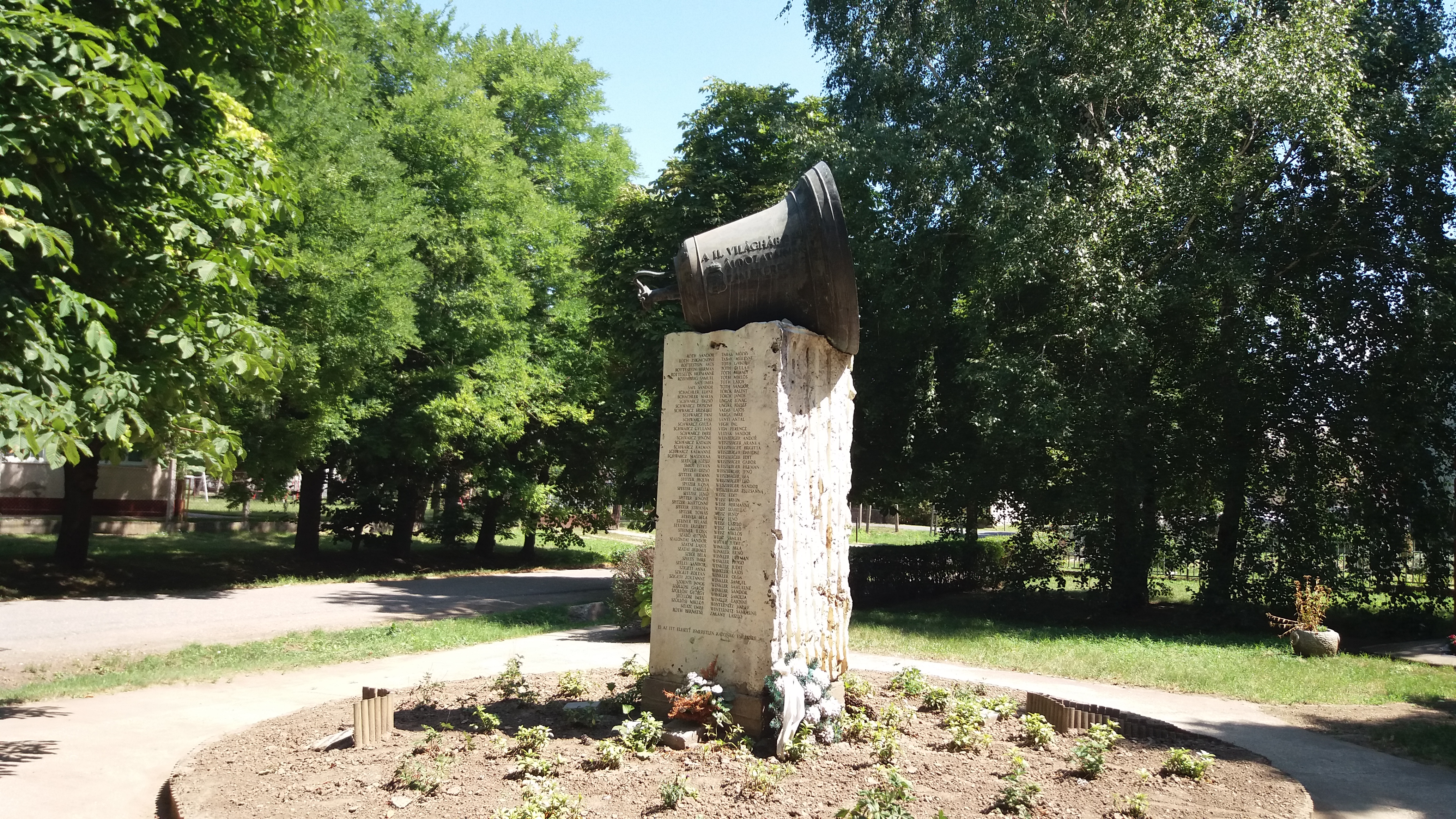
II. világháborús emlékmű-3
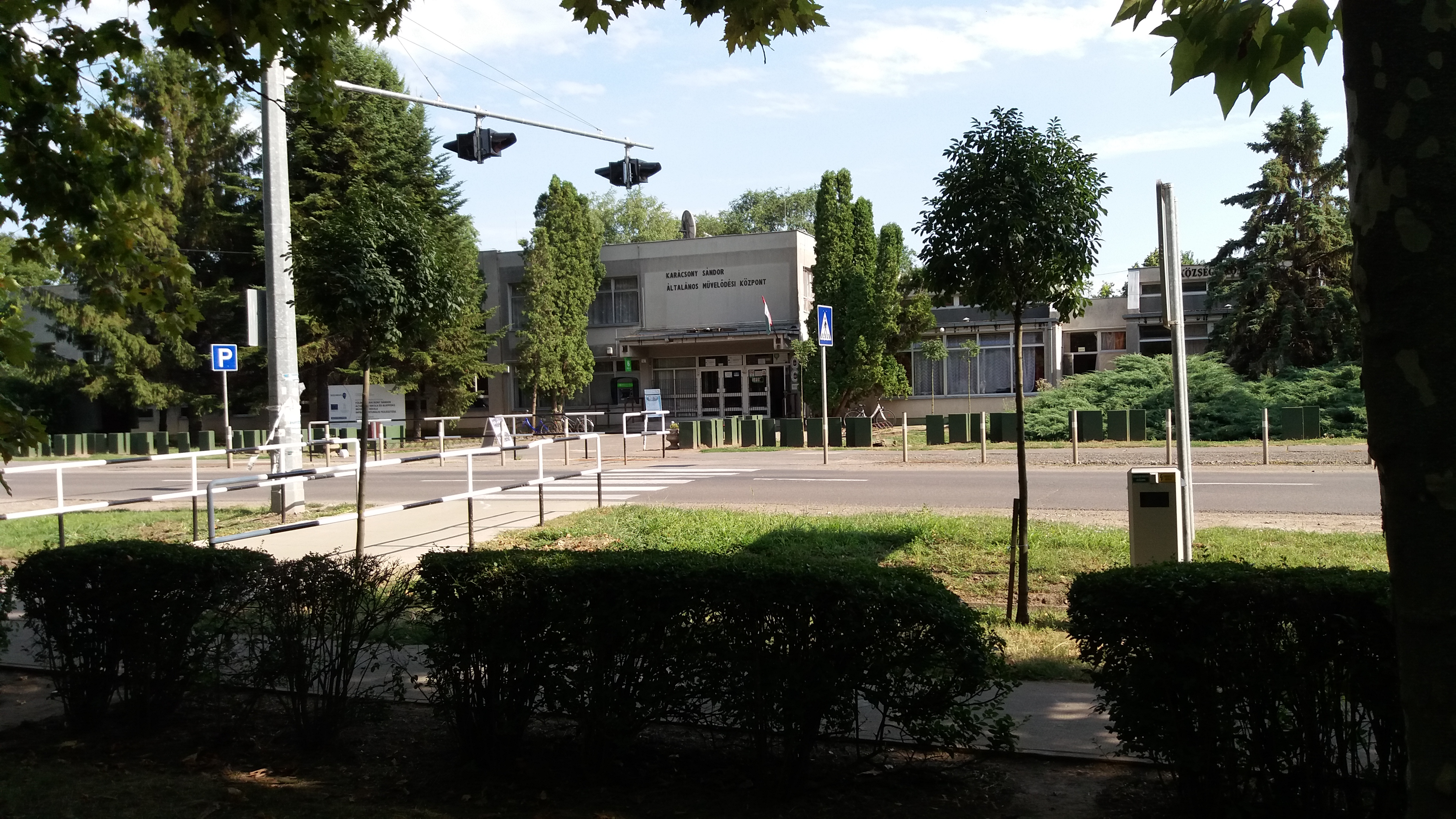
Általános iskola épülete-1 és Művelődési központ
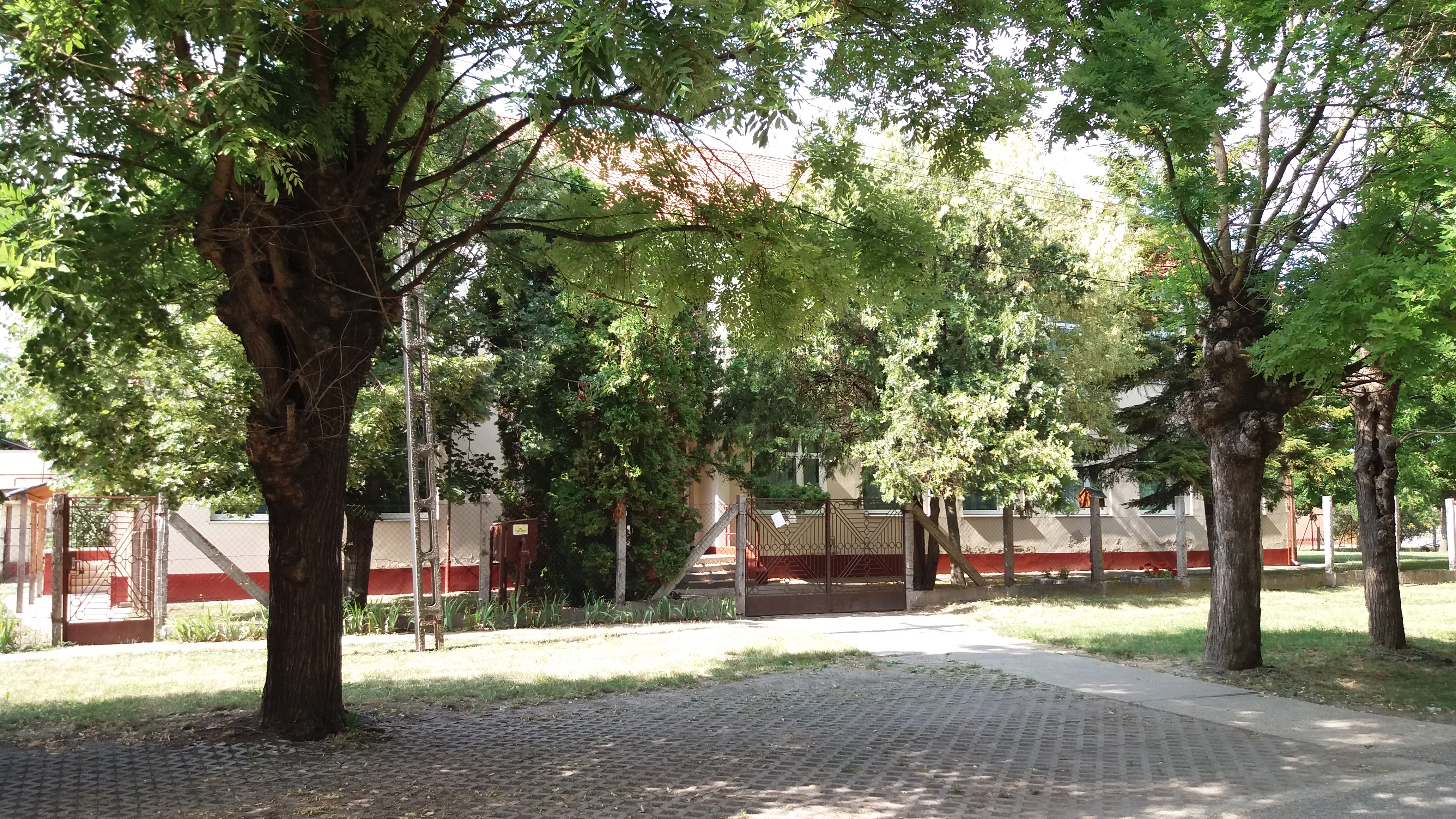
Általános iskola épülete-2
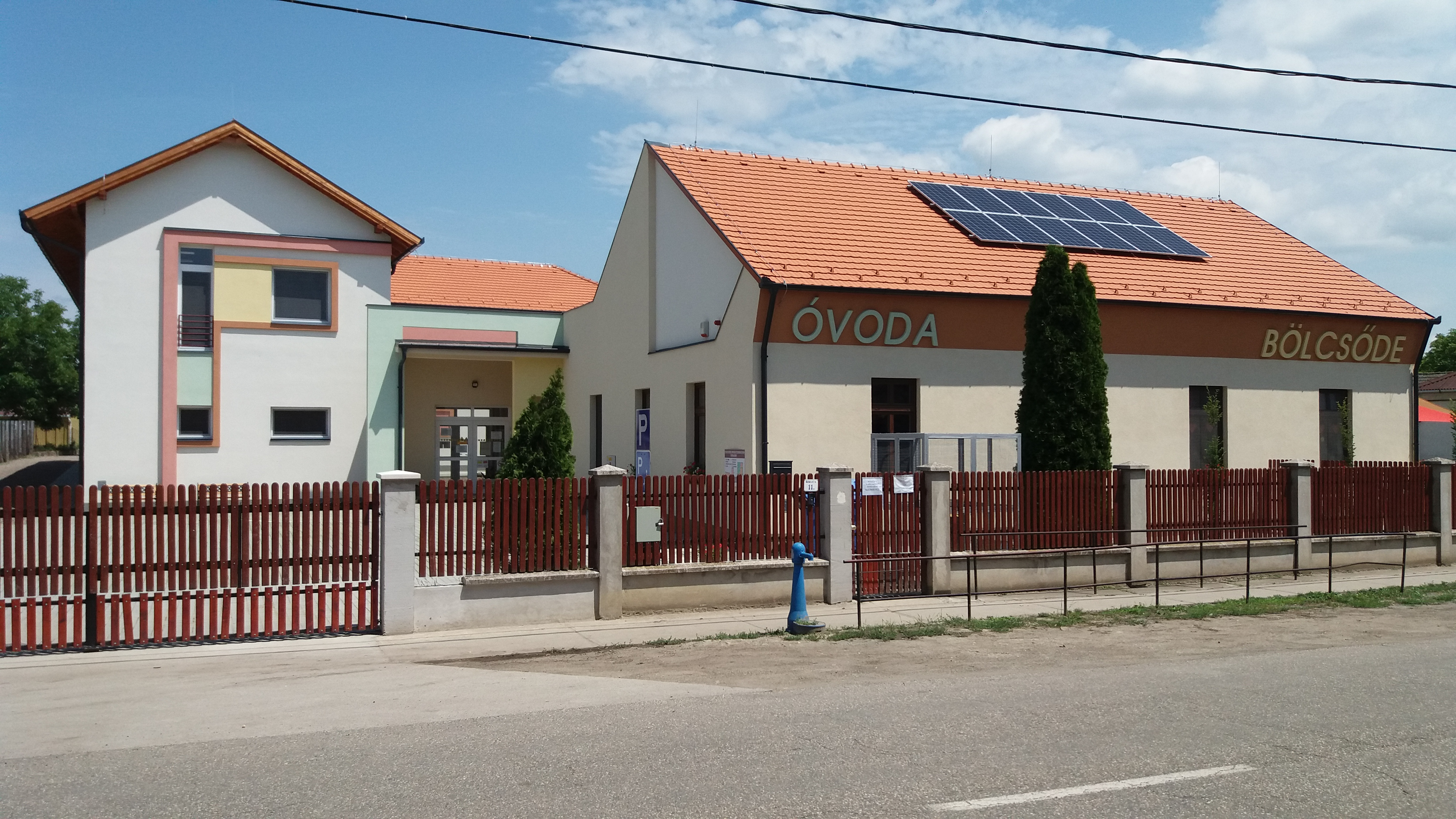
Óvoda és Bölcsőde
Székelykapu
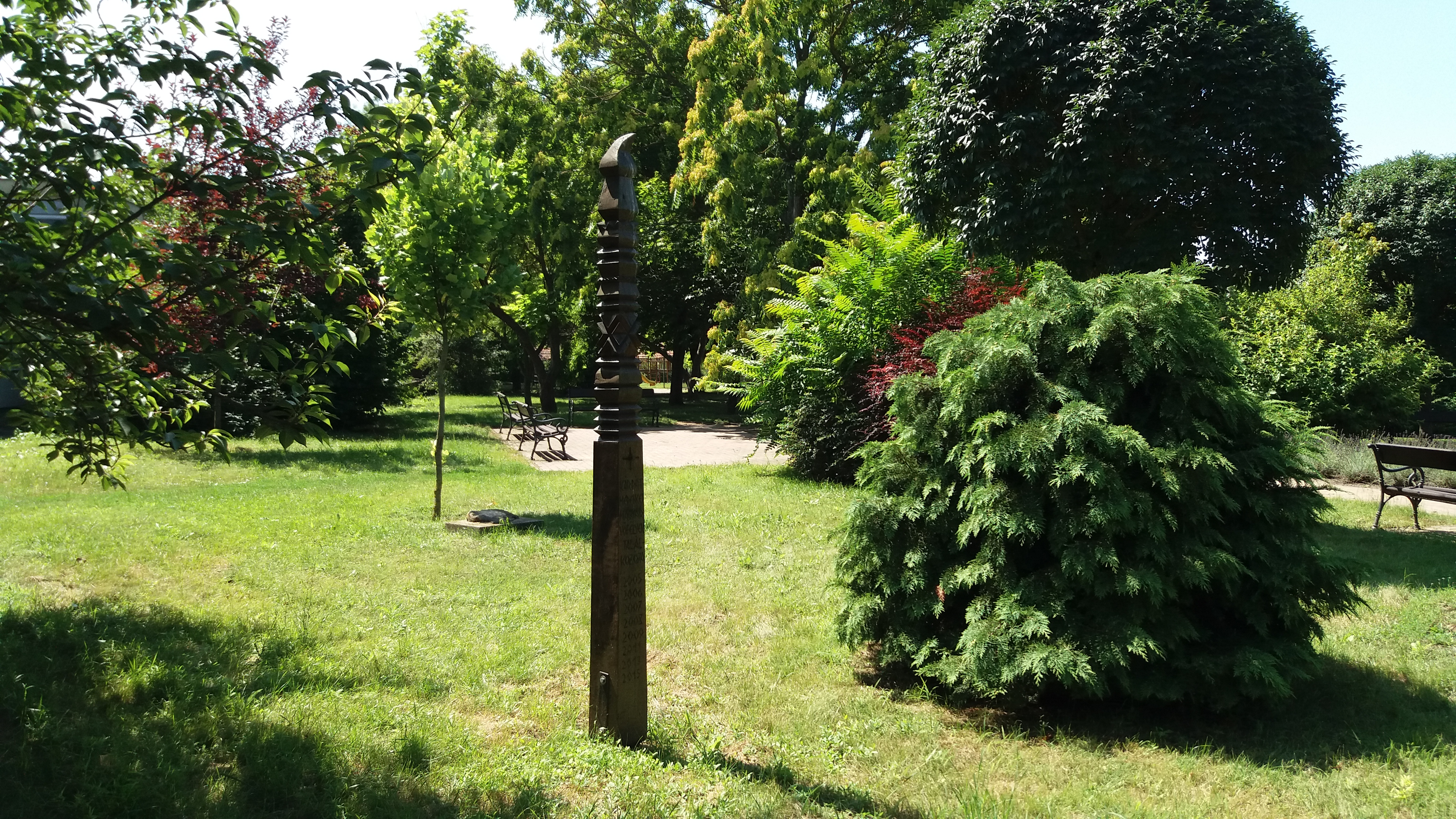
Vőfélykopjafa
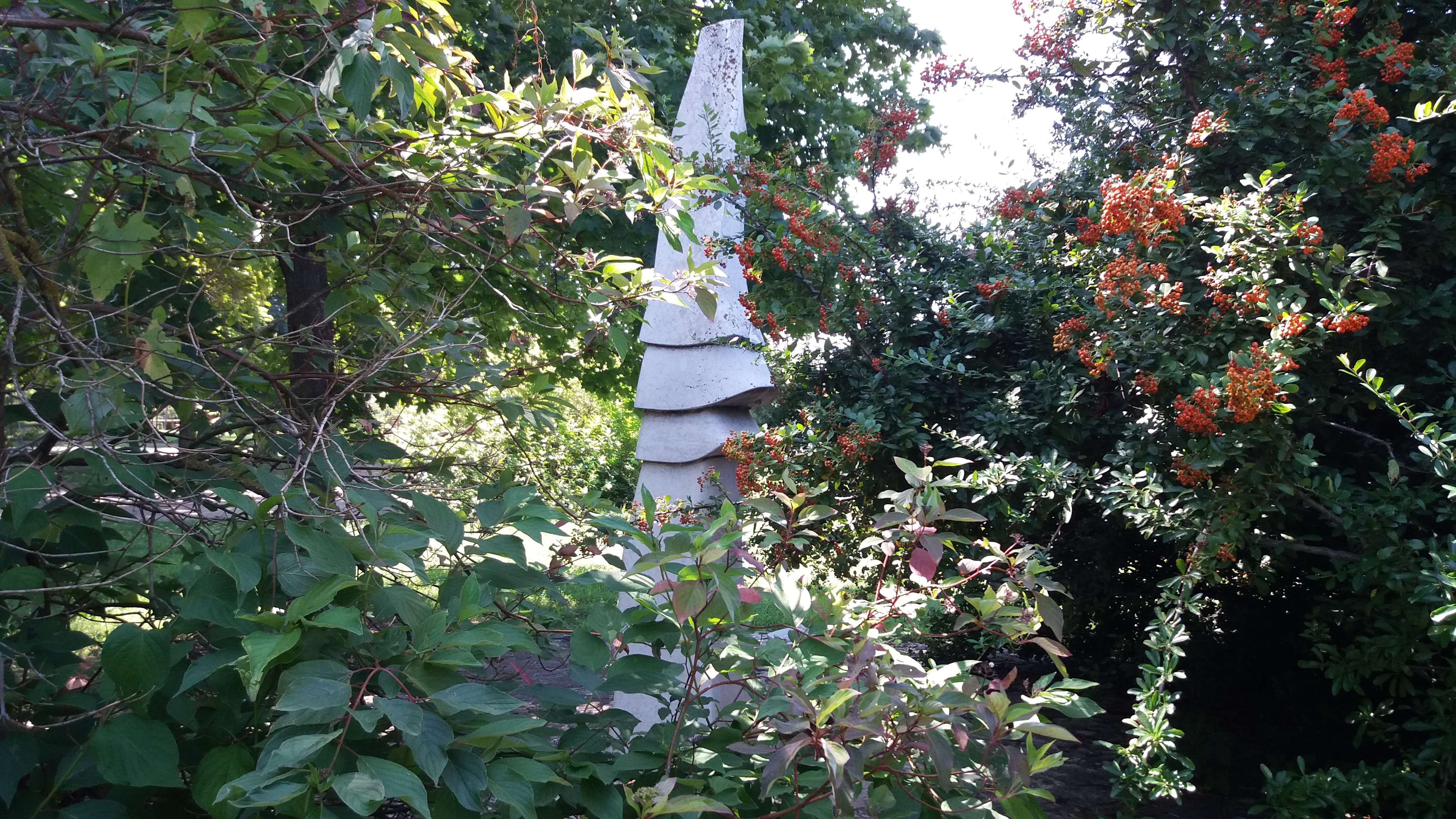
Emlékkút kis vízmedencéje nélkül
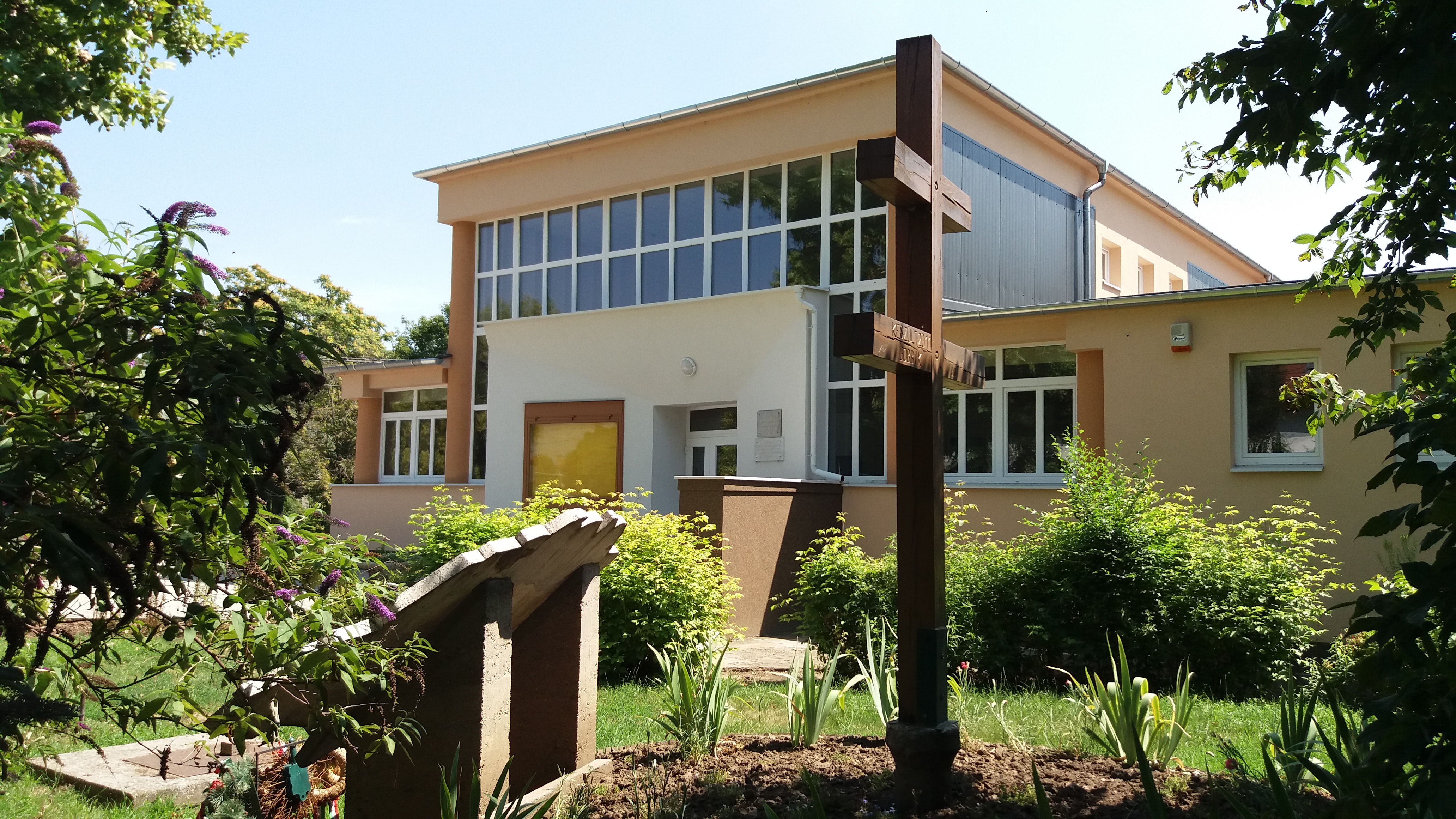
Régen Árpád-filmszínház ma gyűlések előadások helye
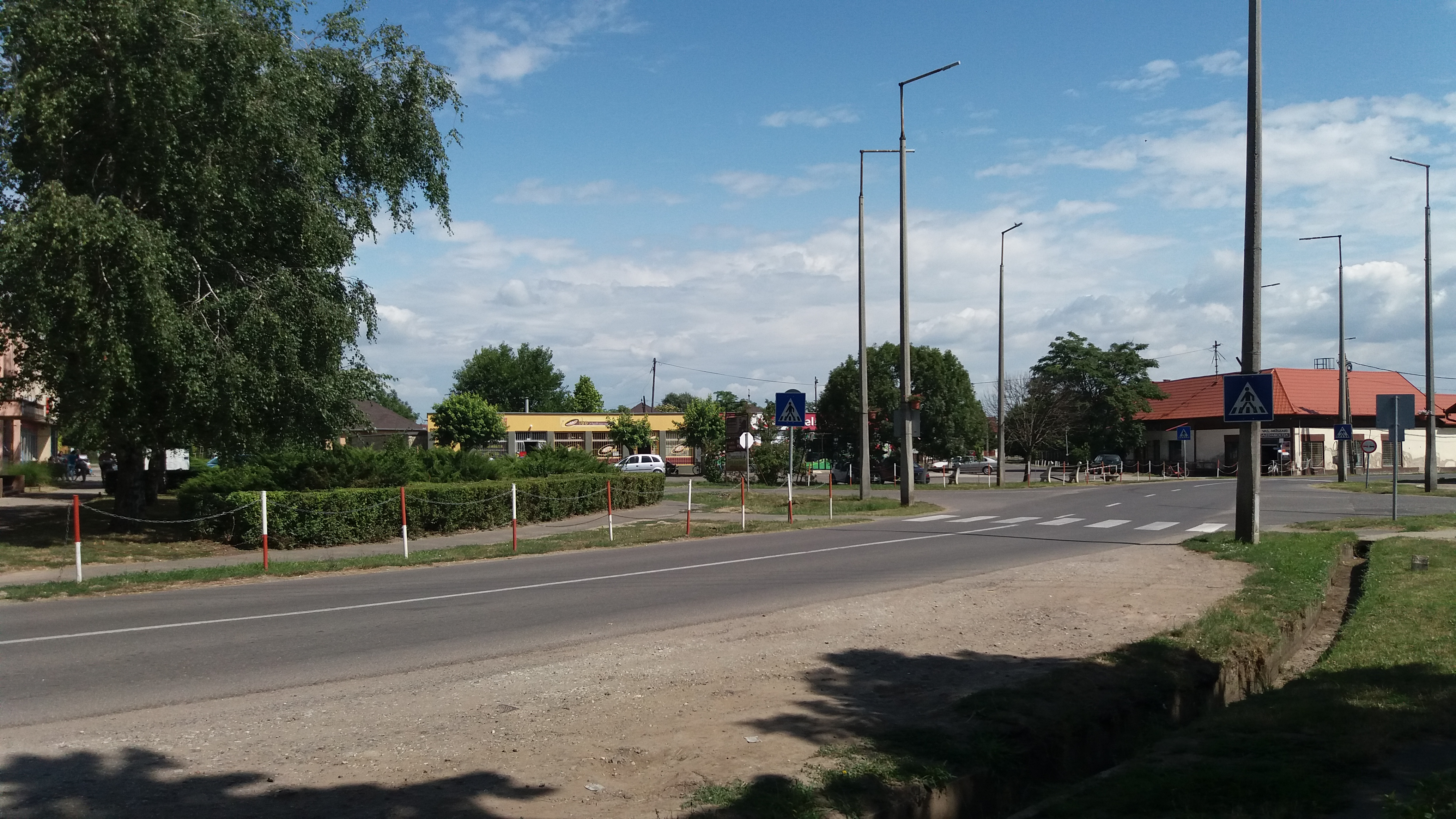
Főtér-1
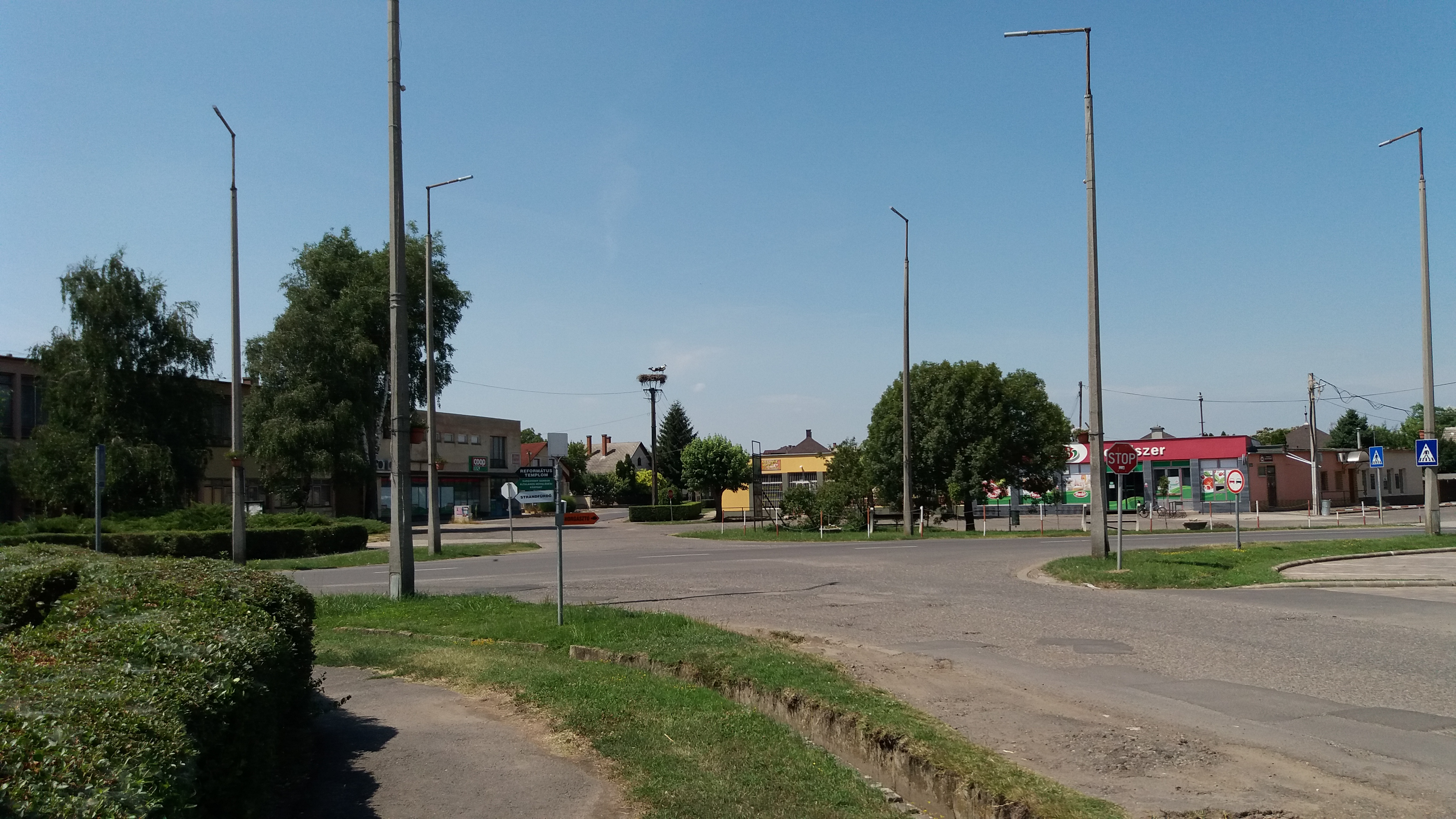
Főtér-2
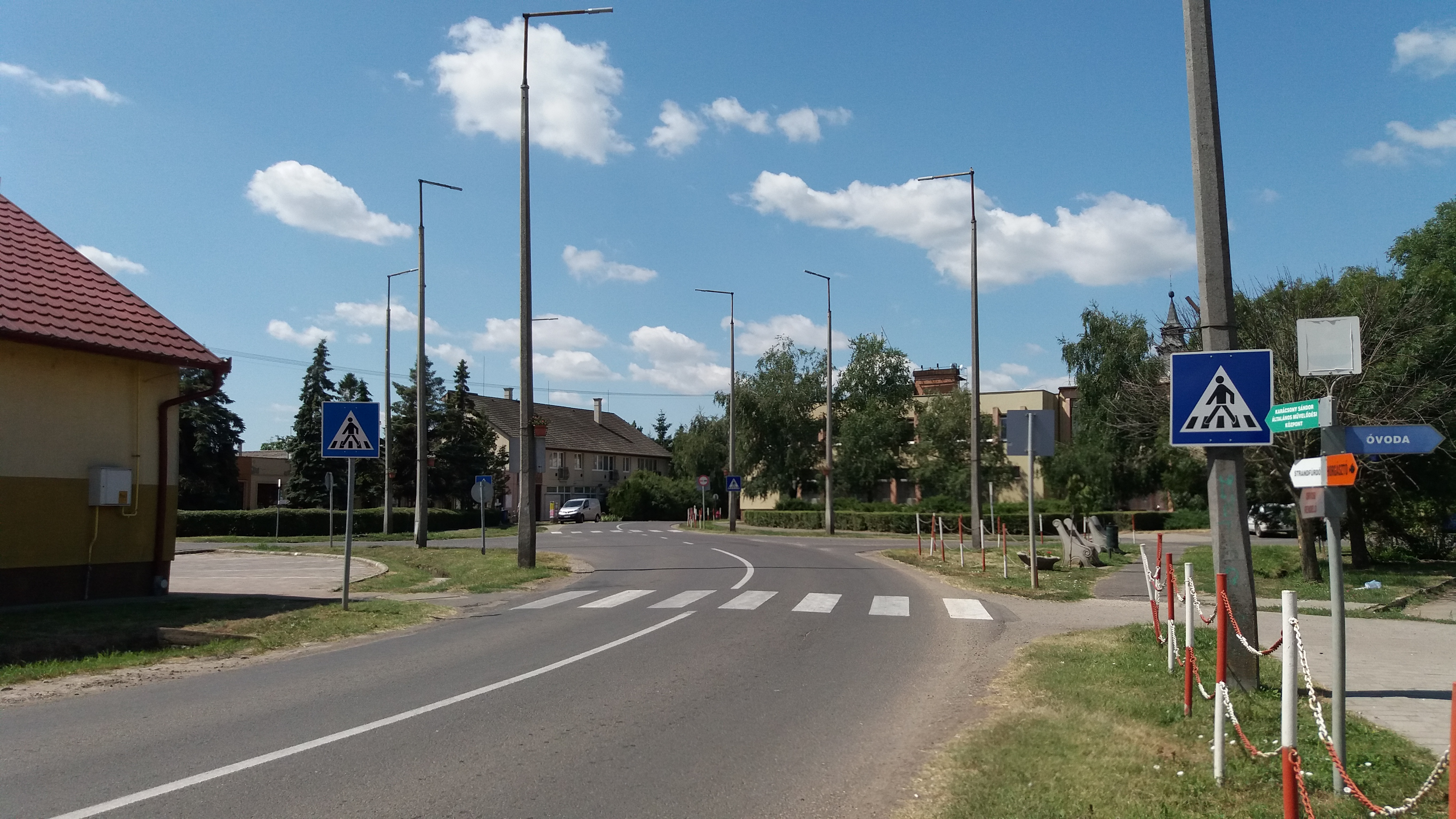
Főtér-3

## Külső hivatkozások
- Földes honlapja
- Földes közigazgatási portálja Archiválva 2020. augusztus 9-i dátummal a Wayback Machine-ben
- Dr. Herpay Gábor: Földes község története
- Földes Története Facebookon
- Településtérkép
- Földes Községi Könyvtár honlapja Archiválva 2006. május 17-i dátummal a Wayback Machine-ben